# Música de la dècada del 2010

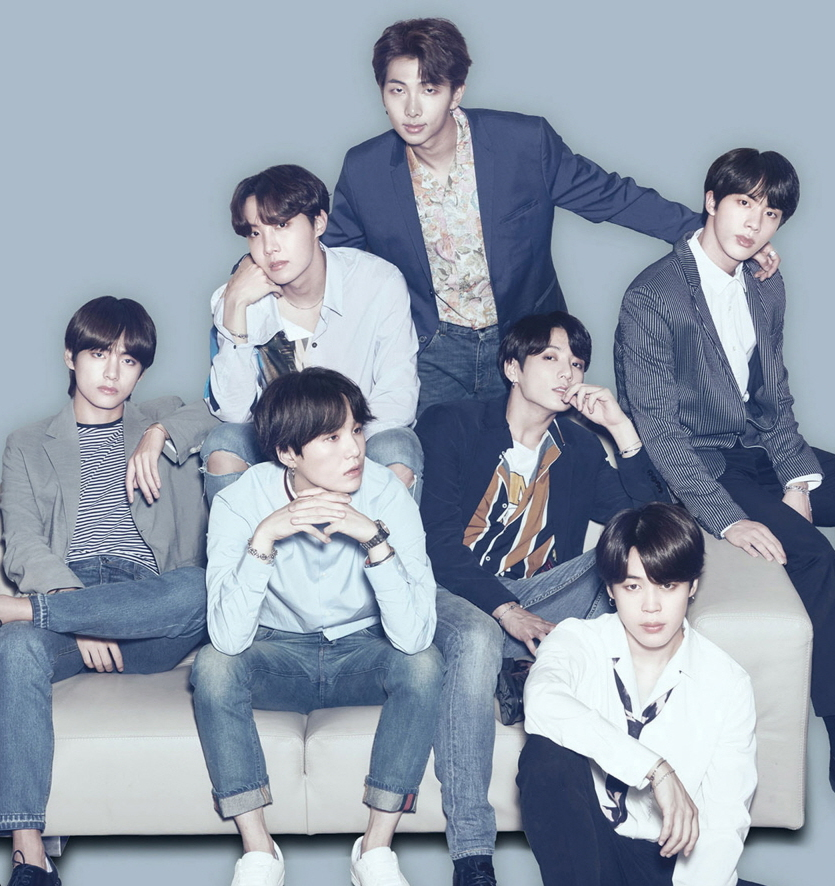
La boysband coreana BTS va assaltar les llistes de venda de tot el món. Han venut prop de 90 milions de còpies arreu del món.

La música de la dècada del 2000 abasta la música produïda a tot el planeta terra de 2009 fins a l'any 2020. Exposa els principals corrents que es varen donar a tot el globus, amb els protagonistes, la seua descripció, exemples i la contextualització corresponent. Hi ha igualment un viatge per les principals tendències musicals de cada continent. Es pot revisar doncs quin tipus de música es produïa a Europa, Àsia, Àfrica o Amèrica l'efecte i l'abast que van tenir, dins com fora, amb els seus protagonistes.
Globalment tota la producció musical es torna electropop. El gènere que comença amb molta força durant al dècada anterior, ateny el seu més gran apogeu durant els 2010. Desapareix el rock per primera volta a la història de la música contemporània. La música rap, el hip-hop i el dancehall es convertixen a l'electropop. Per fer-hi front, alguns artistes componen música folk, d'altres preferixen acostar-se al jazz. És dins el neosoul que es bastix la primera tendència de la música pop, l'anomenat whiperpop. Es tracta de produir un tipus de neosoul de base pop amb una veu xiuxiuejada, com qui rapeja sense alçar la veu. La segona més gran tendència és cantar amb onomatopeies. Quelcom que seduïx antigues estrelles del britpop com ara Coldplay.
El rock es trasllada de fronteres i s'assenta a l'Àsia. La Xina n'és el país difusor mentre que Corea, Hong Kong i el Japó exporten amb un èxit encara no vist les seues boysband. Es tracta d'un electropop combinat de Millennial Whoop que desperta la curiositat dels occidentals fins implantar-se de forma exitosa a tot el planeta. Els BTS venen milions a Europa, Amèrica, Oceania o Àsia. La globalització ha dut molts països asiàtics a provar amb rock, hip hop o pop contemporani i el resultat és l'onada coreana.
A Occident però, el rock decau progressivament fins desaparèixer. Només s'escolta un tipus de rock gairebé acústic, proper al Whiperpop. La música rap introduïx electro a les seues composicions, però és el reggaeton que arriba a prendre el seu lloc, es torna en la tendència més ben valorada de la dècada. El gènere viu la seua edat d'or alhora que el pop cristià conquerix de mica en mica el continent americà. Fruït del populisme i d'una nova onada de fanatisme que no vol compondre amb la rellevància que ha pres el món àrab al món, protestants, catòlics i altres confessions cristianes organitzen els seus festivals.
La música urbana i el rock són utilitzats a l'Àfrica i la Xina per tal de fer caure els règims totalitaris. Europa no n'hauria de necessitar, però el trap es torna tendència als Països Catalans degut a la censura que hi exercix el règim hispànic, decidit a perseguir polítics per allò que pensen. D'aquesta manera el rap es torna tendència a la península Ibèrica malgrat que de forma general hi ha whisperpop. El rock hi resistix, però deixa lloc a una nova onada de rumba catalana, que pren força degut al single Jenifer d'Els Catarres. El seu crit en favor a la independència posa de moda un gènere que a la dècada anterior havia declinat. Molts cantants hispànics introduïxen la rumba catalana a les seues composicions amb l'ànim de fer front a l'electropop.
Els programes de tele-realitat han estat substituïts per programes de xou i música. Els caça-talents ja no són a la televisió. Ara les estrelles de la música pop es troben a internet. YouTube és la plataforma més cobejada. Diversos joves s'hi enregistren fent covers. Les visualitzacions els permeten ser contractats per discogràfiques i llençar les seues carreres musicals. Això mentre artistes com ara Lady Gaga se n'adonen aviat del potencial d'internet i fan de YouTube la nova MTV del segle XXI.

## Món

### Internet substituïx la televisió

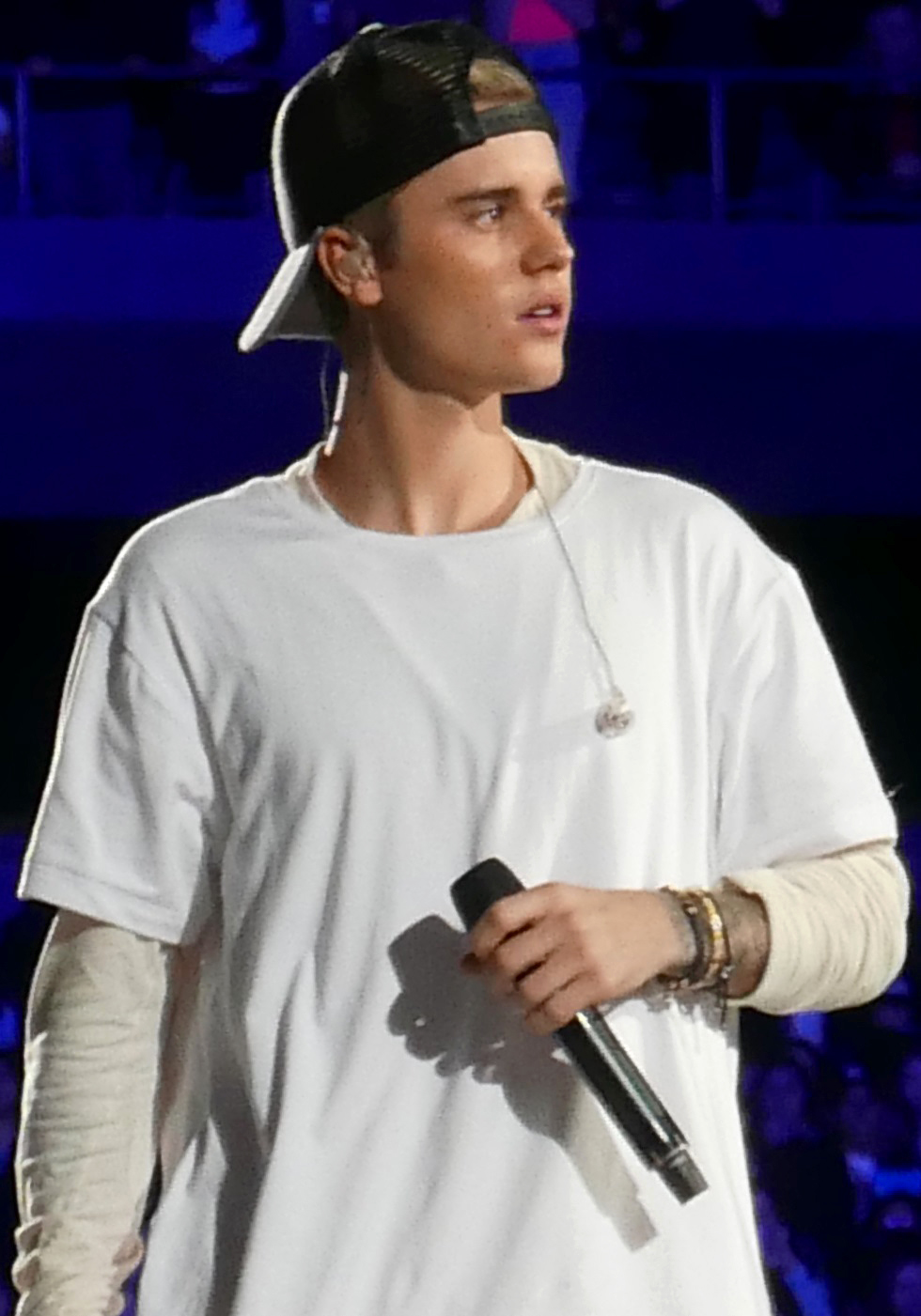
Justin Bieber, marca tendència amb el seu single Sorry

Els anys 1980 varen començar amb una cançó que es reprèn habitualment en història per mirar com la televisió va canviar el panorama musical de l'època. La tornada deia que “video killed the radio stars”. Cantaven els Buggles. A la segona dècada del segle XXI es reproduïx un efecte similar però el protagonista ja no és la televisió. Ara qui havia matat la televisió era YouTube, recullen els informatius de FOX News.
Paradoxalment, però, tot continua passant pel mateix filtre. El vídeo és encara molt suggeridor però la gent ja no se'l mira a la televisió. El telèfon mòbil, les tauletes, l'ordinador, etc, són algunes de les noves vies per consumir vídeos. La primera artista que entén això mateix és Lady Gaga. Les produccions visuals de la Haus of Gaga són art, fa remarcar Karl Lagerfeld. El dissenyador de moda hi acaba veient una expressió artística d'alta qualitat mentre que en general els crítics de música hi veuen una nova Madonna.
La cantant acompanya les seues aparicions de polèmica. El seu vestuari la transforma en una artista de la moda i de les arts plàstiques. S'arriba fins i tot a qualificar les seues aparicions de “happenings”. Les seues actuacions no són menys cridaneres. Entre vestits estrafolaris, crides feministes i suport a la població d'orientació homosexual, es descobrix que és hermafrodita, encara que hi ha artistes com Katy Perry que ho posen en dubte. La imatge torna amb molta força. Els videoclips de la cantant són una història post-moderna explicada a mode de tornada Millennial Whoop. Un exemple d'això és el seu single Alejandro o Telephone. La cantant s'envolta d'estilistes, dissenyadors, maquilladors, etc, tot plegat per muntar videoclips que fan parlar més d'ella que de la seua cançó.
Si als anys 1980 Michael Jackson havia marcat un precedent musicalment amb un videoclip que feia parlar d'ell més que del seu single Thriler, Lady Gaga recompon la carta de presentació dels artistes del segle XXI amb YouTube. La plataforma de vídeos es torna d'ençà en una màquina de promoció a escala global. Les discogràfiques haurien pogut adonar-se'n abans vist amb perspectiva. Efectivament, el gir de guió el protagonitza el canadenc Justin Bieber. Jove, encara adolescent, penja vídeos seus a YouTube cantant a capel·la. Hi reprèn èxits d'altres icones de la música. És el que se'n diu un “cover” —que acaba inspirant un format nou de programa televisiu emès a Instagram l'any 2020 i d'èxit als PPCC. No n'és pas l'únic tot i que Justin Bieber va tenir bona acollida. Els seus covers apugen el llistó. Les visualitzacions són estratosfèriques i gràcies a això és contractat per una discogràfica que llança la seva carrera musical amb Baby.
YouTube es torna en una fàbrica de nous talents. Ed Sheeran, The Weeknd, Shawn Mendes, Austin Mahone, Alessia Cara, Zedd, Carly Rea Jepsen, Cody Simpson, Lana Del Rey, etc. Tots varen donar-se a conèixer gràcies a YouTube. Una tendència que arriba de la dècada anterior gràcies a MySpace que va fer descobrir cantants de gran talent com ara Lilly Allen, Arctic Monkeys, etc. A Europa YouTube hi projecta artistes com ara Sweet California, Xuso Jones, Grégoire, Pablo Alborán, Lildami, etc.
YouTube va popularitzar fenòmens artístics com ara els Libdup, les Flashmob, el Harlem Shake, entre més. Molts joves s'atrevixen i tot a parodiar els seus ídols amb un èxit molt gran a Internet. Dos artistes plegats han estat la visibilització més exemplar de l'èxit d'Internet. D'una banda, el coreà PSY, d'altra banda, la canadenca Carly Rea Jepsen.
LMFAO o el mateix Justin Bieber acaben fins i tot tornant-se en un gran model de com enregistrar nous videoclips per al públic jove. El llenguatge que fan servir no és gens igual al que trobaríem anys abans. Hi tenim un predomini de la informalitat, del ball per diversió, de l'anomenat “postureig” o “selfish”, etc. Exemples d'això són Silentó (Watch Me) o Omi (Cheerleader), Meghan Trainor (Me Too), Justin Bieber (Beautyfull and A Beat) o LMFAO (I'm sexy and I know It). Madonna s'intenta adaptar a aquest nou llenguatge a Bitch I'm Madonna, però la seua carrera musical decau lentament.

#### Decadència i reinvenció dels xous d'impacte
Durant la dècada dels 2010 els programes de telerealitat patixen del seu èxit. Han estat reformulats de tantes maneres, injectats als mèdia de tantes formes i generat tantes estrelles que el públic acaba afartant-se'n. El director de M6 a França comenta en una entrevista que no és pas cap "accident industrial".
L'arribada de YouTube, Dailymotion, Vimeo, etc, amb les xarxes socials com ara Facebook, Twitter, Instagram, VK, entre més, tot comptant amb les plataformes de vídeo en streaming, com ara Netflix, Rakuten, Nowo, Filmin, Salto, Molotov TV, etc, canvien les maneres d'entretenir-se i la televisió deixa de tenir l'encant i la fascinació que provocava dècades abans.
Les audiències viuen d'aquesta manera la primera caiguda. Un exemple d'això és Rising Stars, The Voice o Operación Triunfo. El format Rising Stars, originat a Israel, no complix les expectatives fora del territori nacional. Es ven a diversos països però tan bon punt s'estrena, tan bon punt es desprograma. La idea del concurs és captivadora. Tot ajudant-se de les xarxes socials, els candidats a futures estrelles de la música pop han de guanyar-se el vot del públic mitjançant Facebook. El mur s'aixeca si el públic vota, però el públic preferix The Voice.
The Voice es crea inicialment per escollir les noves estrelles de la música. Aviat es torna evident que el programa funciona, no pas pels àlbums dels guanyadors, sinó perquè la gent s'entreté. A Espanya, per exemple, The Voice és desprogramat a Tele 5 per vendre's a Antena 3. Aquest canal resol emetre'n una edició infantil amb l'objectiu de recuperar les audiències. La telerealitat ha tocat sostre. Les cadenes de televisió s'adonen que la població ja no vol caça-talents. Per aquest motiu els formats d'aquest tipus es transformen en programes de música i prou. L'objectiu és entretenir el públic amb música i espectacle. Mask Singer, Duos mystère, Tu Cara Me Suena, Al pie de la letra, Cantamania, Celebrem, The Voice Kids, Lync Sync Battle, Show Me Your Voice, The Greatest Dancer, Dance with the Stars, Got Talent, Together, etc. Tot això són noms de programes que tot partint del principi de càsting inaugurat amb Pop Idols a la dècada anterior, presenten un xou d'entreteniment que barreja música, gent comú i de cops altres arts escèniques.
M6 a França bat el rècord de fracassos televisius. El canal de televisió havia estat el motor de fabricació de les noves promeses de la música amb Popstars. Malgrat que hi destina diners, res hi fa. Un exemple d'això és Audition Secrète. Tal com havia reformulat el seu homòleg israelià, el programa és original, suggeridor i entretingut, però no durarà més de dos dies en antena. Canal + intenta guanyar audiències comprant les telerealitats de la competència. Però fracassa. Els dos més grans grups televisius hispànics compren telerealitats que ja s'havien fet i exhaurit a altres països, com l'Île de la tentation, perquè ja no tenen cap més idea per guanyar públic.
Als PPCC se cerca els talents directament a Internet. TV3 posa en marxa programes musicals de caça-talents a YouTube i Instagram. A2Veus es presenta com un fracàs més. No és pas l'únic intent. La televisió jamaicana prova amb coristes a All Together Show. Fins i tot dins l'entreteniment pur, propostes com ara Together, emès a Rússia, el Regne Unit o França, no sempre arriben a captar públic. La població es desentén simplement de la televisió i dels programes de caça-talents.
A Espanya el format Operación Triunfo és comprat per Tele 5, que no aconseguix millorar-ne les audiències, és revenut a RTVE, que arriba a tenir una bona rebuda després de jugar amb la nostàlgia de les primeres edicions, però ben aviat el format s'estavella. Star Academy queda doncs caduca. A nivell internacional ningú produïx telerealitat d'aquest tipus i a nivell de cada país hi ha algunes excepcions que permeten llançar la carrera de joves promeses, però de forma general les audiències són al cap baix.

### El big-bang asiàtic

#### L'onada coreana

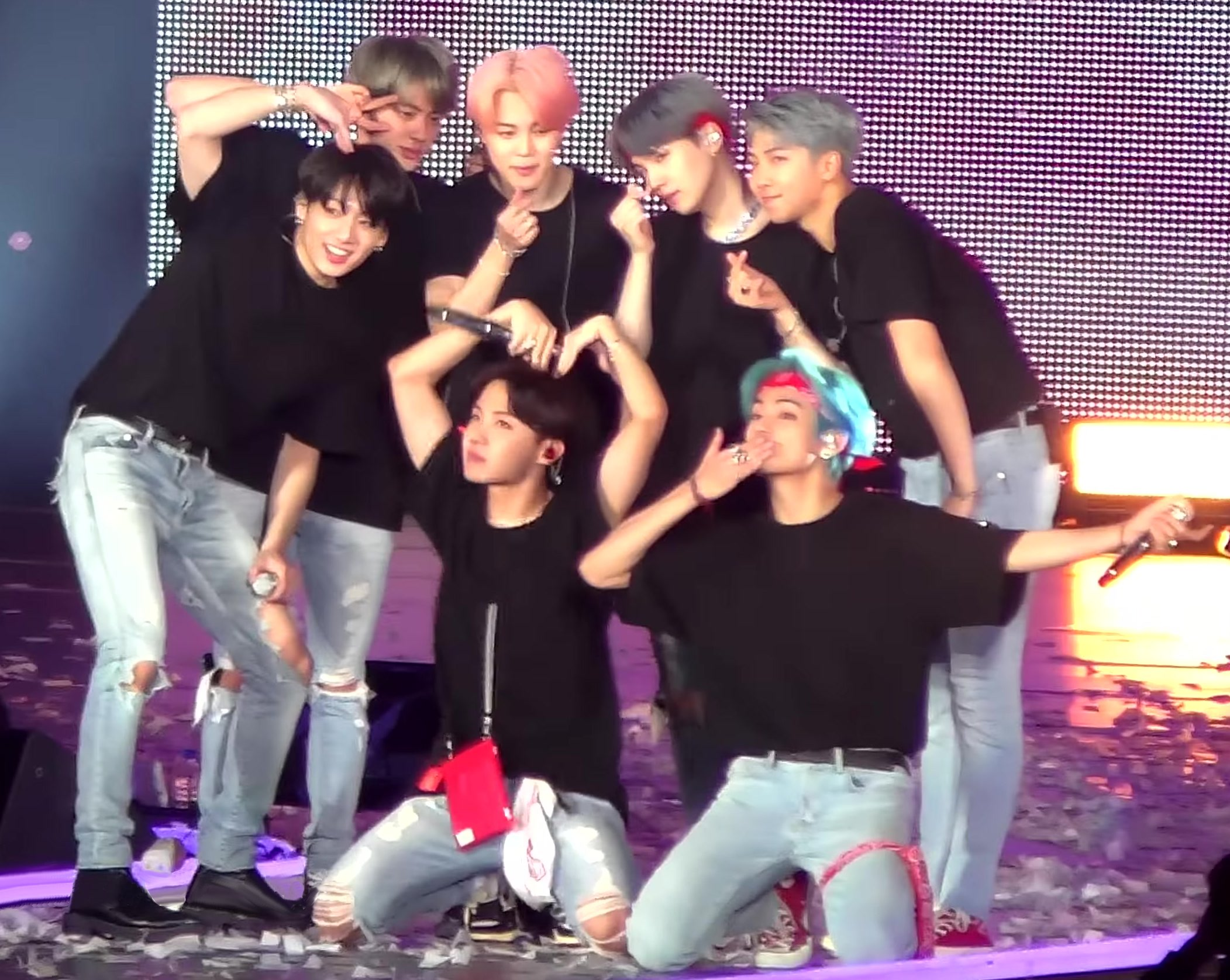
Els BTS foren la boysband asiàtica més popular de la història. Posaren de moda pintar-se els cabells amb colors fantasia com ara el rosa, el verd o el groc.

També anomenada Hallyu Wave, la Korean Wave és l'expressió amb què es designa a la Xina a mitjan 1999 l'arribada de boysband i girlsband coreanes. El terme és reprès a tot Occident perquè no només va arribar a tornar-se mainstream a la Xina, sinó també i, sobretot, a tot Europa, Amèrica i Oceania.
El pop coreà abreujat K-Pop venia de Corea del Sud i és un gènere de llarga trajectòria malgrat que quan s'exporta arreu del planeta es presenta ja sota forma d'electropop. Un exemple fefaent d'això mateix és la girlsband Blackpink. A Occident la primera explosió del gènere arriba de la mà de PSY. El cantant que hi parodia precisament l'estètica hetero-normativa de les boysband i del pop en general, es torna en un fenomen viral a escala global gràcies al seu single Gangam Style. L'anomenat ball del cavall es torna popular a YouTube. En poc més d'un mes el seu single és notícia a tots els diaris televisats del planeta. Un mes més, i el cantant de K-pop acumula les visualitzacions més nombroses de la història de la plataforma YouTube. En l'espai d'un estiu es torna en una estrella planetària. La seua dança és ballada a tot arreu. Res de semblant a això havia estat apreciat dècades abans. PSY recull premis i actuacions en platons de televisió occidentals com ara els NRJ Music Awards. Passava, dia va, dia empeny, a totes les radiofórmules del continent americà, europeu i oceànic.
Aquest K-pop troba aviat la seua competència al Japó. El J-pop salta del continent asiàtic per instal·lar-se igualment a Occident gràcies a grups com ara G-EGG, J01, SHINJIRO, =Love, etc. Però els EUA no acaben de conjugar-hi, prohibixen la seua difusió. Dins el continent asiàtic, països com ara Vietnam, Tailàndia, Singapur o Indonèsia comencen a produir les seues pròpies boy bands. El Regne Unit, que veu com la competència toca a la porta, torna a treure al mercat un gran llistat de boysband i girlsband, les quals troben les seues versions als Estats Units o fora com és el cas de la Península Ibèrica amb els castellans Auryn o les Sweet California, o els catalans Amelie. Fins i tot es torna a crear programes de telerealitat com ara La Banda per formar-hi les futures estrelles de la música. És el cas dels llatinoamericans CNCO. MTV a Àsia hi projecta grans campanyes de nostàlgia amb les boysband de la dècada dels noranta. Mentrestant, tot el planeta s'omple d'una nova generació d'aquest pop. Dins el bloc occidental hi trobem els One Direction, The Wanted, els Jonas Brothers, els The Vamps, els Allstar Weekend, els Midnight Red, les The Saturdays, Little Mix, Fifth Harmony, Big Time Rush, etc. Dins el bloc asiàtic hi tenim els BTS, Super Junior, Momoland o les Blackpink.

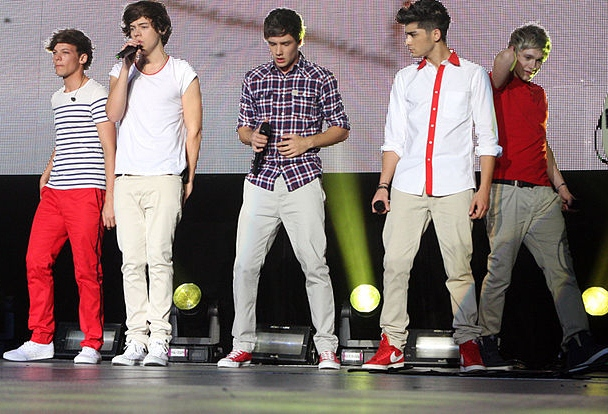
One Direction actuant a Sydney durant la gira Up All Night, (abril 2012)

A Europa i els EUA es redoblen els concerts i les tornades de Take That, Backstreet Boys, Spice Girls i NSYNC. Altre cop es posa les sèries de televisió al servei de la música per crear-hi els grups. És el cas dels Big Time Rush. L'electropop coreà és, però, un gran rival que innova fins i tot dins un gènere ja força explotat. Les boysband coreanes es presenten en primer lloc en multitud. Normalment el públic occidental s'ha habituat a tenir quatre a cinc membres com a màxim. El K-pop presentava fins a deu i vint membres. No existixen grups mixts. Occident s'havia habituat a tenir bandes que miren d'abraçar tot l'espectre del públic, el K-pop els presenta tots iguals, amb el mateix pentinat, la mateixa roba i la mateixa veu. Diuen tenir cadascun una funció, però a mode Backstreet Boys, tots són iguals. Això sí, els videoclips de presentació són fauvistes, altament artístics.
El fenomen K-pop i J-pop porta els fans occidentals a improvisar les coreografies altament calculades dels seus ídols asiàtics als carrers. Es compartixen a Facebook, Instagram o YouTube. Per fer diferent, el Regne Unit i els EUA presenten boysband menys ballarines. És el cas dels One Direction. Amb un tallat de cabells gairebé japonès, però un estil de roba particular a cada membre, quan actuen no ballen, malgrat cobrir el seu repertori de cançons altament dançables. Un estil que és reprès per altres boysband i girlsband occidentals. El K-pop es transforma aleshores en C-pop a Hong Kong mentre que els grups s'esquerden. Liam Payne, Nail Horan, Louis Tomilson o Harry Styles es tornen en èxits d'estiu. Les col·laboracions de Liam Payne, Zyan i Harry Styles els tornen en cantants molt apreciats. Quelcom de similar tornar a passar a Àsia. Les Blackpink se separen per tornar-se a ajuntar.
Fora d'Àsia, les xarxes socials i els llocs per compartir vídeos com YouTube, Facebook, Tumblr, Reddit o Twitter van tenir una influència significativa en la difusió del K-pop. Els videoclips, la moda i les coreografies combinades amb música electropop i contingut lletrista Millennial Whoop dictaven les tendències del pop occidental fins que alguns grups de K-pop resolen cantar amb artistes anglosaxons com ara Dua Lipa. BTS inicien a tot Occident una gira mundial mentre les descàrregues en línia els tornen en la boysband més cotitzada del planeta, amb dret a pel·lícula pròpia. Altres grups els seguixen els passos. És el cas dels 2NE1, Exo, Mamamoo, Girls Generation, Big Bang, Super Junior, Wonder Girls, NCT, GFriend, Blackpink, Twice, GOT7, Momoland o Red Velvet.
Tanmateix, malgrat tota l'eufòria viscuda a Occident pels K-fans, el gènere havia de consolidar-s'hi perquè globalment la població coneixia a la pràctica un o dos grups de K-pop quan a l'Àsia el gènere havia inundat el mercat. És el cas de Jam Hsiao, Jay Chou, Twins, Mr. A-Lin, G.U.T.S., etc, pel que fa el C-pop, 4Minute, SISTAR19, G-DRAGON, LeeHi, Jay Park, SHINee, B1A4, Geeks, SUNMI, Girl's Day, Secret, CNBLUE, etc, pel K-pop i Torisetsu, Namie Amuro, SHISHAMO, King Gnu, BENI, EXLIE, Daichi Miura, Aimyon, Sumika, Back Number, Miwa, Naoto, Nikaru Utada, etc, pel que fa el J-pop.

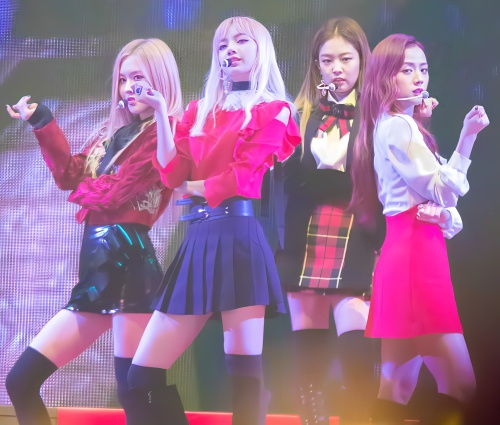
Blackpink la girlsband asiàtica més popular de la història.

Nota: aquest big bang asiàtic és gairebé l'exemplificació de com la Xina s'ha tornat en un rival de grans dimensions i que inicia la guerra contra els Estats Units. El creixement de l'economia xinesa ha estat espectacular i gràcies a la globalització moltes nacions asiàtiques es troben en desenvolupament econòmic en aquesta dècada. De resultes d'això també s'hi aprecia una creixent influència del món asiàtic sobre Occident i, precisament, el K-pop n'és un exemple. L'onada coreana és el gran resultat d'internet que posa en contacte comunitats de llocs molts variats i allunyats com ara Europa i Corea.

#### Èxits anime
Una de les grans explicacions perquè el món asiàtic conquerisca el món foren els dibuixos animats japonesos. Es tornen una gran tendència a tot el planeta a la dècada dels anys 1990 encara que cal dir que hi ha algunes excepcions com ara Heidi que fou estrenada als 1970. Bona part provenen del Japó i es transformen en l'espai de dues dècades només en un fenomen que obre les seues pròpies portes a Barcelona amb el Saló del Còmic.
La capital catalana es torna en la més addicta als animes japonesos en comparació als seus homòlegs europeus. Els animes penetren a tot Occident per dues vies. La primera fou la mateixa televisió. Hi podem comptar amb Bola de Drac, Bleach, Doraemon, Digimon, Pokémon, La màgica Do-re-mi, Shin Chan, Ragma, Yū Yū Hakusho, Inuyasha, Detectiu Conan, Keroro, Sailor Moon, Hatorri el Ninja, etc. Tot seguit hi ve el cinema i finalment els videojocs. Per exemple, els Pokémon i els seus derivats --la mateixa Katy Perry s'estrena l'any 2021 amb un hit dedicat a Pokémon.
Les bandes sonores de tots aquests animes es tornen un èxit a tot arreu. Durant la dècada dels 2010 la sortida de la pel·lícula d'en Doraemon en animació 3D porta la banda Fiver a fer-se ressò al globus. El seu single Stand by Me és molt escoltat als PPCC i Andorra. Doraemon i Bola de Drac han creat gran imaginari col·lectiu als territoris de parla catalana.
Però ultra donar noms d'animes es pot mencionar èxits de banda sonora com ara Hypnosismic, Shinsei Kamateechan, Yuko Ando, Rikako Aida, Who-ya Extended, Cö shu Nie, Eve, Ali, LiSA, Oishi Masayoshi, Kana-Boon, Tasuku Hatanaka, Ray, AI Furihata, Shuka Saito, Liyuu, Oh My Girl, ClariS, ASCA, Kanato Takatsuki, Koutaro Nishiyama, Aqours, Maaya Uchida, AOP, HARUHI, Mashiro Ayano, ZAQ, etc. De forma general és música que combina la tristor Emo amb el rock més dur. Encara hi així s'hi pot apreciar pop o electropop.
Aquest tipus de dibuixos animats constituïxen el soft-power del Japó. Un exemple d'això és com la banda sonora de Shin Chan és represa als 2000 pel canal 3XL que la transforma en un dance molt enganxós i, èxit a tots els Països Catalans i Andorra.

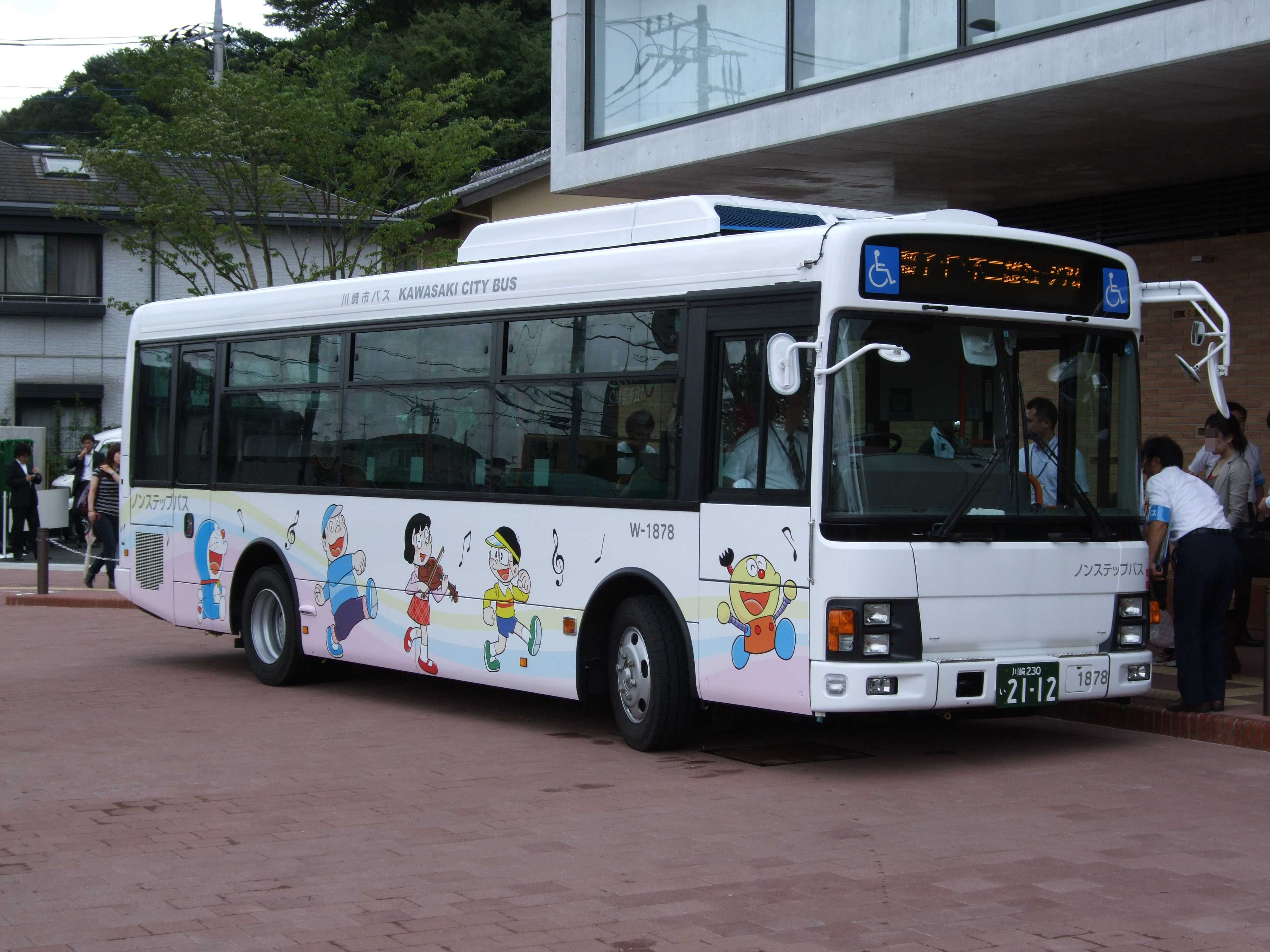
Bus decorat amb imatges de l'anime Doraemon

El rock que el públic occidental apreciava de les bandes sonores havia estat material per a èxits de tota mena a tot el Japó durant les dècades dels 1990 o 2000. Va ser altre cop el cas durant els 2010 amb Lemon, Zenzenzese, Bittersweet, Rising Sun, AKB48, Superfly, Wataridori, Masaki Suda, Sheena Ringo, Aimyon, Perfume, Kazayoshi Saito, Sukimaswitch, etc. S'aprecia el mateix fenomen amb el pop, l'electropop, disco, pop llatí o fins i tot funky. És el cas de Rising Sun, Namie Amuro, Mr. Children, Foorin, Sakanaction, Tofubeats, Ko Shibasaki, JUJU, Masaharu Fukuyama, Hata Motohiro, Jamosa, Dream5, Nogizaka46, Shuta Sueyoshi, UVERworld, etc. Finalment, en un estil més pròpiament japonès s'hi pot trobar a Dreams Come True, Ponponpon, Toki Asako, etc.

### L'edat daurada del reggaeton
El reggaeton s'aburgesa a la dècada dels 2010. En efecte, l'electropop necessita alguna cosa que hi rivalitze, que porte quelcom diferent i el reggaeton complix aquesta funció fins entrar en una edat daurada. Artistes pop com ara Ed Sheeran, Beyoncé, Little Mix, Shakira, Jennifer Lopez, Justin Bieber, i molts altres més, col·laboren amb les estrelles del reggaeton. Katy Perry, per exemple, reprèn la seua carrera gràcies a una esplèndida col·laboració amb Daddy Yankee.
El reggaeton, però, com s'ha dit, s'aburgesa. Hi haurà reggaetonbarrejat amb synthwave, reggaetoninfantil o reggaetonen italià, català, coreà, polonès, francès, grec o anglès. Prova d'això la Soleá que es presenta a l'Eurojúnior amb un single de caràcter reggaeton. El Grup Flaix als Països Catalans convertix Flaix FM al reggaeton, la qual cosa ja n'indica l'èxit. S'acaba fins i tot creant una boysband reggaeton(CNCO).
Musicalment el reggaeton dels 2010 passa per una altra etapa. S'hi afegixen sons nous, bases del synthwave, de cops alguna tendència africana, etc, tot plegat amb electro. MTV s'omple a Europa i els Estats Units d'aquest gènere que pren el davant del rock, de la música rap i del hip-hop. Rosalía, als Països Catalans, és premiada a nivell internacional. La seua barreja entre rumba catalana, flamenc i reggaeton, la tornen en una estrella cabdal que fa gira mundial. Cinquanta milions de còpies, sense comptar els singles, i 1,37 milions de streams entre Spotify, YouTube i Apple Music amb Milionària.
De pop llatí també n'hi va haver. Shakira, Jennifer López o Ricky Martin proven de destacar-s'hi però aviat ha de reorientar la seua producció cap al reggaeton. Maluma acaba i tot col·laborant amb Madonna. El cantant colombià es torna una estrella de gran cabal a tot el planeta, però és criticat sovint per un contingut lletrista misògin. Prop de 150 milions de còpies a tot el món. Luís Fonsi aconseguix convertir-se en èxit d'estiu planetari després de canviar d'estil i enamorar-se del reggaeton. Al seu segon èxit, col·labora amb Demi Lovato i, al tercer, barreja reggaeton amb calipso. En total, tots els seus singles en reggaeton, acumulen prop de mil milions de streams només a Spotify, deu vegades més que qualsevol altre tema seu en pop llatí.
Però, fora de tots aquests artistes, hi hagué a nivell internacional grans noms com ara Becky G, Gente de Zona, CNCO, Bad Bunny, Don Omar, Jennifer Lopez, Nicky Jam, Enrique Iglesias, Cardi B, Pit Bull, J Balvin, Daddy Yankee, El Cata, Sebastián Yaltra, Ana Mena, Juanes, Sofía Reyes, David Bisbal, Cali, Juan Magán, etc.
Jennifer Lopez es revolta aviat contra el reggaetona mitjan de dècada degut al seu contingut misògin. El seu single Ain't your mama es torna un crit sufragista dins la música llatina. Pitbull li prepara una mala passada en una entrega de premis on s'hi presenta en erecció per fregar-se contra seu. La cantant encaixa molt bé el boom mediàtic sense donar-hi joc i, és quan fa un gir de 360 graus amb un àlbum molt exitós de pop llatí. De fet, es lluïx i tot amb El Anillo, un pop combinat de música hinduista. Els episodis masclistes sovintegen a la indústria en aquella època. Miley Cyrus confon atreure les càmeres amb exhibir-se com un trofeu. A les seues presentacions públiques es frega amb Robin Thicke, res de molt feminista encara que la cantant així mateix haja volgut presentar-ho.
El català Álvaro Soler, per la seua banda, arriba fins i tot a mantenir-se dempeus tot i no produir música reggaetonera. A la península Ibèrica artistes procedents d'Operación Triunfo es neguen a omplir les seues composicions reggaetoneres de contingut masclista. És el cas de David Bisbal, Lola Índigo, Aitana, Ana Guerra, etc. El toc de varietat en música llatina arriba del Brasil amb Michel Teló i, també, amb Anitta que arrasa mot per mot a les llistes de vendes occidentals. Finalment, el francès DJ Snake encapçala el nou tipus de reggaeton amb àlbums que inclouen la col·laboració d'artistes pop com Selena Gomez.

### L'era dels singles

#### Efecte Spotify
El 90% dels guanys que obté la indústria de la música prové del 10% de la seua producció total. La xifra és reveladora. L'aporta el periodista John Seabrook per introduir la massificació dels singles que es va viure a la dècada dels 2010. La projecció de singles a tot el panorama musical no és una cosa nova en començar la dècada. No debades, sense els singles, no hi hauria cap concert, ni cap convit a cap televisió o ràdio. Els singles són la base de la indústria. Amb el single, informa el periodista, es poden vendre els àlbums que tot seguit són reproduïts als concerts on generalment s'hi fa els guanys més importants.
L'arribada de la música pirata i l'adaptació de la indústria del disc a les botigues en línia, fa que especialistes en música varen voler veure una tendència generalitzada cap al microhit, segons que apunta John Seabrook. Però, després que passara la dècada, els 2010 foren abans de qualsevol cosa més, una continuïtat de les bases que la indústria havia muntat anys abans amb els discs.
I, malgrat tot, l'època queda caracteritzada pels singles. Les discogràfiques desencoratgen els seus artistes a no treure cap àlbum sencer. El consum s'ha tornat d'alguna manera escàs. El públic, ara que no es veu forçat a comprar cap àlbum sencer, resol comprar únicament els singles perquè són al capdavall l'única peça de l'àlbum que més escolten. Degut a aquest efecte que ve propiciat per la posada en marxa de les botigues de streaming com ara Spotify, les discogràfiques animen els artistes a treure únicament singles i recolzar-s'hi. El mercat ja no genera el mateix volum de negoci. Es torna molt complicat viure de la música. El cost de l'autoria ha anat baixant considerablement. Les plataformes de streaming remuneren poca cosa en comparació a allò que es guanyava amb un disc. Alhora YouTube ha permès alliberar una mica les jerarquies però els artistes es troben com un gra en un oceà. La promoció s'ha tornat escassa. A la pràctica només guanyen diners uns pocs privilegiats. La resta i immensa majoria dels músics no poden viure únicament de la música.
La dècada es torna doncs un microhit en què els àlbums ixen només per part de qui preveu d'avantsala un concert. Oimés, els àlbums només es projecten un cop que l'artista en qüestió ha aconseguit una sèrie de hits seguits a les radiofórmules. Sinó, cas contrari, tot es recolza en una única pista, aquella que es projecta a tot arreu per fer promoció, el single.

#### Pop nocturn i Synthwave

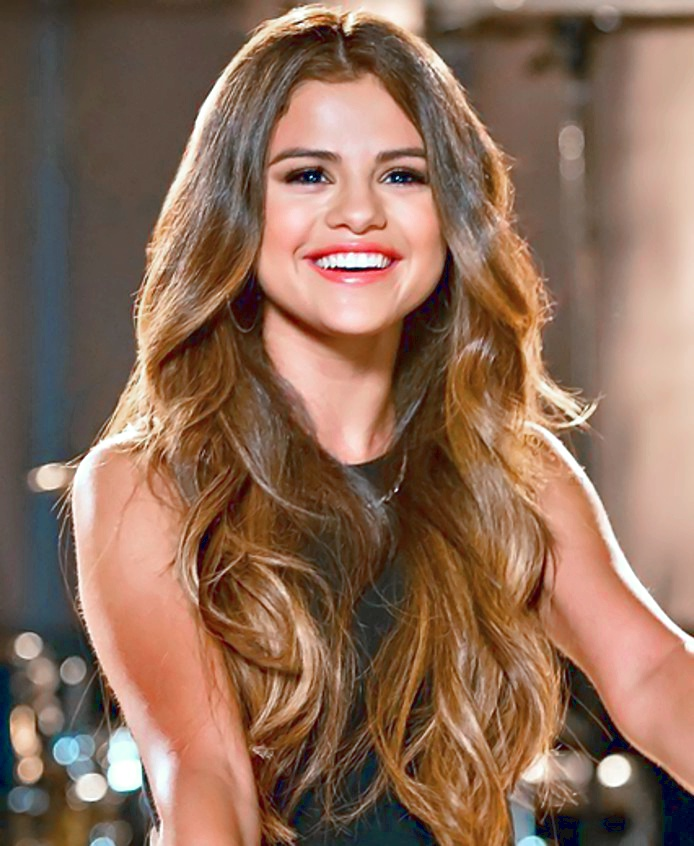
Selena Gomez, adepte del Millennial Whoop

L'expressió de pop nocturn s'encunya als Països Catalans. Més concretament ix de les campanyes de promoció del grup català Siderland. Reina del Misteri o La nit no em fallarà són alguns èxits de com sona el pop nocturn. Fora dels Països Catalans un exemple d'aquesta nova sonoritat es troba a la col·laboració entre Jonas Blue, Tiësto i Rita Ora (Ritual). És un tipus d'electrònica pausada i barrejada amb pop. Però hi ha més, es caracteritza per uns xilòfons que són introduïts per primera vegada per l'Ed Sheeran amb Shape of You. Roger Argemí en fa als PPCC un component bàsic dels seus èxits. Representant del regne hispànic al Liet International, aquest pop nocturn, que troben als seus singles, és una tendència generalitzada a tot el món.
En aquest sentit la dècada dels 2010 continua produint electropop. Les ràdios, YouTube i les llistes d'èxit en van plenes. És un exemple d'això Billie Ellish, The Script, Katy Perry, Lady Gaga, Taio Cruz, Rihanna, Will.I.Am, Britney Spears, The Cataracs, Ke$ha, Jason Derülo, Flo Rida, Black Eyed Peas, Mike Posner, Justin Timberlake, Adam Lambert, Maroon 5, Icona Pop, Ariana Grande, Carly Rae Jepsen, Zedd, Clean Bandit, Daft Punk, Miley Cyrus, Avicii, Demi Lovato, Nicki Minaj, Panic! At The Disco, Calvin Harris, Steve Aoki, Big Ali, KING, Kim-Lian & Linda Bengtzing, Charli XCX, Dua Lipa, Khalid, Miguel, Usher, Enrique Iglesias, Jennifer Lopez, Ricky Martin, Beyoncé, Halsey, Ellie Goulding, Christina Aguilera, Pit Bull, Eva Max, Fifth Harmony, Little Mix, Ne-Yo, Capital Cities, J Balvin, Shakira, Bebe Rexha, Bakermat, Example, Kid Cudi vs Crookers, Robert Ramirez, Remady, Pony Pony Run Run, Jonas Blue, etc. Però aquest electropop és un xic diferent del de la dècada anterior i al món anglosaxó s'ha batejat com a synthwave. Més que cercar un imaginari digitalitzador, com a l'àlbum Bionic de Christina Aguilera, els artistes d'arreu del món cerquen acostar-se al synthpop dels vuitanta del segle XX sense calcar-lo. Per això mateix els xilòfons o el piano elèctric tornen a ser components bàsics de la música pop. S'albiren dues tendències. La primera és més electrònica, amb o sense Millennial Whoop. Pot trobar-se en una vessant més calma o la més accelerada. La segona és més propera al pop sintètic dels vuitanta.
Aquesta tendència cap al synthwave prové de la música electrònica. Neix a internet entre aficionats a aquest gènere de música. Discjòqueis com ara Calvin Harris, Martin Garrix, Paul & Wad Ad, Kygo o Avicii proven amb les tecles del piano electrònic. La dècada comença amb electropop (ex.: Katy Perry, E.T.) que es torna pop nocturn (Ed Sheeran, Shape of You) per acabar amb pop sintètic (ex.: David Guetta, Let's Love). Un èxit que va arraconar l'eurodance per bé que algunes romaneses com l'Andra, Inna o Elena Gheorghe miren de resistir-hi.
Als Estats Units la música electrònica conquerix periòdicament les llistes de vendes del país. Diversos subgèneres del dance i l'electrònica es fan amb el panorama musical, com ara la música house, el dubstep, el drumstep, el hardstyle, l'electro-house, el techno, el trance, el synth-pop, l'electropop i el trap. Són gèneres que cerquen les seues influències musicals a la discoteca dels anys 70, 80, principalment, i 90. Klingande és un exemple de tropical house, un gènre que s'escolta molt als EUA o Europa. L'auge de l'electrònica hi va portar la celebració de festivals, raves, tecnoparades, algoraves i tecnivals. A Europa els festivals de música electrònica es redoblen, tot trobant la seva màxima expressió al Tomorrowland. Llocs en què d'altra banda no hi falten les drogues sintètiques.
Així doncs la dècada s'omple de música electrònica pura gràcies a AronChupa, YALL, Axwell Ingrosso, New World Sound, Zendaya, DJ Snake, Avicii, Martin Garrix, Nicky Romero, Tiesto, Basto, Bob Sinclair, Otto Knows, Martin Solveig, Mike Posner, Dimitri Vegas & Like Mike, Afrojack, Kygo, Calvin Harris o David Guetta. L'anomenada dutch house pren molta embranzida al Regne Unit, així com el future house, tropical house o grime. Dins d'aquest darrer es poden destacar els Meridian Dan's, Big H, Jme, Skepta, Lethal Bizzle, Tempta T, Stormzy, AJ Tracey, Novelist, Jammz, Calvin Harris, Steve Aoki, Nicky Romero, Afrojack, Galantis, Deadmau5, Diplo, Skrillex, Armin Van Buuren, Avicii, Zedd, Martin Garrix, Hardwell, The Chainsmokers, Marshmello, Major Lazer, DJ Snake, Slushii, Disclosure o Lady Leshurr.

#### Del Millennial Whoop al Whisperpop
La música pop dels anys 2010 cercava a tot preu la bona fórmula per donar una melodia que enganxara a la primera escolta. En primer lloc es donà molta prioritat a l'anomenat Millennial Whoop fins que a la meitat de la dècada es mira de suavitzar la cridanera lletrista. Katy Perry es menciona ben sovint com la representant del Millennial Whoop però no fou pas l'única. Lady Gaga va explotar el gènere amb molta eficàcia amb Just Dance, Bad Romance o Telephone.
A mesura que avança la dècada, s'aprecia una tendència més Whisperpop. És un terme batejat per The Guardian en un article publicat l'any 2017 per Peter Robinson. Es tracta de pausar molt més la veu, tornant-la en un tipus de xiuxiueig que es traduïx en balades mormolades. Dit d'una altra manera, les composicions musicals no només varen tendir a donar més importància a la melodia musicalment parlant, sinó que varen voler “passar dels crits al xiuxiueig” [trad.] segons Peter Robinson. L'important era agradar l'oïda, trobar una fórmula que amb tota naturalitat caiguera meravellosament bé a l'oïda. Un bon exemple d'això és el primer single en solitari de Jennie, membre de la girlband Black Pink, però també Singing Over You, de Reyko. Hi trobarem en aquest pop molts artistes com ara Selena Gomez, Ariana Grande, Jessie J, Jason Mraz, Sophie Delila, Lana Del Rey, Halsey, Lorde, P!nk, James Arthur, Sam Smith, Avril Lavigne, Lady A, Oceana, Owl City, Rihanna, Nial Horan, Benjamin Ingrosso, Bruno Mars, Migos, Camila Cabello, Charlie Puth, Ed Sheeran, Julia Michaels, Måns Zelmerlöw, Zayn, Matt Simons, Rudimentals, Christina Perri, Shawn Mendes, John Legend, Emeli Sandé, Justin Bieber, Michael Schutle, Mashmello, Miley Cyrus, Ally Brooke, Madonna, etc.
L'expressió Millennial Whoop la va batejar el bloguer Patrik Metzger l'any 2016 en un article seu que va publicar a internet. Hi parla d'una manera de fer de la música produïda al segle XXI que per alguns especialistes en música com ara John Seabrook és de baixa estofa. De bona o de qualitat dolenta, aquest Millennial Whoop entén perfectament què agrada i com agrada. És la cara del pop que es va produir durant els anys 2010, encara que els precedents cal anar-los a buscar a la dècada anterior dins el rock (The Rasmus, In the shadows), l'eurodance (O-Zone, Dragostea Din Tei) o l'electropop (Chris Brown, Turn Up The Music). Grups qualificats moltes voltes de britpop com ara Coldplay (ex.: Hymn For The Weekend) se n'acaben enamorant i grups que feien pop-rock es convertixen al pop nocturn com ara Maroon 5.
Aquest pop nou és d'alguna manera la imatge mateixa de la societat de l'època. Internet i les xarxes socials tornen el món encara més estressat. La gent deixa de prendre's el temps per veure una pel·lícula. Tot es vol consumir d'immediat. Per exemple, es compra productes a internet que arriben d'immediat a casa, es consumix moda ràpida i menjar ràpid, millor un missatge de veu que un d'escrit, perquè fa perdre el temps, etc. Els vídeos a YouTube no poden durar més de quinze minuts. Cas contrari perden les visualitzacions. El jovent escriu escurçat mitjançant la missatgeria instantània. Una emoticona diu més coses que deu paraules juntes.
El productor Loomis Green troba que el Millennial Whoop ens parla en realitat d'una societat que vol distensar-se. El seu tarannà ja és prou estressat i per això el temps lliure es dedica a cantar amb onomatopeies. La població hauria perdut la paciència. L'èxit d'aquest nou pop es basa en una melodia composta de quatre notes sobre escala de do major. Dues formen un tercet, les altres dues fan un quintet. Sobre aquestes quatre notes s'hi fa cantar amb quatre “ah, ah, ah, ah” o quatre “pah, pah, pah, pah” fins i tot un “la, la, la, la”. És a dir, per sobre hi tenim un contingut lletrista fet d'onomatopeies, res de molt elaborat. Tot està pensat per no pensar gaire. Es repetix aquesta fórmula durant tota la tornada. Dit altrament, és una composició repetitiva pensada per tal que hi predomine més la melodia que la lletra, en tota simplicitat.
L'èxit que va tenir aquest tipus de pop va ser espectacular. Lady Gaga, Conor Maynard, Chali XCX, Italobrothers, Chris Brown, Naushty Boy MØ, Jason Derülo, Maroon 5, Selena Gomez, Zedd, NEIKED, Katy Perry, Ke$ha, Arash, Taylor Swift, Flo Rida, One Republic, Pixie Lot, BTS, Britney Spears, The Weeknd, Daft Punk, Clean Bandit, Youngblood, Shakira, Jennifer Lopez, Dua Lipa, Kelly Clarkson, Meghan Trainor, Carly Rea Jepsen, Owl City, David Guetta, The Wanted, Demi Lovato, Zayn, Ashlee Simpson, Jay Sean, Anne Marie, Álvaro Soler, Nova Miller, One Direction, Major Lazor, Justin Bieber, Cobra Starship, Beyoncé, Ariadna Grande, Meghan Trainor, Elle King, Fith Harmony, Little Mix, Demi Lovato, Jay Sean, Jonas Brothers, The Chainsmokers, Camila Cabello, J Balvin, Denny Blanco, Zara Larson, DJ Snake, Black Pink, Ellie Goulding, Nicole Scherzinger, Martin Jensen, Taio Cruz, Eva Max, Starley, Ofenbach, etc, són alguns exemples de cantants que varen voler prioritzar la melodia.
Dins aquest Millennial Whoop cal incloure-hi els sons que produïxen les tecnologies de la Revolució Digital. Per exemple, Jax Jones enganxava el seu públic amb un “ring ring” mentre que Selena Gomez, Dua Lipa o Ariana Grande ho feien amb un whisperpop nodrit de sons de recomença que la població sentia als videojocs o a tot tipus de missatgeria instantània.

#### Whisperrock
Degut a aquest synthwave el rock va perdre tot el protagonisme que havia anat guanyant dècada a dècada durant el segle xx. El gènere gairebé va desaparèixer de les ràdios, de les televisions i d'Internet si no fora per l'empenta d'alguns valents. És el cas de Gossip, Birdy, dels Twenty One Pilots, Avril Lavigne, P!nk, Artic Monkeys, Shaka Ponk, Alex Hepburn, Natasha Kills o els Jonas Brothers.
Imagine Dragons preferix adaptar-se a les tendències barrejant el rock amb l'electrònica, tal com es va apreciar igualment amb Adam Lambert. Però la tendència generalitzada dins el rock era l'acústic. És el cas de Sheppard, The Royal Concept, Heldey, Asaf Avidan feat. The Mojos, Feder, Fergie, James Arthur, Cris Cab, Passegner, Jain, George Ezra, Lost Frequencies, Robert Francis, Paramone, Gotye, McCody, Phillip Phillips, Sam Smith, Little Big Twon, American Authors, Fun., Capital Cities, The Lumineers, Lilly Wood, George Ezra, etc. Amb l'èxit de l'acústia alguns artistes miren de proposar un tipus de rock més suau com ara Train, Walk the Moon, Robbie Williams, els Jonas Brothers, One Republic, DNCE, Nico & Vinz, etc.
De forma general hi hagué tendència cap al whisperpop dins el panorama musical del rock. És el cas de MAGIC!, Mike Tompkins, Of Monsters and Man, Floride Georgia. Tanmateix, alguns altres varen voler produir rock setanta o vuitanta, com ara Neon Trees, Nico & Vinz, Walth the Moon, Alex Clare, etc. Finalment, altres preferiren contrarestar aquest electropop amb country com ara l'Elle King o Colbie Caillot.

#### Funky, R&B i Soul

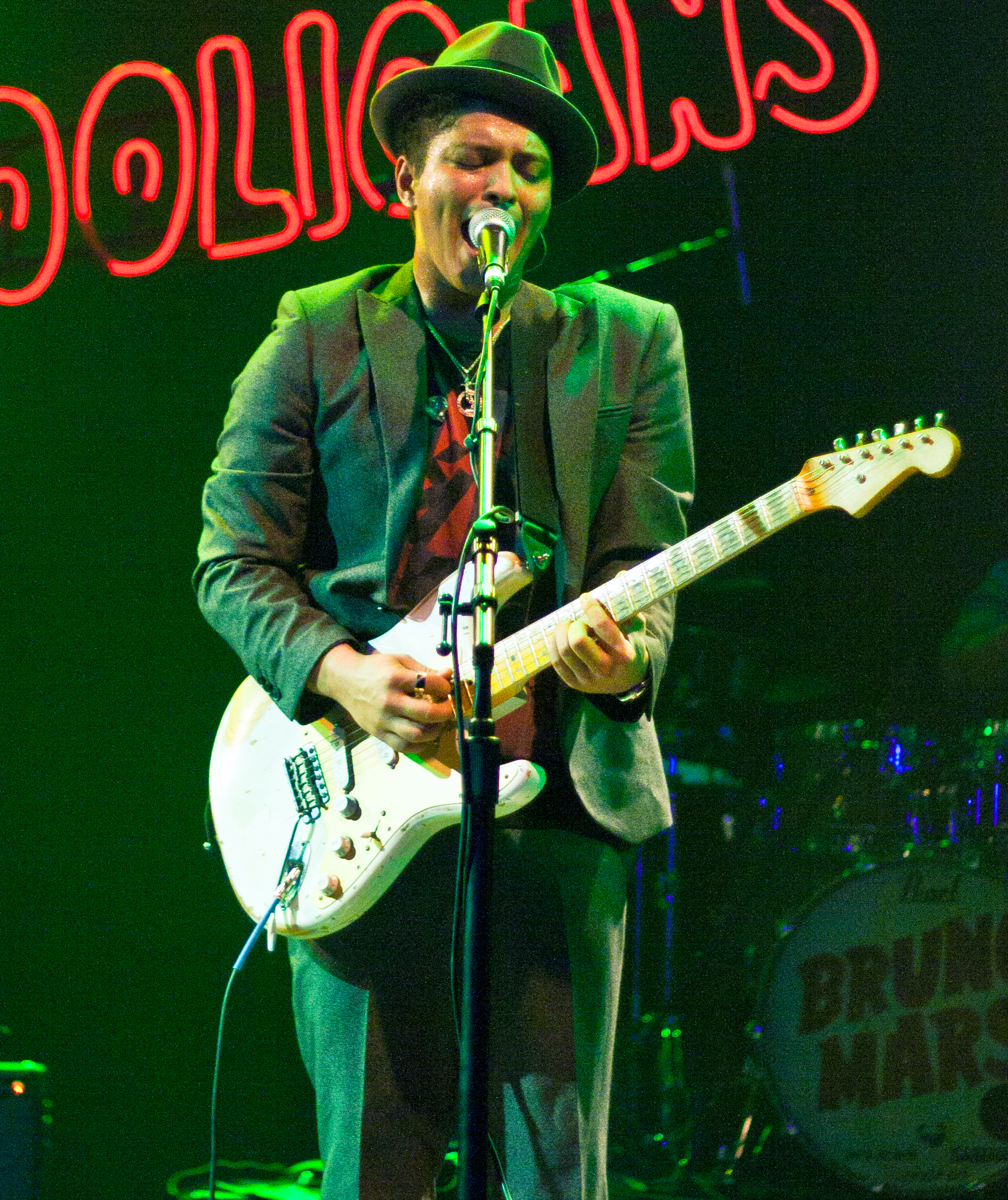
Bruno Mars

La música negra de la dècaa dels 2010 es deslliga voluntàriament del pop i s'acosta al jazz i fins i tot al rock. L'R&B, el funky, el soul i altres gèneres són la millor alternativa a l'electropop que ha envaït tota la producció musical fins a apagar l'eurodance i el rock. Fins i tot el dancehall es torna electropop i el seu més gran representant, Sean Paul, col·labora amb tot d'artistes pop d'època.
Dins el neosoul cal destacar-hi veus com ara Emeli Sande i grups com ara Plan B. Christina Aguilera, coneguda pel seu pop, torna en gran amb música jazz barrejada al pop. Lady Gaga decidix i tot protagonitzar un single viral amb Bradley Cooper. Only Murs fa carrera amb toc negre encara que cal comptar igualment amb Bridgit Mendler. Hi combinen pop amb altres sons de la música negra. Bruno Mars, per la seua banda, és l'estrella que acapara tota la música negra. Les seues col·laboracions amb Pharrel Williams el tornen un fenomen a escala global. Ven prop de 60 milions de discs amb singles i àlbums inclosos. Ha rebut més de 100 recompenses musicals i ha estat nominat a més de 400 a les entregues de premis.
Tanmateix, la dècada haurà donat un bon grapat de talents que saben aparcar el mainstream electropop i proposar quelcom d'original, rítmic i enganxós. És el cas de Robin Thicke, CeeLo Green, Daft Punk, John Legend, Pharrel Williams, Lorde, Adèle, Konrad Szuba, Portugal. The Man, Robin Schulz, Big Boi, Scissors Sisters, etc. La veu d'Adèle sorprèn a tot el públic amb un neosoul que regira l'electropop de la dècada. Fan de les Spice Girls, haurà venut tant o més que les seues ídols. Concretament, prop de 200 milions d'àlbums, singles inclosos.
Fergie, separada dels The Black Eyed Peas, mira de fer carrera en solitari i marca tendència, fet que porta molts artistes a voler imitar el seu R&B. És el cas de Willow Smith, Alesha Dixon, Kat DeLuna, John Rankin, Lukas Graham, Rag'n'Bone Mars, etc. Això mentre C2C proposa un funky molt nou i Madcon tornen marcant el camí d'altres grups com ara Luch Moneu Jewis.
Els Scistor Sisters, per la seua banda, es tornen una revelació durant la dècada gràcies a un so rock barrejat de música negra. Un ítem que agrada a la crítica musical que els col·loca al capdavant de la música de bona qualitat. El grup ven 20 milions de discs, singles inclosos.
A manca de tenir res millor per fer front a l'electropop, alguns artistes preferixen produir música folk. És el cas d'Ed Sheeran i Niall Horan a nivell internacional. Niall Horan obté prop de 7 milions de streams entre Spotify, YouTube i Apple Music. Més localitzat cap als EUA, George Ezra, James Bay, Jake Bugg, Johnny Flynn, Noah and the Whale, Bon Iver, Ben Howard i Alessi's Ark. Ed Sheeran es transforma en una estrella de gran qualitat amb una les vendes més exitoses de la seua dècada. Hauran estat prop de 60 milions de discs, singles inclosos. El seu repertori amb sons variats i oberts, cantat en castellà, anglès o italià, seduïx el públic fins al punt de poder comptar amb un duet amb Pavarotti. Single de col·laboració que trindà cançó en català per la Marató de TV3.

### Música urbana

#### Electrorap

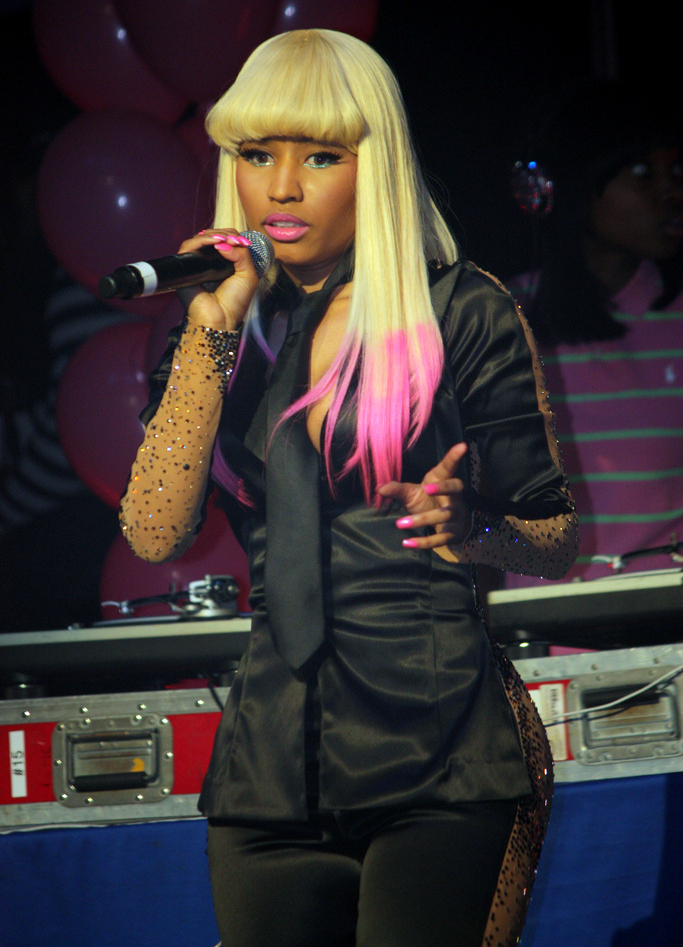
Nicky Minaj a Nova York

La música rap i hip hop esdevenen electro i femenina al mateix temps. El panorama musical urbà s'omple de dones que introduïxen nous sons, especialment l'electro que combinen amb el rap, de cops amb pop. L'estrella indiscutible d'aquesta tendència és Nicky Minaj, nascuda a Trinitat i Tobago, amb cinc milions de discs venuts, sense comptar les col·laboracions, i 15 milions de streams a Spotify. El món del pop la demana. Madonna, Justin Bieber, etc, es torna una estrella que assalta les radiofórmules amb èxits, els uns seguits als altres. Però, alhora, no és pas l'única estrella que fa canvis cabdals dins el rap i el hip hop. Macklemore, amb 400 milions d'àlbums venuts i 35 milions de streams, s'estrena amb un so hip-hop del tot innovador, però sobretot, amb suport al col·lectiu LGBTi. Conegut pel seu masclisme i la seua homofòbia, el rap accepta finalment parlar d'homosexuals d'una altra manera que insultant-los. L'empoderament femení tindrà la cara de Jessie J, que com Nicky Minaj, és sol·licitada per actuar amb artistes de l'escena pop. Prop de 65 milions de còpies venudes al seu haver.
Els noms masculins en música rap continuen sonant, i, de fet, la música rap continua generant produccions però ja són totes molt més localitzades. Es troben especialment als EUA, com ara Travis Scott, Post Malone, G-Eazy, Logic, Lil Pump, Playboi Carti, Youngboy Never Broke Again, Yo Gotti, Cardi B, 21 Savage, Lil Uzi Vert, Rae Sremmurd, Brockhampton, Kodak Black, XXXTentacion, Ugly God, Childish Gambino, Rich the Kid, Gunna, 6ix9ine, Blueface, BlocBoy JB, Lil Xan, NLE Choppa, DaBaby, Megan Thee Stallion, YBN Cordae, YBN Nahmir, Anderson Paak, Trippie Redd, etc.
Eminem, d'altra banda, s'ha de reconvertir. A vista de l'èxit que va tenir la dècada precedent, les coses no li van ben bé com s'esperava i ha de col·laborar amb artistes pop com la Rihanna o Ed Sheeran per fer-se escoltar. El cas, però, és que la tendència general és cap a l'electrorap, tal com s'aprecia en Bing Players, Lykee Li, Iggy Azelea, Far East Movement, Migos, Jesse J, U-Jean, R.I.O., Snoop Dog, etc, tot i que també s'hi torna a trobar barreja entre rock i rap amb Hot Chelle Rae --fins i tot algun toc de música clàssica barrejada amb rap i pop, N-Dubz.
Eixint de l'electrorap, hi ha espai per un estil més classicot als EUA amb Kendrick Lamar, J. Cole, ASAP Rocky, Wiz Khalifa, Tyler, The Creator, Azealia Banks, Future, Schoolboy Q, Wale, YG, 2 Chainz, Waka Flocka Flame, French Montana, Macklemore, Machine Gun Kelly, Chief Keef o A$AP Ferg. A la resta del món la música urbana clàssica se sent amb Jizy, Diddy & Dirty Money, Drake, Nelly, Cher Lloyed, Gym Glass Heroes, Big Ali, Drake, Kid Cudi, Big Sean, Nicki Minaj, Meek Mill, Young Thug, Mac Miller, T-Wayne, iLoveMakonnen, Silento, Bobby Shmurda, Wiz Khalifa, Desiigner, iLoveMemphis, etc.
França es torna en el nínxol de l'expansió del rap a Europa. Tota una nova generació de rapers es tornen populars en dues tendències concretes. La primera que és whiperrap i la segona, molt més cridanera i representada per gairebé tots els antics membres de Sextion d'Assaut. És el cas de Maître Gims, Black M o Lefa. El whisperrap es troba aleshores en figures internacionals com ara Mackelmore.

#### El trap

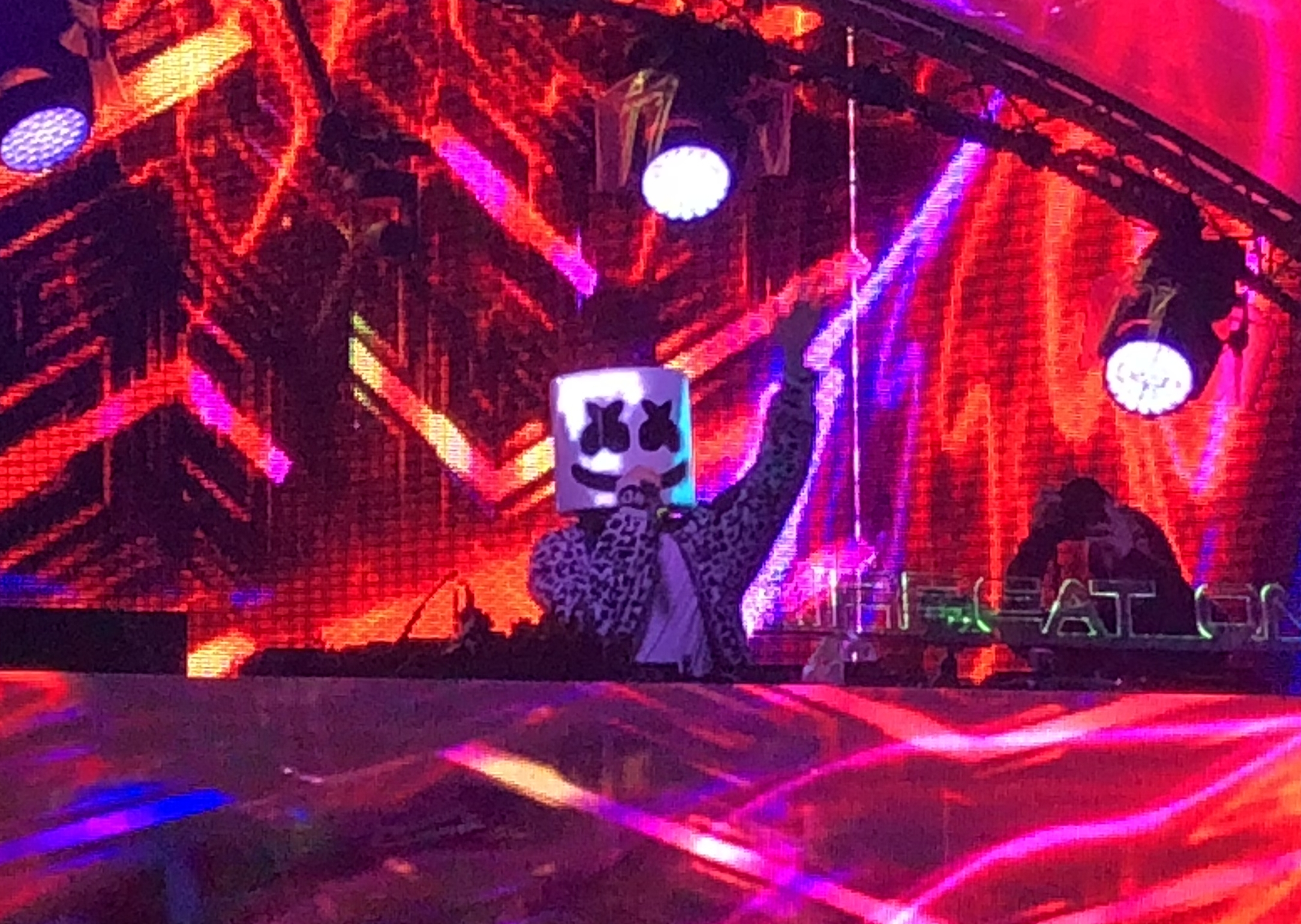
Marshmello

La música trap és un estil de hip hop i gangsta rap que es va desenvolupar a finals dels anys noranta i principis dels anys 2000 al sud dels Estats Units. Es caracteritza per l'ús de la caixa de ritmes Roland 808, una veu de hip-hop/rap re-samplejat, flautes de cables de sintetitzador, diversos FX i una atmosfera fosca, nefasta o ombrívola en el contingut líric.
El trap no és un estil de música, interpretat amb instruments usuals, sinó que és produït, això vol dir que es crea amb l'ajuda d'un ordinador i altres eines. Es gesta principalment a ciutats com Atlanta o Memphis, tot i que aviat s'aburgesa i és en aquest punt que emergix un trap alternatiu entre els anys 2009 i 2010 amb artistes com Lil B o SpaceGhostPurrp.
El terme "trap" es referia als llocs on es produixen les tractes de drogues. És la vessant alternativa que es torna popular arreu del planeta, principalment als PPCC i a Amèrica Llatina. Els artistes estatunidencs que més varen triomfa foren Gucci Mane, Future, 2 Chainz, Migos, Young Thug, 21 Savage, Kodak Black, Cardi B, Nasty C, Lil Baby, etc, però també caldria afegir-hi Mike Will Made It, Lex Luger, Southside, Metro Boomin, London on da Track, Murda Beatz, etc.

#### El mumble rap
Internet fabrica música urbana a la dècada del 2010 i el nom que adopta és mumble rap. Més concretament és un subgènere de música rap que es va originar a la plataforma de distribució d'àudio en línia SoundCloud. És possible que els mumble amb més èxit no publiquen tota la seua música a la plataforma, optant per Apple Music o Spotify, per bé que es classifiquen igualment dins el mumble rap.
Es caracteritza per comptar amb ritmes simplistes i greus, sovint amb melodies o mostres sonores, lluminoses, combinades amb lletres sexuals i odes als narcòtics pesats. El subgènere va començar a veure popularitat a mitjans de la dècada de 2010 i pren inspiració sonora i estètica del trap, del drill, etc. Els primers artistes del gènere foren Gucci Mane, Lil B, Odd Future, Young Thug, Max B, Lil Ugly Mane, A$AP Mob, SpaceGhostPurrp i Chief Keef.
D'entre els rapers més influents a SoundCloud cal parlar de Kodak Black, Yung Bans, Lil Peep, Lil Pump, Lil Uzi Vert, Travis Scott, Uno The Activist, Lil Yachty, Smokepurpp, Tay-K, Ski Mask the Slump God, ThouxanBanFauni, XXXTentacion, 21 Savage, 6ix9ine, Trippie Redd, Denzel Curry, Lucki, Warhol.ss, Maxo Kream, Young Nudy, Ugly God, Playboi Carti, Rico Nasty, Lil Tracy i Juice WRLD.

## Amèrica

### Amèrica del nord

#### El country celebra el seu aniversari
El country desaparïx del panorama musical mundial però continua mantenint la seua popularitat als Estats Unnits. Això s'atribuïx a la fidelitat dels fans del país. Els artistes de country més populars durant aquesta dècada van ser Zac Brown Band, Carrie Underwood, Miranda Lambert, Taylor Swift, Jason Aldean, The Band Perry, Keith Urban, Luke Bryan, Blake Shelton, Lady Antebellum, Tim McGraw, Kenny Chesney, Florida Georgia Line, Brantley Gilbert, Eric Church, Dierks Bentley, Brad Paisley, Thomas Rhett, Cole Swindell, Rascal Flatts, Kacey Musgraves, Jake Owen, Dustin Lynch, Kip Moore, Little Big Town, Chris Young, Hunter Hayes, Cam, Sam Hunt, Lee Brice, Eli Young Band, Darius Rucker, Randy Houser, Kelsea Ballerini, Maren Morris, Billy Currington, Tyler Farr, Brett Eldredge, Sturgill Simpson, Chris Stapleton, Luke Combs, Kane Brown i Brett Young.
Un gran nombre de duets i grups vocals van començat a fer la seua aparició a les llistes d'èxits durant la dècada, molts dels quals presenten una estreta Harmonia musical  amb la veu principal. Un estil que arrela des dels anys quaranta i cinquanta amb artistes de tipus The Shelton Brothers, Delmore Brothers i Everly Brothers. Es va apreciar igualment un ressorgiment del country dels anys vuitanta amb The Judds i The Bellamy Brothers, tot i que els artistes més recents tendixen a deslligar-se'n. Exemples de duet exitosos són Florida Georgia Line, Love and Theft, Dan + Shay, The Howboy Catts i Thompson Square. A més de Lady Antebellum, grups com The Band Perry, Gloriana, Eli Young Band i Zac Brown Band, arribaren a ocupar una gran part de les noves tendències del país. Això mentre artistes dels anys seixanta i setanta continuen actius, inclosos Willie Nelson, Dolly Parton, Loretta Lynn, Kenny Rogers, Alabama, The Oak Ridge Boys, George Strait i Reba McEntire.
L'any 2016 els Estats Units celebren 50 anys d'ençà que el country havia conquerit el territori nacional. Es treu per a l'ocasió un especial compilatori amb la col·laboració de 30 artistes. Als CMA Awards s'hi fa la presentació col·lectiva en homenatge a aquest gènere de música originària de la música romaní i celta d'Europa.

#### Naixement del bro-country

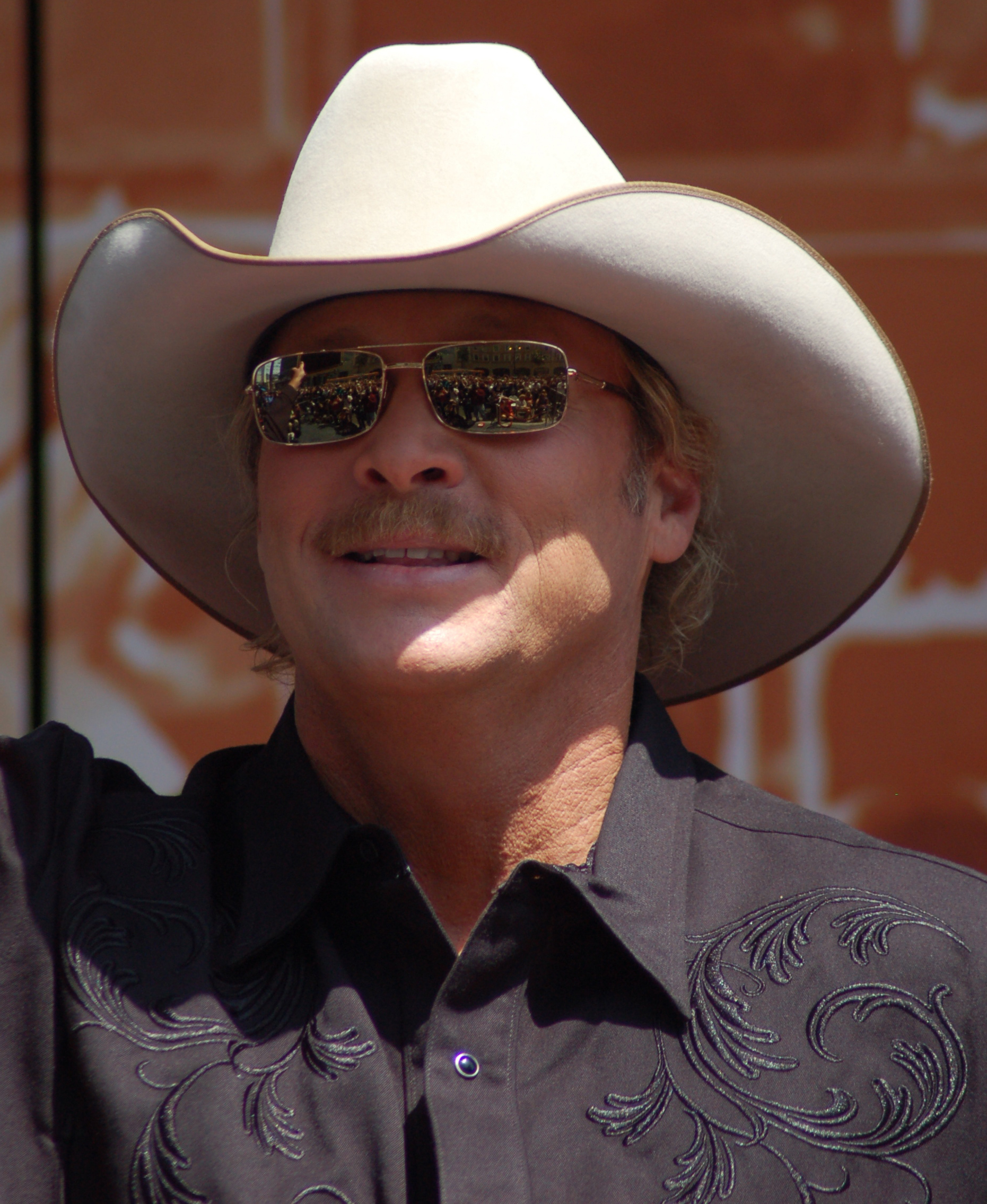
Alan Jackson

El hip-hop es fusiona durant la dècada al country o en tot cas, tal com havia passat dècades abans amb el pop, el country dialoga per primera volta amb la música urbana i aquesta es deixa influenciar pel country. El resultat dur el nom de bro-country. Es poden mencionar diversos artistes que varen adoptar aquesta tendència com ara Jason Aldean, Luke Bryan, Eric Church, Florida Georgia Line, Brantley Gilbert i diversos altres, amb cançons com "Cruise", "That's My Kind of Night" i "Boys 'Round Here" de Blake Shelton.
Tot i que molts dels temes de les cançons bro-country, -en particular, les dones i l'alcohol-, sempre han format part de la música country (sobretot des de l'ascens del honky tonk a la dècada dels 1940), el nou gènere guanya molts oients. I, com passava igualment amb el pop, la rebuda no sempre és espectacular entre antics ídols, els quals passen parodiar el gènere. És el cas d'Alan Jackson o Gary Allan.
Al mes de març del 2019, el senzill "Old Town Road", una cançó interpretada pel raper Lil Nas X, guanya popularitat entre els aficionats a la música country, sobretot després d'una remescla amb la veu de Billy Ray Cyrus. El single combina elements de rap country, hip hop, i trap del sud, i utilitza temes d'igualtat en contrast amb l'Amèrica urbana. La cançó es va convertir en la primera a aparèixer a les tres principals llistes de Billboard (Hot 100, Hot R&B/ Hip-Hop Songs i Hot Country Songs) en gairebé 60 anys, situant-se al número 19 de la llista. No obstant això, una setmana després del seu debut, Billboard va eliminar la cançó, desqualificant-la perquè no s'ajustava al gènere country. Es va especular que si la cançó haguera quedat a la llista, hauria arribat al número 1. De mica en mica el trap va anar introduint-se igualment dins el country.

#### Explosió de la música cristiana
El pop cristià augmenta la seua popularitat a principis de la dècada dels 2010, amb diversos artistes que debuten entre els 5 primers llocs del Billboard 200. L'any 2011, els instrumentistes cristians Casting Crowns i Red debuten al número 2 del Billboard 200, amb els seus respectius discs. David Crowder Band també va aconseguir el número 2 amb Give Us Rest durant el 2012.
Amb aquest èxit, el hip-hop es torna cristià, amb figures com ara Lecrae, el qual debuta al número 3 del Billboard 200 amb Gravity. Li seguixen Chris Tomlin amb 73.000 discs a primera setmana de debut, així com TobyMac, Skillet. Lecrae va encapçalar el Billboard 200 durant el setembre de 2014 amb el seu àlbum Anomaly, venent 88.000 còpies a la primera setmana de debut.
La revista Time acaba per dedicar articles a la música cristiana, tot apuntant que aquests èxits inesperats de rapers cristians són probablement la punt d'un iceberg. El productor Mark Joseph afirmava en un article a Fox News que el fet que TobyMac arribara al número 1 només és un exemple de com aquesta música es va tornant mainstream. Fet i fet, caldria donar alguns noms com ara Lecrae, Andy Mineo, KB, Trip Lee, Tedashii, Social Club Misfits, NF, John Givez, Derek Minor, Propaganda, etc.

#### El rock en decadència

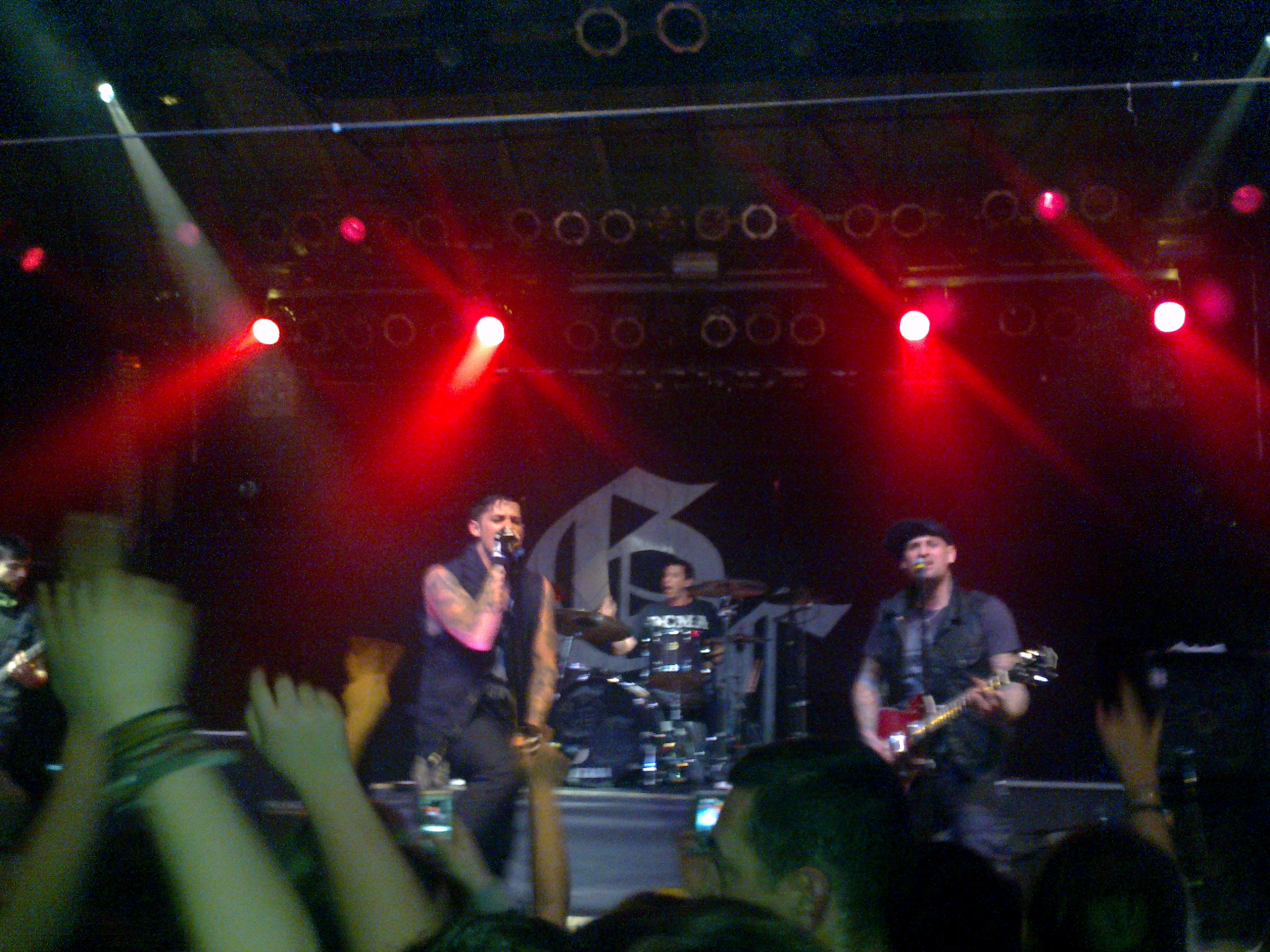
Good Charlotte, 2011

El rock als Estats Units patix del mateix efecte que la resta del planeta. No s'escolta especialment, tot tendix cap a un rock molt suavitzat, fins i tot acústic. Un so que produïxen les discogràfiques independents i que trobem en artistes com ara Imagine Dragons, Linkin Park, Muse, Coldplay, Foo Fighters, Weezer, Kasabian, Thirty Seconds to Mars, Kongos, Cage The Elephant, Evanescence, Metric, Nickelback, Arctic Monkeys, Red Hot Chili Peppers, Three Days Grace, The War On Drugs, Green Day, Pearl Jam, Queens Of The Stone Age, Panic! at the Disco, Kaleo, Fall Out Boy, Blink-182, Twenty One Pilots, Radiohead, Jack Johnson, Death from Above 1979, Paramore, Biffy Clyro, Bring Me the Horizon and Nothing But Thieves.
A manca de tenir rock dur, les velles estrelles de la música rock tornen tot i que no són els més escoltats de la dècada. Per exemple, Five Finger Death Punch, Avenged Sevenfold, Disturbed, Asking Alexandria, Breaking Benjamin, Slipknot, Shinedown, Bring Me the Horizon, A Day to Remember, Royal Blood, Ghost, Halestorm, Volbeat, Papa Roach, Chevelle, Black Veil Brides, Nothing More, Parkway Drive, Periphery, Soundgarden, Alice in Chains, Deftones, Metallica, Megadeth, Anthrax, Slayer, Testament, Exodus, Rush, Iron Maiden, Faith No More, Dream Theater, Metal Church, Seether, AC/DC, David Bowie, Metallica, Stone Temple Pilots, Red Hot Chili Peppers, Pearl Jam, Nine Inch Nails, Soundgarden, Blink-182, Radiohead, Green Day, i Alice in Chains.
D'altra banda, el rock psicodèlic dels setanta exercix certa imaginació en els músics contemporanis. Tot mitant d'apropar-se al mateix resultat dels 1970, intenten recrear un rock psicodèlic, però amb els instruments de la dècada dels 2010. Neix d'aquesta forma l'anomenat Shoegaze. Caldrà posar el focus sobre Animal Collective, Tame Impala, Unknown Mortal Orchestra, Mac DeMarco, The War on Drugs, Ariel Pink, Connan Mockasin, Homeshake, King Gizzard & the Lizard Wizard, Thee Oh Sees, Pond, Temples, MGMT, Allah-Las, Ty Segall, Samsara Blues Experiment i The Black Angels.
El pop-rock deixa de ser tant popular, tot i que els artistes estatunidencs mantenen acollida arreu del planeta. És el cas de The Fray, Daughtry, The Script, Train, OneRepublic, Maroon 5, Pink, Adam Lambert, Kelly Clarkson, 5 Seconds of Summer, Lady Gaga, etc. El pop-punk que havia estat una de les bases de la música mundial a la dècada anterior, es troba reglat als Estats Units on tampoc no hi coneix cap gran fortuna. Alguns artistes estatunidencs dels 2000 treuen nous àlbums com ara Green Day, Simple Plan, The Offspring, Fall Out Boy, Paramore, Blink-182 o Panic! at the Disco, però en general el gènere s'esfuma. El rock de garatge patix d'una gran crisi. Les bandes que queden són Wavves, FIDLAR, PUP, Best Coast, The Growlers, Bass Drum of Death, The Garden, Ty Segall, Cherry Glazerr i Thee Oh Sees.
El mateix fenomen es va apreciar en música Emo. Alguns artistes estatunidencs que proven de passar la crisi són Good Charlotte, Sum 41, Simple Plan, New Found Glory, DIY ethic, Martha, The Spook School, Neck Deep, The Story So Far, Joanna Gruesome, etc. Guns N 'Roses, finalment, experimenta una important remuntada a mitjan dècada amb la gira Not in This Lifetime.

#### Renaixement del rock progressiu

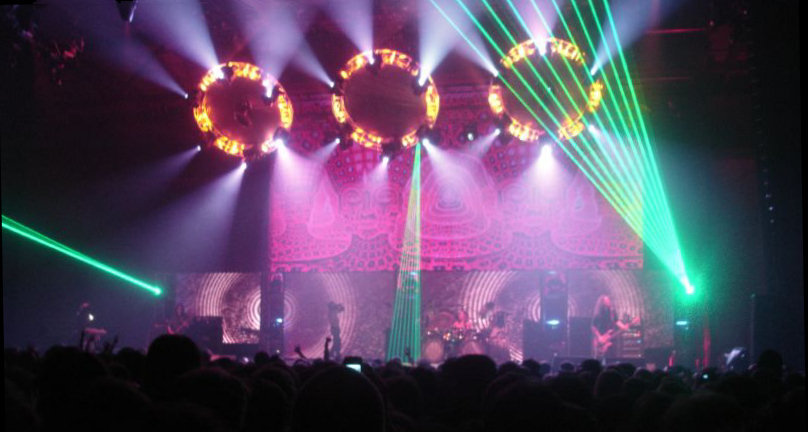
Tool, 2006.

El rock progressiu viu contràriament a la resta de gèneres del rock un renaixement durant la dècada als Estats Units. Una de les formes clau de la música progressiva a principis de la dècada dels 2010 era el djent, un subgènere de metall progressiu. És, però, encara dins un ambient poc popular, per bé que la banda Meshuggah es troba en l'origen d'aquest renaixement. Guitarristes com Misha Mansoor, Justin Lowe i Tosin Abasi van fer ús de guitarres de set cordes, vuit cordes i nou cordes amb poliritmes, silencis de la palma i riffs de guitarra sincopats, acompanyats de sols de guitarra melòdics, per donar imatge a aquest rock progressiu. Algunes de les bandes de djent més populars i influents foren Periphery, After the Burial, Animals as Leaders, Tesseract i Born of Osiris.
El so tendix a matematitzar-se mentre que bandes com ara Radiohed i Porcupine Tree porten des dels 2000 experimentant amb post-progressiu. Aquest gènere es basa en patrons melòdics simples combinats amb una estructura, textura i harmonies complexes per crear viatges musicals profunds, d'emoció exaltada, per tornar el gènere a les seues arrels. Algunes de les noves bandes de rock progressiu que es consideren part d’aquest renaixement foren Haken, Leprous, Riverside, Public Service Broadcasting i iamthemorning. A més, la dècada del 2010 també va veure el retorn d’alguns artistes més vells, com Opeth, Devin Townsend, Anathema i Steven Wilson, que van tenir un gran acolliment amb els seus àlbums d’estudi.
A la darreria de la dècada, aquest ressorgiment va provocar que el rock progressiu es creués amb el so indie i Heavy metal. Moltes d'aquestes bandes es deixen influenciar pel post-hardcore, el math rock i el post-rock. S'hi pot destacar els Nothing More, Being as a Ocean, Circa Survive, Highly Suspect, Dredg, The Color Morale, Twelve Foot Ninja, The Mars Volta, Hands Like Houses, Code Orange, Sleepwave, Dayshell, etc.
La dècada també havia vist ressorgir el metall alternatiu, amb dos veterans vinguts de Seattle, Soundgarden i Alice in Chains, que van aconseguir el cinc primers llocs al Billboard 200 amb els seus respectius àlbums King Animal (2012) i The Devil Put Dinosaurs Here (2013). A més, algunes de les bandes de metall alternatiu més reeixides que es van trencar a la dècada dels 1990 o 2000, com ara Primus, Jane's Addiction, Faith No More, Helmet i Biohazard, van publicar àlbums de retorn als anys 2010. Altres grups populars de hard rock van guanyar certa popularitat a mitjan dècada, com Greta Van Fleet, The Struts i The Record Company.

### Amèrica del sud

#### Hip hop catòlic

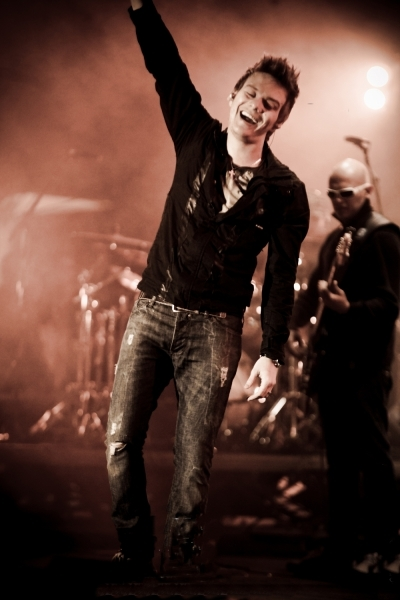
Michel Teló, el cantant de sertanejo brasiler amb més ressò mundial

En tota coherència amb l'èxit del hip-hop cristià i del cisme evangelista a Amèrica del Nord, el sud del continent es deixa endur per l'anomenat hip-hop catòlic, a més de la música cristiana en general, com ara el pop cristià. Els evangelistes hi munten festivals de música catòlica amb molt d'èxit. El moviment és fins i tot darrera de l'elecció de populistes com el president del Brasil, Jair Bolsonaro.
En aquest país la música cristiana hi té una gran popularitat. Dins l'ambient castellanoparlant caldria destacar a aristes com ara Paulo Londra, Guerra o Cultura Profética. Dins un àmbit ja més generalitzat, caldria posar èmfasi en Nico Santana, Val Mural, John Levi, Separate M1nd, RabelztheMC, Damien Priest, The Symbol, Akalyte, Sammy Blaze, Zealous, Move Merchants, Flip Francis, Paradox, Manuel 3, M.A.S., Point 5 Covenant, Paul Jisung Kim, Father Pontifex, Isaac Nolte, Uncut Diamondz, Seedz of Faith, Rob Fortin a.k.a. Miniztry i Fr. Stan Fortuna
Brasil, però, continua aixecant les seues passions per la música tradicional tot i que també s'hi aprecia pop contemporani, fins i tot reggaeton o Millennial Whoop amb Alex Ferrari. És el cas d'Anitta, una artista que es torna la imatge més moderna i popular del Brasil a nivell internacional. Les seues col·laboracions amb artistes de la resta d'Amèrica, llatina com del nord, la tornen en una estrella planetària. Però ja dins del pop i altres sons més convencionals caldria destacar a Paula Mattos, T.I.E., Ferrugem, Miranda, Adriano Ribeiro, Pedro Thomé, Rachid Camargo, Mr. Dan, Trio Yeah, Mar Aberto, Class A, IZA, Biel, João Cavalcanti, Kéfera, Filipe Galvão, Pabllo Vittar o Maria Rita.
El pop-rock també assumeix una tendència cap al whisper, que passa a ser conegut com Nova MPB o MPB jove, tal com s'aprecia a Melim, Tiago Lorc, Mallu Magalhães, A Banda Mais Bonita da Cidade, Anavitória, Lagum, Rubel, OutroEu, Jão, Davi Sabbag, Kell Smith, etc. Ludimilla, d'altra banda, és l'artista de la dècada. El seu single de presentació es torna viral a Internet i conquesta les ex-colònies portugueses, així com la mateixa metròpoli.
L'MPB, el funk carioca, la samba, el pagode i el sertanejo continuen formant part del paisatge musical del país. En aquest àmbit cal posar èmfasi en Gusttavo Lima que es torna un èxit mundial gràcies a Balada. Un single que va ple de contingut Millennial Whoop, força caracteritzat per un "tse, tse, tse" que omple les ràdios de la Península Ibèrica. El seu estil sertanejo universitário conquesta el país dels carnavals.

#### Pop llatí, electro llatí i reggaeton
A la dècada dels 2010, tota Amèrica Llatina és presa pel reggaeton. El pop llatí continua produint-se però en comparació al protagonisme que havia tingut dècades abans, la corba hi afluixa progressivament per deixar lloc a dos gèneres nous. La música llatina continua produint una mica de tot. Batxata, cúmbia, ranxera, pop, etc, però el reggaeton s'endú totes les mirades. Antigues estrelles d'aquest gènere miren de fer-hi front amb electro llatí, tal com s'aprecia amb Ricky Martin. Ben aviat han de convertir-se al reggaeton. I, no endebades, l'electro llatí comença a tenir algun forat en artistes com ara 3BallMTY, Zoé, Cultura Profética, Hello Seahorse!, El Dusty, Javiera Mena, etc. En aquest estil hi destaca especialment Major Lazer i la seua col·laboració amb Anitta. Alguns artistes com ara Gloria Estefan o Maluca miren de barrejar l'electrònica amb cúmbia i altres ritmes llatins.
Dins la música llatina, és a dir, la música pop, la ranxera, etc, s'hi poden destacar artistes com ara Camilo, Shakira, Carlos Vives, Pedro Capó, Mau y Ricky, Thalía, Luís Fonsi, Romeo Santos, Marc Anthony, Mon Laferte, Jennifer López, Christian Nodal, Los Ángeles Azules, Juanes, ChocQuibTown, Fidel Rueda, Paulina Rubio, Los Rakas, Ana Tijoux, Mala Rodríguez, Prince Royce, Chetes, Helen Ochoa, Ariel Camacho, Julieta Venegas, Juan Luis Guerra, etc.
Dins la música influida pel reggaeton caldria parlar de Maluma, Shakira, Becky G, Gente de Zona, CNCO, Ricky Martin, Bad Bunny, Luís Fonsi, Don Omar, Jennifer López, Anuel AA, Sech, Nicky Jam, Rosalía, Enrique Iglesias, Wisin & Yandel, José de Rico, Henry Méndez, Cardi B, Pit Bull, J Balvin, Daddy Yankee, El Cata, Natti Natasha, Sebastián Yaltra, Thalía, J Álvarez, Feid, Silvestre Dagond, Yandar, Yostin, Prince Royce, Ana Mena, Jhay Cortez, Juanes, Mambo Kingz, Sofía Reyes, DJ Luian, David Bisbal, Cali, El Dandee, De la Ghetto, Juan Magán, etc.

#### Hip hop
La música urbana en aquesta dècada ha disminuït considerablement en favor del reggaeton. Calle 13 és dels pocs grups que continua tenint algun èxit a nivell de música rap i hip-hop. Alhora neixen nous artistes com ara Bocafloja o Niña Dioz.
Hi ha d'una banda una tendència xica cap a un whisperrap. És el cas d'Alemán, Canserbero, Cartel de Santa, etc. Tot es torna molt més suau, tal com presenten Álvaro Díaz, Cazzu, Los Rakas, Leebrian, Eric el Niño, etc. Però, a banda, s'experimenta tímidament amb l'electroprap, tal com s'aprecia a Tego Calderón, així com amb el trap, tal com es pot escoltar a Big Soto. Alguns artistes aporten quelcom de més classicot com ara Akapellah o Apache mentre que altres experimenten amb sons nous com ara Tego Calderón.

#### Rock
Tal com succeïx a la resta dels països occidentals, Amèrica Llatina deixa de produir música rock. Hi ha una gran tendència cap a l'electropop i el reggaeton. Degut a això antics grans grups de música rock llatina com ara Maná passen a produir un rock més suau. Però, de fet, gairebé tothom es deixa endur per les balades i les composicions acústiques. Es pot destacar a Natalia Lafourcade, Kany García, León Larregui, Alejandro Sanz, Danay Suárez, Juan Gabriel, Jesse & Joy, Fonseca, TOURISTA, Javier Mena, Zoé, Micaela Salaverry, Rubytates, Alex Anwandter, Tomas Ferrero, Extraperlo, Juanes, Los Punsetes, El Zar, Bomba Estéreo, Ana Verá, Divino Nió, Technicolor Fabrics, etcr.

#### Del kawina al baithak gana
Antiga colònia neerlandesa, Suriname manté grans lligams amb Holanda. Molts artistes surinesos es fan visibles als Països Baixos dècada a dècada en llengua neerlandesa, fet que proporciona un cert contrast als sons llatins d'Amèrica del Sud. La dècada dels 2010 és el lloc destinat a Kenny B, que es torna cèlebre amb Parijs als territoris de parla neerlandesa.
Suriname, però, es nodrix de música des del segle xix i el contacte entre l'antiga metròpoli i l'antiga colònia s'ha anat teixint d'ençà. Kawina és per exemple un gènere que sorgix després de l'abolició de l'esclavatge en aquest país. El gènere va donar-se a conèixer als Països Baixos gràcies a grups com ara Sukru Sani, Ai Sa Si, Explosion, La Rouge o La Caz. A la dècada dels 1970 la música kaseko es torna molt popular als territoris neerlandesos. És el primer gènere crioll que ix de Suriname. Combina sons africans, americans, europeus i propis, a partir del Bigi Pokoe dels 1930.
Però és la música índia que penetra amb grans altaveus a Suriname. És concretament a la dècada dels 1960 que la música provinent de l'Índia conquesta progressivament aquest país. El país es nodrix d'una gran comunitat d'aquesta nacionalitat i per això s'acaba traslladant sons indis al panorama musical surinès. N'acaba naixent un subgènere, el baithak Gana. Ramdew Chaitoe o Dropati són alguns artistes destacats.
Cap a la dècada dels 1970 i 1980, molts immigrants surinesos als Països Baixos comencen a fusionar-hi pop sintètic amb baithak Gana.

## Europa

### El retorn del rap

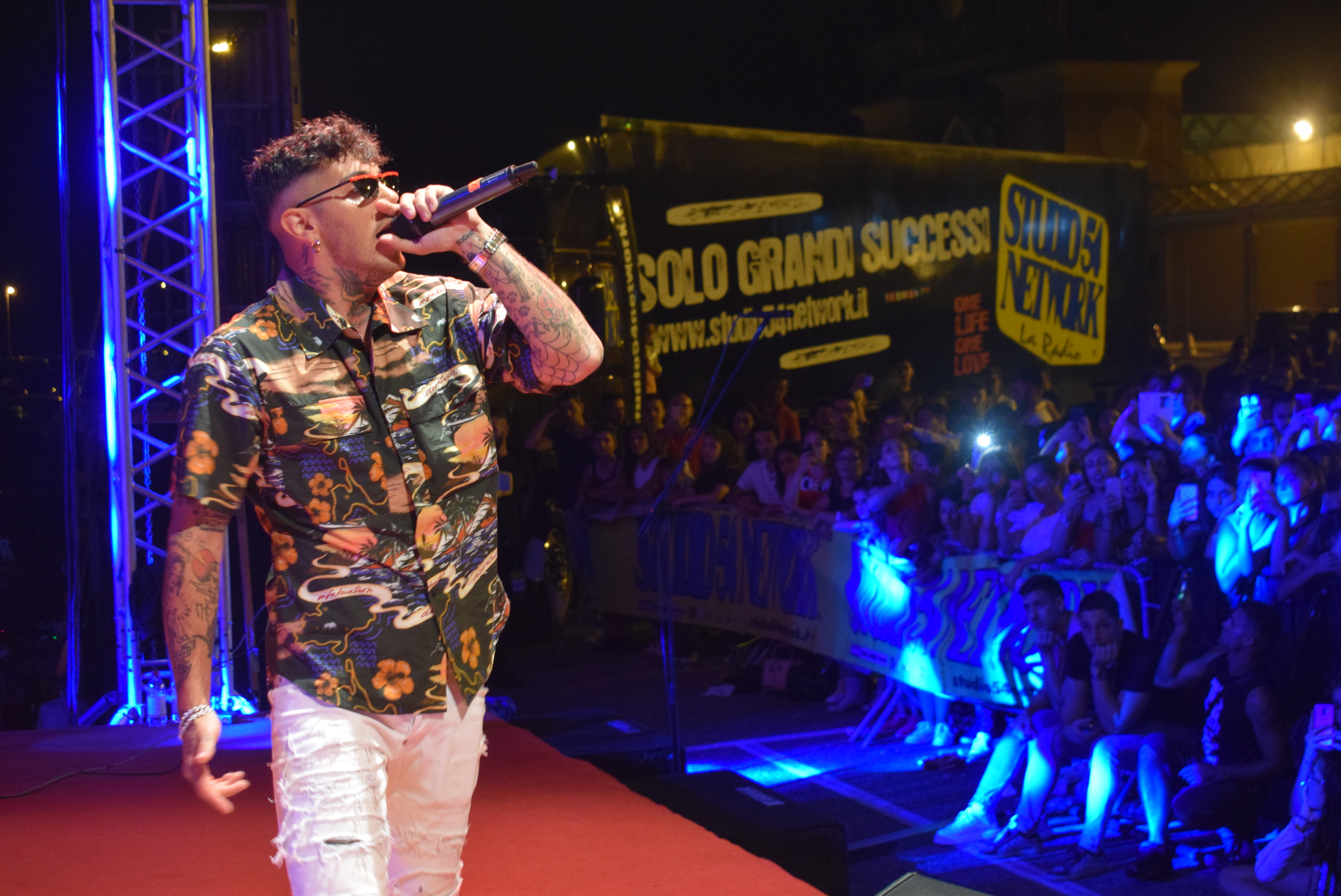
Emis Killa, raper italià

La música urbana torna amb lletres majors a Itàlia, Alemanya i França. En conseqüència s'estén una mica per tot Europa, principalment als països limítrofs. Hi haurà una mica de tot. Electrorap, whiperrap, música rap noranta i hip hop barrejat amb rock o altres estils. Es torna una bona alternativa als països on el rock no fa forat i l'electropop és a tot arreu. Per exemple, a Polònia hi ha una tendència cap al rock, amb Boso, Ewa Farna, Ewelina Lisowska, etc. El rap i el hip hop s'estranyen. Quelcom de similar aparïx a Finlàndia (ex.: Kaijo Koo), Bulgària (ex.: Poli Genova) o Hongria (ex.: Hooligans). Algunes excepcions són França i els PPCC que tot i la tendència cap al whisperpop, hi ha més varietat.
Als Països de parla francòfona s'hi poden destacar Black M, Maître Gims, 47ter, Dadju, Soprano, MC Solaar, Orelsan, Bigflo & Oli, Lartiste, Jul, Alonzo, Lefa, Booba, etc. A Itàlia caldria destacar-hi Moreno, Samuele Bersani, Emis Killa, Clementino, Guè Pequeno, Club Dogo, Gemelli, Salmo, etc. A Alemanya i països de parla germanòfona hi destaquen Mit K, Max Herre, XAVAS, Seed, Bushido, Farid Bang, Shindy, Kool Savas, etc.
Fora d'aquests tres espais, Noruega, Finlàndia i altres països es deixen endur pel rap i el hip hop a totes les salses. És el cas de Papperboys, Vini, etc, a Noruega, JVG, Petri Nygård, Cheek, etc, a Finlàndia, Nik & Jay, Jesper Dahl, Supekt, Gilli, etc, a Dinamarca, Gers Pardoel, The Opposites, etc, als Països Baixos, Slatkaristika a Macedònia del Nord, Senidah a Eslovènia, Vojko V a Croàcia, Agir o Boss AC a Portugal, Lildami, Valtònyc, 31 FAM o The Tryets als PPCC, i Krankšvester feat. Sajsi MC a Sèrbia.

### Del whisperpop al pop nocturn

#### Escandinàvia

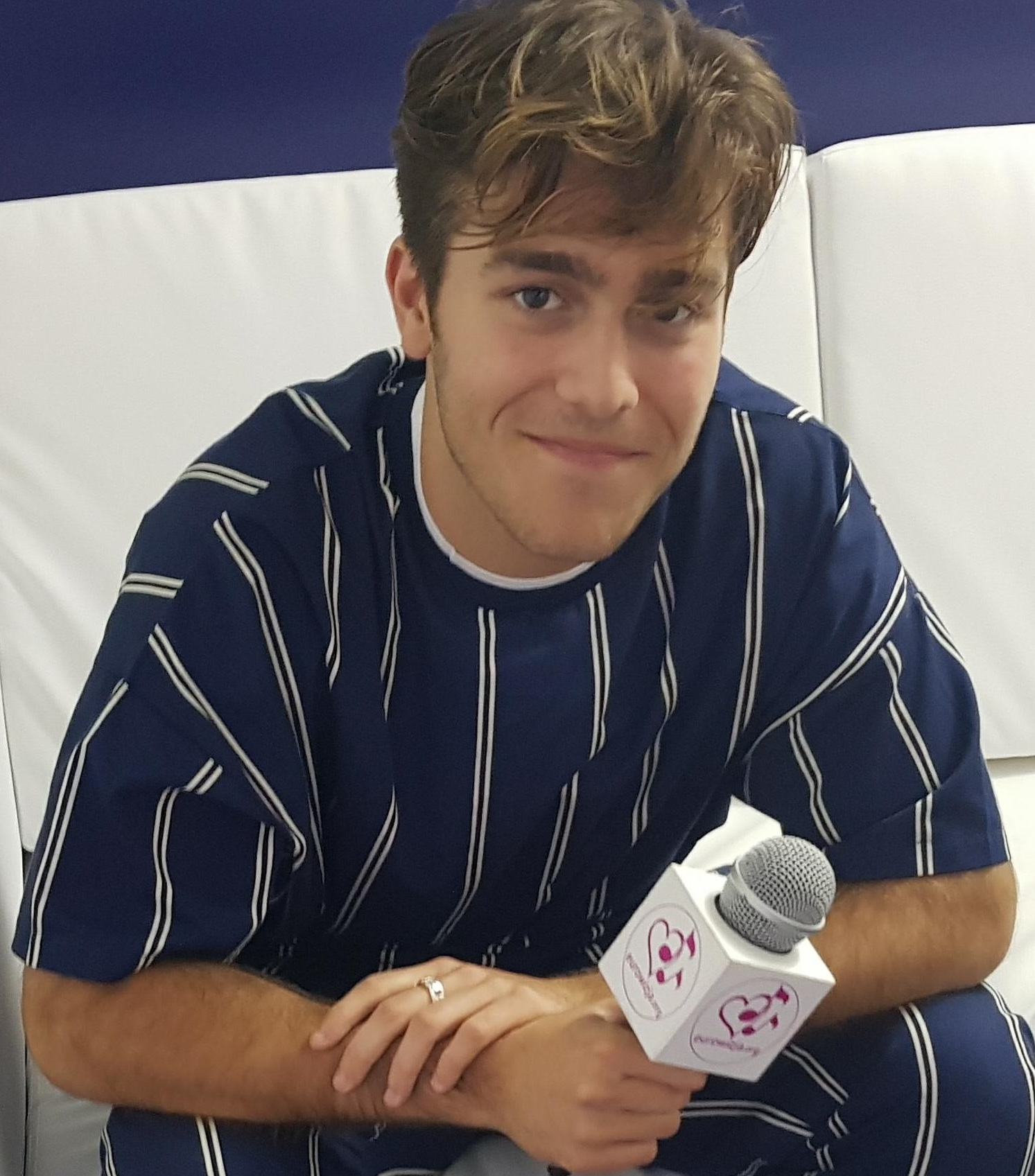
Benjamin Ingrosso, l'estrella pop de Suècia de la dècada

La dècada dels 2010 comença a Europa amb electrònica. Els Rednex, a Suècia, barregen música country amb electrònica en un single, Cotton Eye Joe, que es torna tendència a tot el continent. L'electrònica va prenen de mica en mica molta força, mostra d'això la barreja noruegocastellana dels Anders Nilsen.
Suècia continua liderant la música que es produïx a Europa. Benjamin Ingrosso, Icona Pop, Avicii, Adelén, Loreen, Måns Zelmerlöw, etc, triomfen a tot Europa, amb música electropop, electrònica pura, pop, entre més. Però han de rivalitzar amb l'eurodance romanès, com ara Edward Maya i el seu èxit Stereo Love.
Escandinàvia produïx melodies electropop molt exitoses. A Noruega s'hi pot comptar amb Gabrielle, DJ Broiler, Freddy Kalas, etc, a Suècia destacaria Kent, Veronica Maggio, Alina Devecerski, etc, a Finlàndia hi comptem amb l'èxit internacional Darude, Països Baixos amb Sandro Silva & Quintito, Lil' Kleine & Ronnie Flex, i Dinamarca amb Svenstrup & Vendelboe, Studio Killers, Brain Sivabalan, etc. Noruega és qui produïx més pop nocturn. Es destaquen els Donkeyboy o els Bjørn Johan Muri, però també cal fer una ullada a Dinamarca amb les produccions de Blak, Gulddreng o de Fyr Og Flamme, fins i tot a Suècia amb Avicii.
El continent importa tot just començar el segle melodies Millennial Whoop amb Scatman John (Ski Ba Bop Ba Ba Dop Bop), però no triga als 2010 en produir música pausada, tranquil·la, calma. En aquest àmbit es destaca Noruega amb Sivert Høyem, Stella Mwangi, Marit Larsen, Chris Medina, Herborg Kråkevik, Kurt Nilsen amb Alejandro Fuentes i Askil Holm, Maria Solheim amb Hans Erik Dyvik Husby, etc, i dins el whisperpop pur tindríem a Morgan Sulele. Fora de Noruega, Finlàndia hi destaca amb Chisu, Jenni Vartiainen, etc, a Dinamarca amb Burhan G, Rasmus Seebach, Panamah, Emmelie De Forest, etc.
Així com als Països Catalans i el País Basc, la resistència a veure desaparèixer el rock es forja a Islàndia i Finlàndia, principalment. Finlàndia aposta fins i tot pel reagge de la mà de Jukka. J. Karjalainen és un exemple de rock finès, però altres països com ara Dinamarca exploren el rock acústic amb Rosa Lux feat. Alberte, Thomas Ring o Fallulah. Per escoltar-hi quelcom de més dur caldria parlar de Nephew. A Noruega també s'hi troba rock pausat amb Hans Bollandsaas, fins i tot a Països Baixos amb Sandra van Nieuwland, Niels Geusobroek, Nick & Simon, BLØF, etc. I Suècia, finalment, en gran excepció, l'iranosueca Laleh assalta les llistes amb un rock acústic i baladesc.
Alexander Rybak, guanyador de Noruega a Eurovisió, expandix durant la primera meitat de la dècada música clàssica, proposada a mode de lied. Això mentre el món sencer es bolca per ajudar les víctimes del terratrèmol de Haití. Artists for Haiti són la col·laboració de diversos artistes a mode USA For Africa amb l'objectiu de recollir fonts per enviar-los a Haití. A la Península ibèrica la mateixa escena és repetida cada any als PPCC amb La Marató de TV3 mentre que Dinamarca munta el Støt Haiti. Perquè, d'altra banda, les cançons col·lectives no faltaren al nord d'Europa, tal com es presenta l'any 2011 amb la versió neerlandesa de The Voice, Països Baixos.

#### Països francòfons

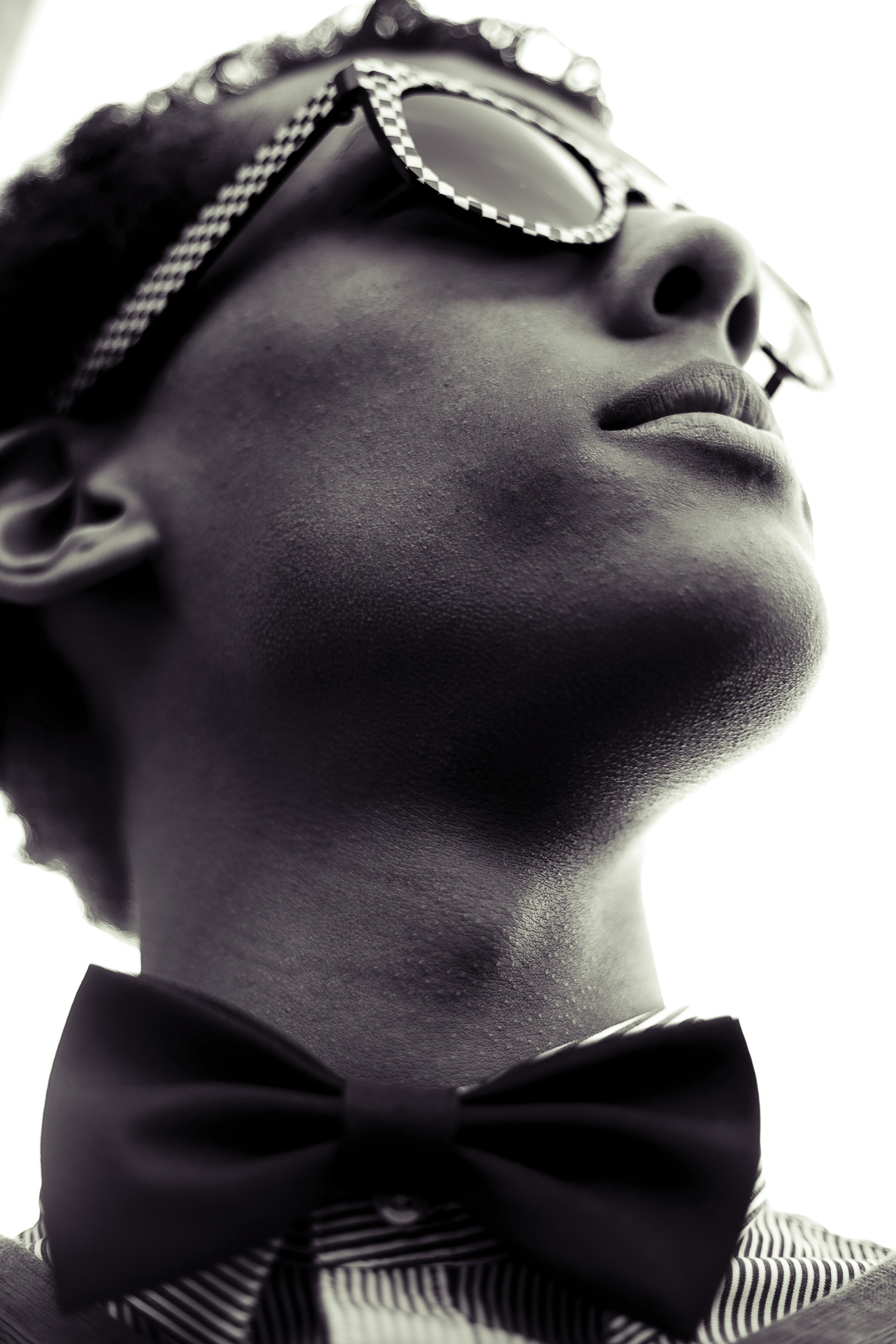
Stromae, l'electropop dels països francòfons.

La dècada a Europa comença igualment amb èxits internacionals com ara Duck Sauce i el seu Barbra Streisand, de tall electrònic. Fet que es reproduïx als països francòfons. El millor exemple d'això és Stromae que arrasa en només un estiu amb l'èxit Alors on danse. Torna un estiu després amb Papaoutai i enfila una gran carrera musical.
Shy'm es torna una estrella de l'electropop amb suport als matrimonis homosexuals. El seu hit Et alors és un exemple d'electropop combatiu que retrobem en altres èxits seus com ara Prendre l'air. Els discjòqueis agafen les ones radiofòniques i degut a això, la dècada es veu ràpidament saturada per l'electrònica. Davant això, el pop retorna a un costat menys electrònic amb Tal o Mika. El segon fa la seua més gran aparició com a jurat a The Voice i redobla els èxits.
Per mirar de fer diferent, Christophe Maé proposa un costat més acústic mentre que Camélia Jordana prova amb música negra. El rock gairebé ha desaparegut. Els Kyo miren de tornar, però s'estanquen aviat. El català Kenji Girac, desvetllat a The Voice, aporta doncs el toc menys electropop amb un retorn a la rumba catalana dels anys 1990. França no hi vol veure altra cosa que l'alegria de l'Espanya castellana, un error de lectura que altres artistes com ara Claudio Capéo exploten amb molt d'èxit.
Això mentre tot el panorama musical s'omple progressivament de whisperpop. La líder en aquest àmbit és Angèle, tot i que també caldrà comptar amb Vianney, Vitaa, Slimane, Amir, Emmanuel Moire, Louane, Julien Doré, ZAZ, Zazie, etc. Els Enfoirés exploren força bé aquesta tendència, alhora que antigues estrelles de la música pop o r&b, com ara M Pokora, es convertixen primer a l'electropop, per tornar amb balades pop. Es torna a reproduir la mateixa cosa amb Jenifer, tot i que artistes com ara Joyce Jonathan neden entre el whisperpop i l'acústica pop.
BB Brunes són al principi de la dècada l'intent de proposar música pop-rock. Cap èxit major. Així doncs, amb la rumba instal·lada, artistes com ara Amir miren de proposar quelcom més influit pel reggaeton, alhora que altres ixen del territori nacional per fer-se sentir amb una patxanga francesa, tal com va ser l'èxit de Trois Cafés Gourmands als PPCC i Andorra. Els Arcadian cap al final de dècada, miren de conjugar aquesta patxanga amb un toc més pop. Quelcom que cal acompanyar al zouk o zouglou de grups com ara Magic System, Ridsa, etc.
Finalment, el Millennial Whoop aparix a França amb la Carla, que es presenta a Eurovisió Júnior amb Bim Bam Toi i es torna èxit a les xarxes socials encara que no haja guanyat el certamen.

#### Mediterrani italohel·lè

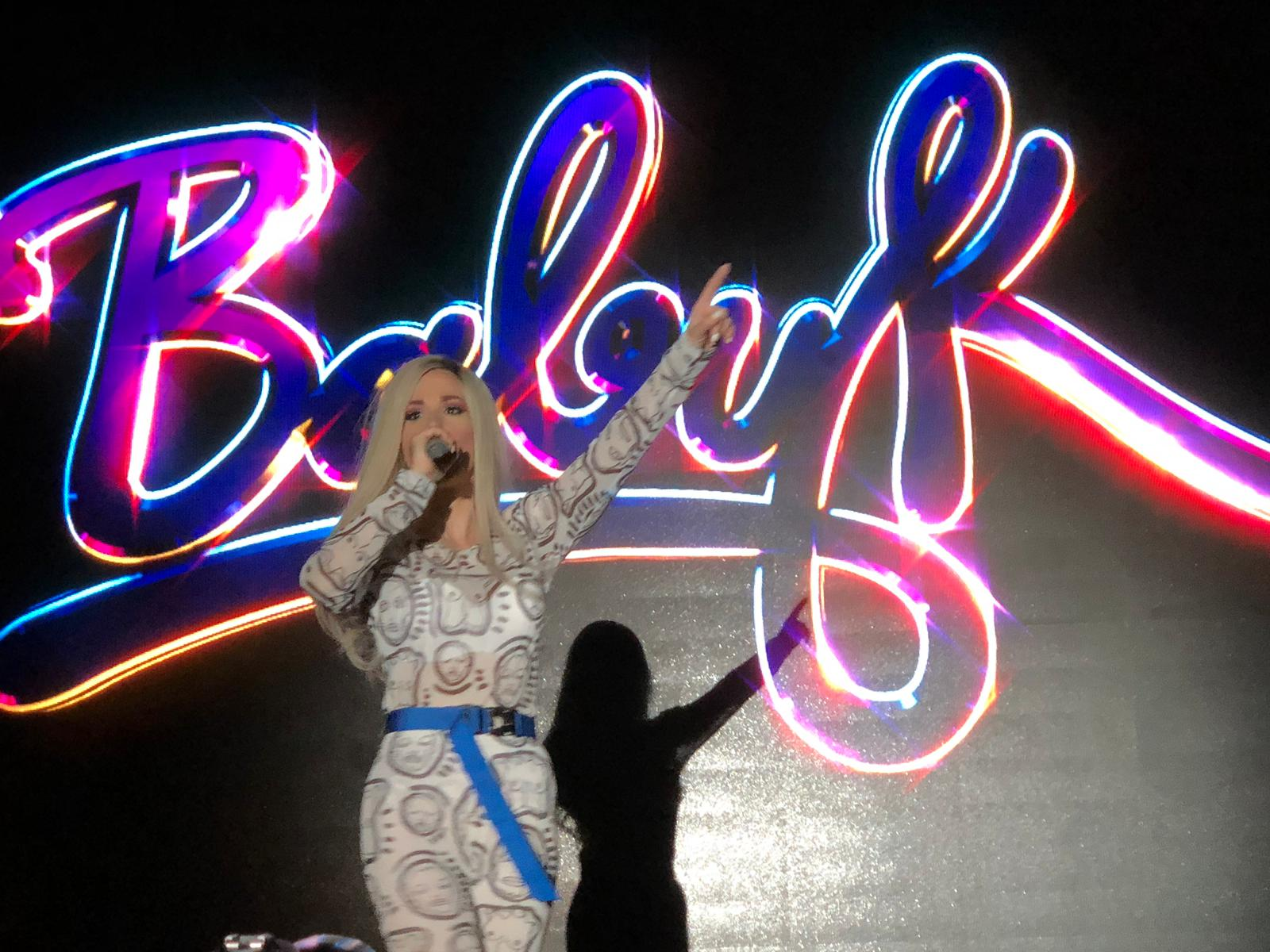
Baby K, en concert. reggaeton italià.

El Millennial Whoop arriba als Balcans amb Nina Pušlar. Des d'Eslovènia proposa un pop baladesc nodrit de Millennial Whoop. Els seus singles es venen en aquest país com a panellets. Una calma que caracteritza els Balcans en aquella època. Fixem-nos en Croàcia on els èxits són pausats. KEDZO, Zsa Zsa, Petar Grašo, Nina Badric, etc. Fins i tot el rock es torna pausat en aquest país amb Vatra, Massimo Savić, Detour, entre més. Per tant, la tendència és a les balades pop com ara Eslovènia amb Tinkara Kovač, Nika Zorjan, Maraaya, etc, Sèrbia amb Jelena Tomašević, Dženan Lončarević, Kristina Kovač, etc, Bòsnia-Hercegovina amb Halid Bešlić, i Macedònia amb Karolina Goceva, Tamara Todevska, Daniel Kajmakoski, Kaliopi, etc.
Descoberta a Eurovisió, l'Emma triomfa amb un pop-rock que aporta un toc molt diferent a tot el pop nocturn de la dècada a Europa. Sobretot en un país com l'italià en què les balades pop ensucrades agraden molt. Exemple d'això l'Arisa, Marco Mengoni, Lucio Dalla, Biagio Antonacci, Renato Zero, Jovanotti, Eros Ramazzotti, Alessandra Amoroso, etc. Per això mateix els rock italià és en aquesta dècada ensucrat, melangiós, com ara Modà. Però, de fet, Itàlia és en aquesta dècada una de les nacions, com ara els PPCC, Dinamarca o Finlàndia, que es resistixen a veure desaparèixer el rock. Per això artistes com ara Negramaro, Gemelli Diversi, Vasco Rossi, Zucchero, Negrita, Ligabue, etc, varen provar amb rock, de cops amb electrorock, de cops amb whisperrock com ara Inno, Elisa, etc.
Aquest ambient tan pausat no va poder-se trencar d'una altra manera que amb reggaeton. N'hi ha a Sèrbia, Eslovènia o Itàlia. Baby K a Itàlia es tornen mainstream mentre que Eslovènia prova amb Alya i S.I.T.. Montenegro presenta el reggaeton més rapejat amb Who See, però Sèrbia és on es proposa a totes les salses amb Goca Tržan. En aquest país Saša Kovačević explora amb tot tipus de música llatina, fins i tot batxata. Des de Xipre n'ix Elena Foureira que es torna un èxit internacional amb composicions amb tocs reggaeton barrejades de pop grec. Itàlia en aquesta època viu una certa relació d'amor amb Brasil. Laura Pausini col·labora amb algunes artistes brasileres dins un pop barrejat de reggaeton mentre que molts músics brasilers irrompen a les llistes d'èxit italianes.
Els territoris hel·lènics són l'indret ideal per bellugar els malucs. reggaeton, pop grec o pop llatí, els estius són per viure'ls ballant. Xipre és en aquesta dècada l'exportador de més talent. Poden destacar-se a tots dos països Giorgos Mazonakis, Kalomoira, Κωνσταντίνος Γαλανός, Μια Ζωγραφιά feat. Demy, Nicko, Demy, Elena Foureira, Tamta, Minus One, Ivi Adamou, Oge, Alex Leon, Snik, PLAYMEN, Dj Kas, Thomai Apergi, Tacabro, Frederico Scavo, Imany, Vassy, Epsilon, HouseTwins, Andy Nicolas, Helena, Dinamiss, Νίνο, Inco, Moose, Eleftheria Eleftheriou, etc.
Tizziano Ferro és qui mira d'aportar el costat electrònic tot i que pausat a Itàlia mentre que Severina encén les platges croates amb dance barrejat d'electrònica i música tradicional balcànica. Croàcia en aquesta dècada atreu joves europeus de tot el continent que hi cerquen les millors festes de música electrònica en mig de la platja. Discjòqueis ben destacats en aquesta època són en Fedez a Itàlia, Kiril Džajkovski a Macedònia del Nord o DJ Mlađa a Sèrbia. Dins el pop nocturn destaca la macedònia Jana Burčeska. El costat més jazzístic vingué d'Itàlia amb Mario Biondi mentre que les ganes cap a la música clàssica les protagonitzen Il Volo. Fet i fet, hi haurà pop pròpiament italià, com ara Max Pezzali.
A banda de tot això, cal parlar del Iugostàlgia, promoguda per Sèrbia essencialment. En aquest país s'hi fa publicitat amb intencionalitat ideològica de música pop iugoslava amb l'esperança de tornar a recrear Iugoslàvia en algun moment. Es tracta d'un pop barrejat a la música balcànica que es nodrix de sons turcs, romanins, entre més. Durant el període de dictadura comunista, Iugoslàvia es presentava a Eurovisió i la dictadura potenciava un tipus de pop patriòtic cantat en serbocroat que havia de ser la forma d'unir tots els pobles que vivien sota el jau serbi. Però cap a la dècada dels 1980 i 1990 aquest pop ideològic va desapareixent en favor de l'expressió artística de cada poble.
Hui Sèrbia mira de reconstruir a tot preu aquella Iugoslàvia i per això als Balcans la música romaní hi ha tornat a tenir molta força a la dècada dels 2010. Tanmateix, l'èxit de kosovesos i albanesos fora del territori nacional en aquesta època, deixa palès que les ganes de tornar arrere no són al full del dia. Rita Ora, Dua Lipa, Era Istrefi, Bebe Rexha, Ava Max, etc, són estrelles internacionals que varen néixer a Albània o Kossove, però hagueren de refugiar-se a Londres, degut a la guerra. Alhora Eurovisió ha donat a conèixer estrelles ben preuades a Montenegro, Macedònia i Albània. Macedònia ha donat una cara ben moderna, el so més electropop de tots els Balcans.

### Austràlia i estelades a Eurovisió

Les banderes basques, catalanes i escoceses són censurades a Eurovisió.

Eurovisió en aquesta dècada continua creixent en popularitat. El certamen registra bones audiències. Justin Timberlake rellança gràcies a Eurovisió la seua carrera en solitari després que la deixe apartada pel cinema. Txèquia, Romania, Rússia, Xipre o Macedònia del Nord continuen recollint molts èxits a Europa. França millora considerablement les seues audiències després de tres dècades de decadència en aquest país. Itàlia torna a presentar-s'hi després d'anys d'absència. Loreen, Helena Paparizou, Eleni Foureira, Mandinga, Ivi Adami, Luca Häni, Mikolas Josef, Måns Zelmerlöw, Sergey Lazaref, Conchita Wurtz, Mahmood, Francesco Gabbani, Il Volo, Netta o Nadav Guedj són alguns dels artistes que més èxit varen recollir a tot Europa. Musiclament el concurs continua explorant amb noves sonoritats i varietat de gèneres.
L'èxit acaba fins i tot repercutint a les audiències de l'Eurovisió Young Musicians que dona veu als joves compositors de música clàssica. A banda, la creació d'un Eurovisió per a l'Àsia no arranca. Es desprograma, es torna a programar i queda en suspens. S'hi preveia la participació d'Austràlia, l'Índia, Nova Zelanda o la Xina inicialment. Austràlia, però, fa la seua gran aparició a la versió europea, no sense crítiques. En efecte, Israel guanya el certamen l'any 2017 i la direcció li permet rentar-se la cara, participant-hi tot i no ser europeu. L'apartheid que exercix contra els palestins torna a ser notícia, però el país ja se servix del concurs per no visibilitzar-ho, amagar-ho sota la catifa.
Madonna resol participar al certamen per tal de rellançar novament la seua carrera en solitari. A Israel, país que havia guanyat, l'actuació és polèmica. Els ballarins s'abracen amb una bandera d'Israel i Palestina. La direcció mira de no enfocar-ho, allunyant la càmera. Al dia següent tota la premsa del planeta se'n fa ressò. Austràlia, en aquest sentit, comença rebre crítiques perquè no és europea i pot participar al certamen quan altres nacions europees són vetades com és el cas de Catalunya o el País Basc. La direcció, a més de donar el vist-i-plau a països amb règims totalitaris com ara Belarús o Azerbaidjan, permet la participació de Gal·les i Escòcia a l'Eurojúnior però n'exclou Catalunya, encara que cedix els drets d'emissió a la televisió flamenca i veta l'entrada de països ja autodeterminats com ara Kossove.
La situació política torna doncs a fer-se visible. Rússia coacciona algunes participacions ucraïneses al festival. Jamala, tàrtara, participa l'any 2016 per part d'Ucraïna amb una cançó que parla de la deportació que ha patit el seu poble l'any 1944. La seua victòria és utilitzada políticament perquè Rússia s'ha annexionat Crimea i tot i la propaganda europea, l'annexió no ha estat revertida. Rússia ha guanyat la guerra i Eurovisió es presa a les revanxes. Les crítiques tornen a ploure. S'acusa la direcció d'haver-ne trucat els vots. Però, durant la dècada, les coses no milloren més. Aparixen per primer cop banderes catalanes, flamenques i escoceses en mig del públic. La direcció s'afanya a prohibir-les. Torna la crítica i, no obstant això, res impedix que la direcció faça de la participació de la cantant Edurne al festival, un suport implícit a la unitat del regne hispànic.
Les incoherències, les dobles vares de mesurar, l'elitisme dels Big 5 no agraden sempre. D'aquesta forma l'any 2010 un intrús s'infiltra en mig de l'actuació espanyola amb una bandera catalana. El públic va ple aleshores de banderes escoceses. L'any 2018 torna a eixir un altre intrús a l'actuació del Regne Unit. El Brèxit ja ha dictaminat l'eixida del país de la Unió Europea en referèndum. Espanya, per la seua banda, prohibix els seus representants cantar en català o gallec, però introduïx per primer cop l'anglès. Finalment, després de l'èxit Fuego d'Eleni Foureira a Europa, el segon single de la cantant (Caramela) mira de posar el focus sobre la qüestió xipriota amb l'objectiu de trobar-ne una solució. I, els europeus, tornen a batre en silenci. La dècada s'acaba amb una bandera palestina a la green room d'Islàndia.

### Península Ibèrica

#### Whisperpop
La música pop que es fa a la Península ibèrica a la dècada dels 2010 té tendència cap a la balada de tota mena. No és ben bé whisperpop però conjuga amb la calma d'aquest. Per això hi ha una mica a tot arreu música calma, pausada, baladesca. Principalment a Portugal. El país lidera en aquest àmbit. S'hi destaquen noves revelacions com ara D.A.M.A., ÁTOA, Agir, Diogo Piçarra o el mateix Salvador Sobral, guanyador d'Eurovisió. Un ambient que permet a Mariza fer-se lloc amb el fado.
Pablo Alborán és a Castella la imatge d'aquest pop baladesc que conquerix fins i tot Portugal. L'artista hi acaba cantant en portuguès davant l'èxit que hi recull. A banda, Portugal tindrà èxits pop, però amb calma, amb Fernando Daniel, Calema, Carolina Deslandes, Nunco Ribiero, David Fonseca, Amor Electro, etc.
Als Països Catalans i Andorra aquesta vessant melancòlica, pausada i romàntica la representen Andreu Rifé, Macaco, Raydibaum, Caliu, Joan Masdeu, Beth, Gisela, Sergio Dalma, Chloe Phillips, Els Pets, Damià Olivella, María Villalón, Manel Navarro, Pastora, Suu, Salva Recero, Alfred García, Joan Dausà, etc. Potser perquè la música és massa clama, Portugal mira d'aportar algun ritme amb HMB, Boss AC, Sir Aiva, Expensive Soul, Os quatro e mais, etc. Són grups i artistes que proven d'eixir de les balades amb música negra, acostant-se al jazz, al funk, etc. Quelcom que es fa tímidament als Països Catalans de la mà de les The Peppers Pots, conegudes pel seu èxit Brilla.
Altres com ara el portuguès David Carreira, la brasilera Blaya o el portuguès Michael Carreira preferixen el reggaeton, el pop llatí o l'electro llatí. A bandda de Pablo Alborán, Castella tampoc no falta a la cita de les balades pop. Per exemple, David Bisbal, Pablo López, Aitana, Alejandro Sanz, Malú, Manuel Carrasco Galloso, Antonio Orozco, Manolo García, Melendi, Maldita Nerea, Dani Martín García, Morat, Beret, David DeMaría, David Otero, etc. El País Basc, finalment, també s'adona a la música lleugera, com ara Sugan, Seiren, Izaro, etc.

#### Whisperrock
Qui es va resistir a veure desaparèixer el rock foren els Països Catalans i el País Basc. El rock en català produïx en aquesta dècada una varietat de sons molt inaudita, de molt bona qualitat, amb èxits molt destacats. Un exemple d'això són els Dept, Filippo Landini, Malinka, Lluís Cartes, Bizarre, Junts, Caritat Humana, Vitruvi, Gossos, La Porta dels Somnis, Acció, Casa Rusa, Teràpia de Shock, Rosa-Luxemburg, Obeses, Pokers, etc. Dins aquesta tendència, cal apuntar-hi igualment el País Basc amb grups com ara Seiurte, Elurretan, The Uski’s, The Sparteens, Berri Txarrak, Gaibu, Lisabö, Willis Drummond, Zea Mays, Surfin’ Kaos, Inoren Ero Ni, Governors, Potemkin, Une, Borrokan, Ama Say, Pizak, Yakuzi, Zain, Lauroba, Mansa, Split 77, Sexty Sexers, etc.
La discogràfica Música Global es dedica en aquesta època a vendre grups de pop-rock per adolescents. Recull un èxit fabulós amb els Vuit i els Amelie, però també hi hagué altres grups de pop-rock molt ben preuats com ara Via Límit, Ok Okey, Macedònia del Nord, Teràpia de Shock i dins els solistes a Kevin Ros o Lasha. Dins aquesta tendència, cal apuntar-hi igualment el País Basc grups com ara Seiurte, Elurretan, etc. Les Montses a Catalunya miren de fer èxit amb un so pop-rock barrejat de Millennial Whoop. Els Crossing es tornen èxit d'estiu a Andorra i els Països Catalans amb Parem el temps o Que ens deixin en pau unes balades a mig temps plenes de sintonia acústica i un pop llatí molt enganxós.
Tot això, el País Basc s'acomoda a la tendència de la música rock suau, calma i lleugera. És el cas de Bide Ertzean, Ken Zazpi, Kerobia, Kerobia, Txuma Murugarren, Manent, Naixan, etc. I, de retruc, els Països Catalans fan el mateix. En Whisperrock poden destacar-s'hi Caliu, Abril, Antònia Font, Pele Macleod, Raydibaum, Manu Guix, Animal, Nuar, Ninus, Recelo, Salva Racero, Lax'n'Busto, etc. En una vessant més acústica hi destacarien Mazoni, Joan Rovira, Blaumut, Miquel Abras, Damià Olivella, Mireia, Cris Juanico, CyBee, Guillem Riera, etc.
De tot plegat cal posar èmfasi en dos grups gairebé inclassificables però que varen tenir l'èxit més sonat de la dècada. Per una banda Els Amics de les Arts i, d'altra banda, Els Manel. Per exemple, Els Amics de les Arts cumulen a Spotify prop de 25 milions de streams. Per acabar, cap al final de la dècada, entrant als 2020, el triomfet Miki Núñez es rebel·la d'alguna manera contra el Whisperpop i aposta per música rock, sense tabús, així com l'Aitana, també descoberta a Operación Triunfo. La col·laboració d'en Miki amb Despistaos dona aire a la nova dècada, amb un so trencador i necessitat després de la saturació en synthpop.

#### Cançó protesta

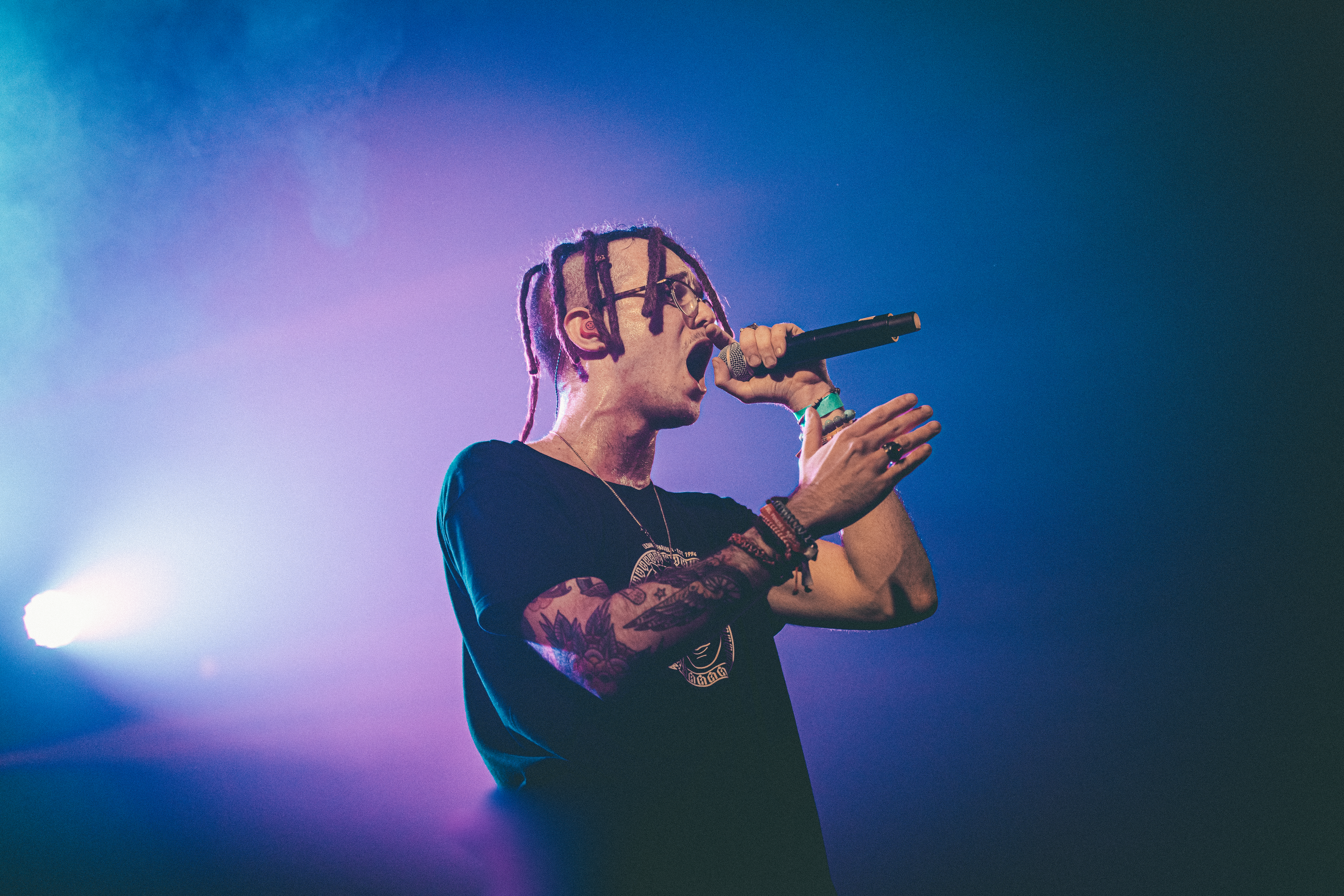
Lildami en concert.

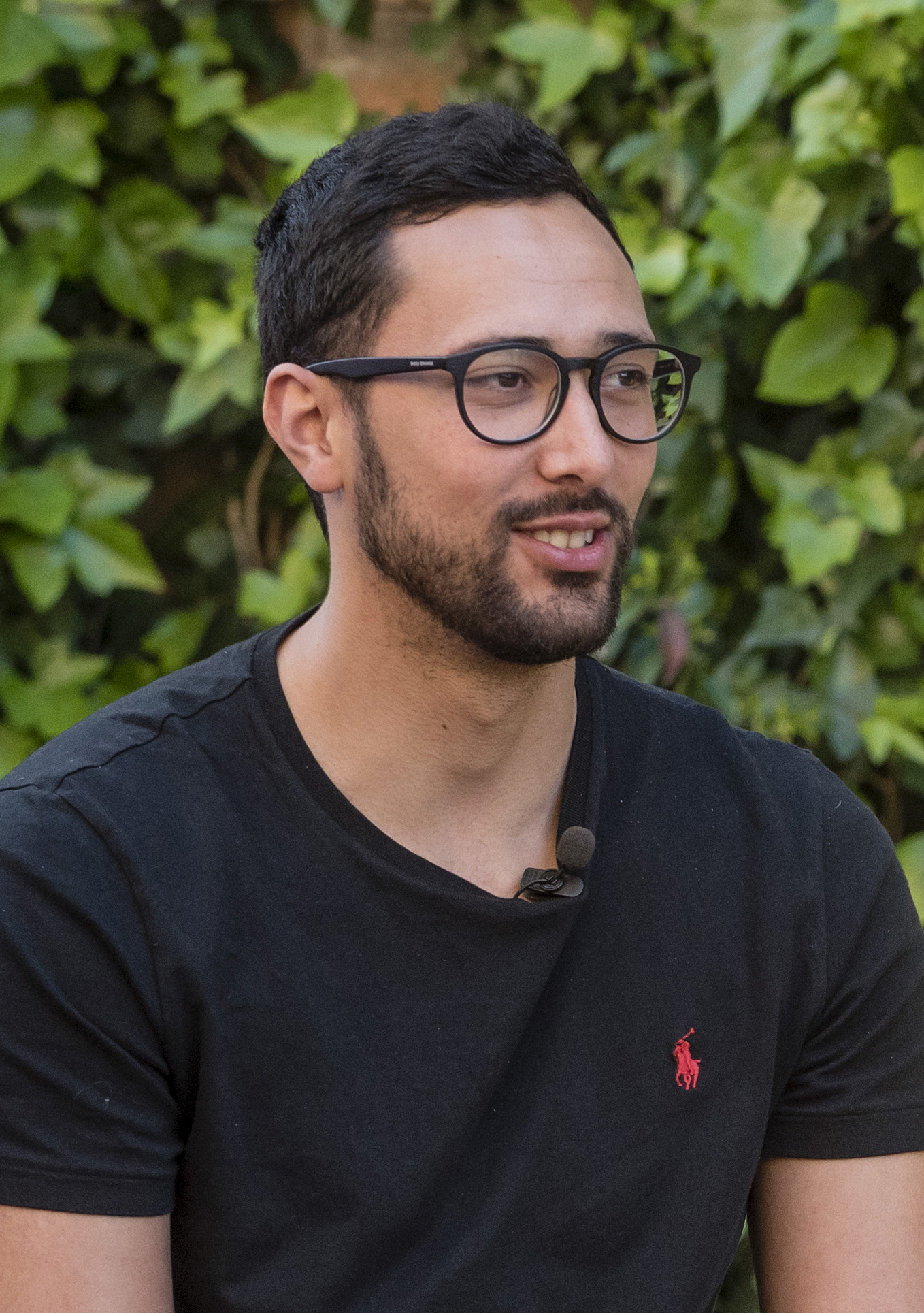
El raper Valtònyc, exiliat per Colze a Colze, EDP o Gian Maria Volonté.

Valtònyc o Pablo Hasel són únicament les dues cares més publicitades a la premsa, però en aquesta dècada, Espanya lidera el rànquing de països que més empresona artistes per les seues idees. Aquesta és la conclusió de Freemuse, una organització internacional sense afany de lucre que reportava prop de 74 detencions arbitràries contra artistes favorables a la democràcia, més que l'Iran, fa saber. En efecte, arran de l'intent d'aportar la independència de Catalunya l'any 2014, el règim hispànic va multiplicar la repressió contra qualsevol que critique l'Imperi.
Els Catarres són el primer grup de música que inicia la nova onada de cançons protesta. El seu single Jenifer és una ironia, una paròdia, una història d'un romeu i una julieta, separats "per la pàtria". Amb aquesta carta de presentació es tornen un fenomen a tots els Països Catalans i Andorra amb l'objectiu d'assolir la independència. Arriben al número u a l'iTunes i encapçalen les visualitzacions a YouTube.
De mica en mica les veus ixen de l'armari. El raper Valtònyc és perseguit pels tribunals espanyols per criticar la monarquia espanyola i la corrupció que l'envolta. El trap es torna de moda als territoris de parla catalana perquè es transforma en un mètode per protestar contra la repressió que viu la nació catalana. L'Imperi hispànic, sota la doctrina de la Llei i l'ordre, engarjola arbitràriament rapers de tota mena sota pretext d'enaltiment del terrorisme.
El rap és titllat per la premsa castellana, altament manipulada pel poder, de feixista, nazi, anti-democràtic, etc. El règim perd la divisió dels poders i comença a perseguir polítics per les seues idees. Això mateix acaba denunciant Caritat Humana a Delicte d'Odi. Tot és delicte d'odi, denuncia el grup de rock, que sorgix a la segona meitat de la dècada amb un so de molt bona qualitat i un contingut compromès.
El trap troba moltes estrelles de la música als Països Catalans com ara 31 FAM, PAWN, The Tyets, Malparlats, Sexenni, DICC, Bad Gyal, Pimp Flaco, Kinder Malo, Cecilio G, LiL GUiU, Kri$ Katalan, etc. I, les raons no són poques, Cesk Freixas és censurat a Els 40 Principals perquè dona suport a la independència de Catalunya, no pas perquè a les seues cançons hi donara suport, que ja és legítim, sinó per allò que pensa.
Musicalment el trap català presenta algunes variacions de l'original. Dona més prioritat als beats i juga amb els sons Millennials Whoops. Però, dins del rap més comerical, cal notar artistes com ara Lildami. Les seues composicions combinen pop llatí, l'electrorap, reggaeton i barreja de llengües. Un per menut que visibilitza la realitat catalana de l'època. El nacionalisme hispànic titllava els favorables a la independència de ser un nacionalisme ètnic, però precisament, tot el panorama musical que es feia als PPCC mostrava tot el contrari. Gràcies a les protestes contra la censura que imposa el castellà a les ràdios, la televisió i la premsa, els músics catalans resolen cantar en castellà i català sense fer diferències.
A Catalunya la dècada es torna molt variada. S'hi canta basc, català, castellà, francès, anglès, italià, occità i fins i tot portuguès. Koers, Ikram Bouloum, The Say Sisters o Xavier Serrià són igualment una altra prova de com la societat catalana no fa diferències entre colors, llengües o horitzons. Alhora els Txarango es tornen un èxit sense precedents amb composicions en castellà i català que criden a la justícia social, fent prova d'una obertura de mentalitats que no es troba aleshores a la música produïda a Castella.
Madrid és troba en aquesta dècada en decalatge amb els seus veïns. Els països francòfons hi promouen música urbana, així com Alemanya o Romania. S'acaba escoltant música urbana a Grècia o Xipre. Fins i tot al País Basc amb Selektah Kolekboa i M.A.K..

#### El retorn de la rumba catalana
La rumba catalana es renovella en aquesta dècada després que Els Catarrers arrasessen mot per mot les llistes dels èxits a tots els territoris de parla catalana. Es torna un gènere molt emprat a les manifestacions en favor de la independència de Catalunya i alhora conquerix novament els esperits castellans o bascs. Molts artistes a Castella es dediquen llavors a irrompre a les llistes dels més venuts amb rumba catalana.
L'èxit porta a Siderland combinar pop nocturn amb rumba, alhora que alguns triomfets com ara en Miki Núñez aconseguixen molt bons resultats amb aquest pop llatí a la catalana. Rosalia treu un hit d'estiu en llengua i rumba catalana. Senyor Oca acaba fusionant rap amb rumba catalana i serdanes. Al final de la dècada la rumba ha saturat el panorama musical català i se cerquen altres sons.
Als PPCC caldria destacar Oques Grasses, Buhos, Doctor Prats, Suu, Nil Moliner, Sewmba Saoco, Xeic, Projecte Mut, Sense Sal, Gertrudis, La Pegatina, Txarango, Els Catarres, Itaca Band, Macaco, Blaumut, La Fúmiga, Joan Rovira, etc. A Castella s'hi pot destacar a Bongo Botrako, Efecto Pasillo, Lagarto Amarillo o David Otero, i en un estil més rocker però acústic, DVICIO, Morat o Sidecars.

#### D'Oh Happy Day!aPolseres Vermelles

Les bandes sonores de les pel·lícules dEls Barrufets i Alvin y las Ardillas també van ser èxit mundial.

La televisió catalana és altre cop un gran impulsor durant la dècada de la música produïda als Països Catalans. S'adapta als nous temps amb Oh Happy Day! que és un xou televisiu que cerca a mode de càsting la millor coral de Catalunya. N'ixen propostes modernes, originals i noves, com els Jarks. Coreografies més suaus amb Quartet Mèlt, quelcom de més classicot amb Nou Horitzó o empoderament femení amb les Sound Six. El xou bat rècords d'audiència, amb triomfets al jurat com la Gisela o la Chenoa.
La dècada veu com tornen les cançons infantils a tot el planeta. L'estrena de Frozen als cinemes convertix el single Vol volar en un hit a tot el planeta. Als PPCC el canal Súper 3 continua liderant la música infantil amb rock, música pop i tot tipus de sons per als més xiquets de la casa. A Catalunya en general les cançons col·lectives prenen molta força com les protagonitzades a Fora de Joc, Positiu, Positiva o La Força de la Vida. Tot plegat per la bona causa.
En aquest sentit, la bona causa posa a cantar en català Pablo Alborán, Lola Índigo, Sweet California, Aitana, Ana Torroja, Malú, Melendi, Alejandro Sanz, Miguel Bosé, Dúo Dinámico, Henry Méndez, Luz Casal, Kate Ryan, Laura Pausini, Antonio Orozco, Alexandra Stan, Abraham Mateo, Rosana, Rosario Flores, Macaco, Niña Pastori, Carlos Baute, Bebe, Inna, Mónica Naranjo, Nek, Il Volo, Edurne, Pastora Soler, David DeMaría, Chambao, Ryan París, Ana Mena, Lucrecia, Blas Cantó, Manolo García, Ruth Lorenzo, Chipper, Álex Ubago, Amaral, Vanesa Martín, Manuel Carrasco, Sebastián Yaltra, Beret, DVICIO, Rozalén, El Arrebato, David Otero, etc.
L'èxit més extraordinari de la televisió catalana fou la sèrie per al jovent Polseres Vermelles. TV3 va aconseguir vendre la sèrie a Mèxic, Castella, Suècia, Finlàndia, França i Corea del Sud. La sèrie va ser readaptada i proposada fins i tot per Steven Spielberg, un dels millors cineastes del món, responsable de Parc Juràssic, ET, entre més. La sèrie anava acompanyada d'una banda sonora que va triomfar als Països Catalans i Andorra. L'Andreu Rifé assolix el número u gràcies a Polseres Vermelles.
Aquest gran èxit de TV3 porta el canal a emetre Les de l'Hoquei, una altra de les propostes per al jovent que també esdevé tendència a nivell musical. El món es deixa endur aleshores pel musical The Greatest Show, amb versió cantada en català per la Marató de TV3. Part de les cançons de la banda sonora són traduïdes a altres llengües. Tornant a la televisió catalana, un altre gran èxit fou Merlí, emès a Portugal o Netflix. Finalment, À Punt impulsa les Pupil·les, primer grup femení de hip-hop i música rap en llengua catalana. Assalten la resta de Països Catalans amb el single V. Els seus programes dedicats a la promoció de la música són empesos mitjançant les xarxes socials. Finalment, OT revela grans estrelles de la música com ara Samantha, Aitana, Miki Núñez, Ricky i Alfred García. Fora dels PPCC, OT hi revela Lola Índigo, Agoney, Roi Méndez i Ana Guerra.
Els 2020 comencen amb el duet d'en Jair i en Peyu, dos amants del bricolatge, virals a internet i disposats a carregar-s'ho tot, sempre amb simpatia i bon humor. Acumulen prop de 6 milions de visualitzacions a YouTube. El grup català Obeses s'encarrega llavors de treure al mercat la banda sonora, Bricoheroes.

#### DJ, electrònica i synthwave
Internet revela en aquesta dècada el català Xuso Jones, dels primers artistes a penetrar a les llistes d'èxits amb electropop. L'electrònica seduïx el públic amb grans discjòqueis castellans com ara Carlos Jean o Juan Magán. El segon és sol·licitat per artistes pop argentins i castellans amb què produïx els èxits més importants en dance, electropop i reggaeton electro. A Spotify, per exemple, hi cumula prop de 200 milions d'escoltes.
El català Sak Noel recull un èxit molt gran arreu del món, alhora que Sasha López, Robert Ramirez o Rasel apugen a les llistes dels més venuts a Espanya. Dels Països Catalans, a banda, n'ix el millor pop nocturn de la península Ibèrica gràcies als Siderland, Roger Argemí o Bipolar. Per exemple, el single Viu de Roger Argemí combina el synthpop més modern amb música rap. Bipolar, però, més que pop nocturn, combina el synthpop amb rock. Siderland, finalment, coneix un èxit espectacular amb els singles La nit no em fallarà i Reina del misteri.
A Portugal, en aquest sentit, la tendència cap al synthpop l'arriba a representar Virgul, i l'electropop l'April Ivy. Fora d'això, Dodje o Deejay Télio miren de continuar amb el triomf de la música africana a l'antiga metròpoli.

## Àsia

### K-pop i J-pop

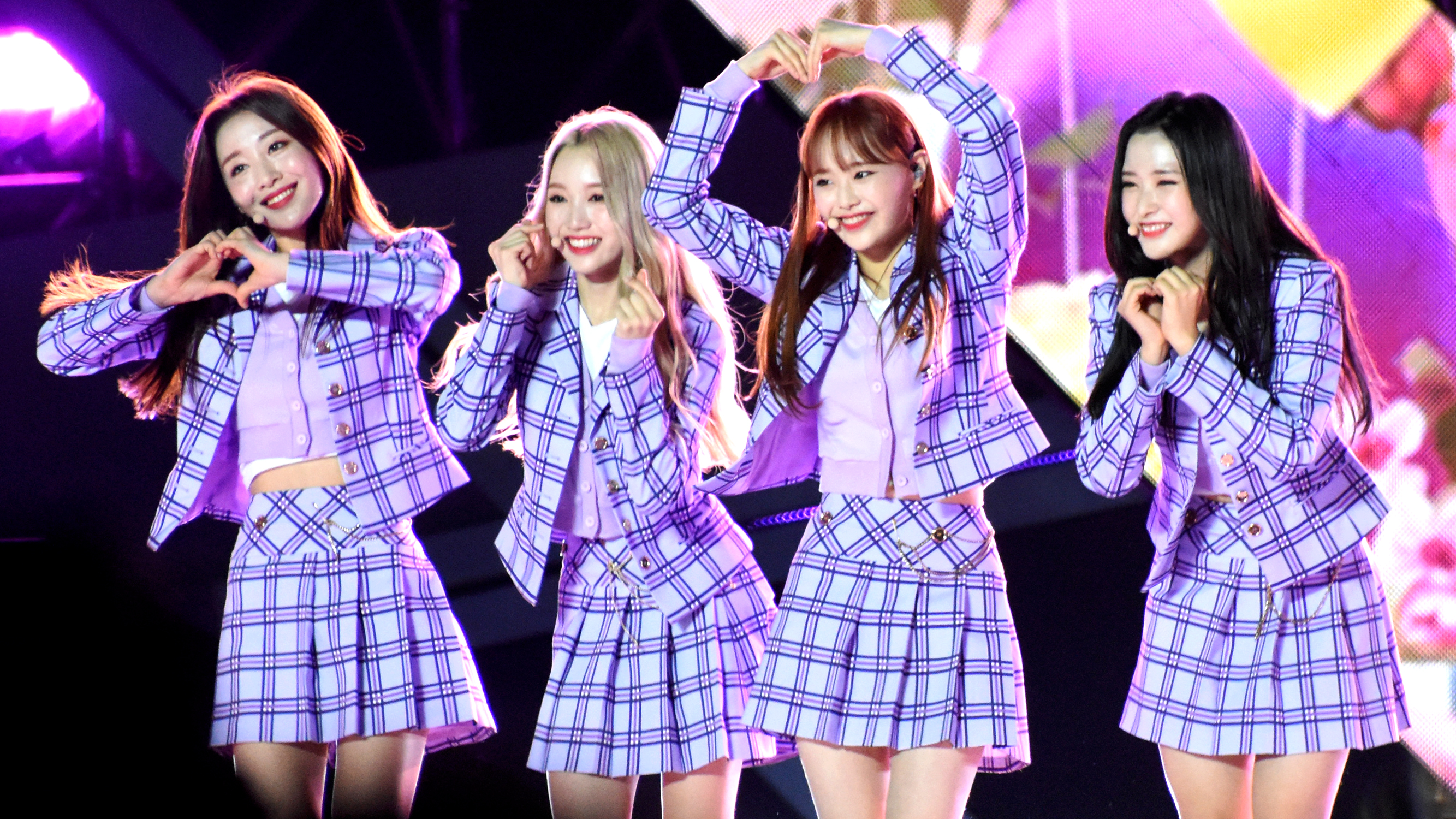
Loona a l'Incheon Airport Sky Festival

Després de la guerra de Corea (1950-1953) i l'Acord d'Armistici de Corea, signat en 1953, Corea del Sud va experimentar un període de ràpid creixement econòmic conegut localment com el miracle econòmic del riu Han. El país es deixa seduir pel capitalisme i la democràcia liberal. En part hi tindran molt a veure els EUA que no volen de cap manera que Corea del Sud caiga en el comunisme.
El país queda inundat de música i cultura anglosaxona. El govern se'n preocupa i tal com havia passat a França, introduïx quotes de música cantada en coreà. Això dona un impuls important a la música pop a Corea del Sud. El país queda inundat de pop cantat en coreà, però l'anomenat K-pop té una trajectòria més curta. Des de ben inicialment que l'objectiu del govern coreà no és només introduir música cantada en coreà, sinó tenir un tipus de música patriòtic, que exalte el nacionalisme coreà. Fins al final dels anys vuitanta del segle XX el pop coreà és ensucrat i patriòtic. En caure la dictadura, el país es troba en recessió. El govern fa un gir en quant a la consideració sobre la música. Vol que siga una forma d'exportar-se al món. El país necessita trobar aleshores quelcom que substituïsca les pèrdues de la manufactura. L'entreteniment es torna la solució i és aleshores quan les discogràfiques reprenen el model boysband d'Occident per transformar-lo en K-pop. Els precedents es troben en el grup See Taiji & Boys. Era una boysband coreana de música urbana. Quan es presenten l'any 1992 a la televisió, el xoc és monumental. Acostumats a un pop ensucrat i patriòtic, el grup trenca les regles socials. L'empresari, presentador i música Lee Soon Mar hi veu un bon filó, es presenta doncs amb H.O.T., una boysbands coreana que barreja pop, rap i dance, a més de coreografia. El govern hi veu doncs la via per eixir de la crisi. Tres discogràfiques s'encarreguen de crear música pop. Dins s'hi trobarà de tot, amb productors suecs al darrere. Electropop, música pop, disco, R&B, etc. Dit altrament, la música K-pop és electropop amb mashups d'altres gèneres. El K-pop ha nascut, però localment es coneix com a grups d'ídols.
Durant la dècada dels 2000 els grups de música en K-pop es multipliquen. És el cas de Lee Hyori, JTL, Lexy, MC MONG, Lee Soo Young, KCM, Super Junior, SE7EN, V One, Big Bang, Wonder Girls, KARA, DJ DOC, Clon, etc. Els nadals passaren i tot a tenir nadalenques de K-pop. Per exemple, Twice, Girl's Generation, Red Veelvet, TURBO, etc.
El Japó també s'hi va posar durant la dècada dels 2010. En aquest període tant el Japó com Corea del Sud es deixen seduir per aquest pop tornat electro amb composició lletrista Millennial Whoop. AKB48, Loona, Arashi, Trouble Maker, T-ara, Big Bang, Super Junior, BTS, Blackpink, 2NE1, JYJ, BEAST, Girl's Day, EXO-K, EXID, BLOCK B, Girls' Generation, AOA, Twice, etc, són alguns noms de la dècada en ambdues nacionalitats.
D'altra banda, la televisió coreana, tal com havia passat a la dècada anterior a tot Occident, es torna en la productora de músiques. Vulga ser amb sèries de televisió, vulga ser amb programes musicals, la televisió es torna en la promotora del K-pop. S'hi poden destacar Crush, TAEMIN, Jannabi, Sonnet, Sondia, XIUMIN, Paul Kim, GSoul, Gaho, SHINee, etc.

#### Èxits del Karaoke japonès
El karaoke s'ha tornat pròpiament un gènere al Japó d'ençà que s'ha inventat. Neix entre els Estats Units i el Japó a la dècada del 1960. En primer lloc als EUA on la cadena de televisió CBS té la idea de fer cantar amb les lletres cançons pop que són populars. Una dècada després el Japó inventa la màquina de karaokes ajudant-se de la Jude-Box.
De mica en mica aquesta pràctica lúdica es torna al Japó en un gènere en tant que la indústria hi acaba produint artistes pensats expressament per a ser cantats en karaokes. En aquest sentit el karaoke s'ha tornat una forma més d'exportar cultura pròpia a Europa o Amèrica. La dècada dels 2010 queda doncs marcada per èxits de Karaoke al Japó. Per exemple, Kenshi Yonezu, DISH//, Back Number, LiSA, YOASOBI, Yuuri, Aimyon, MONGOL800, Yama, Masaki Suda, Vaundy, Mr. Children, RADWIMPS, Kenshi Yonezu, Gen Hoshino, Toshinobu Kubota, Yumi Arai, Ai Otsuka, Mika Nakashima, Maie Amuro, Twice, ONE OR ROCK, Shota Shimizu, etc.

#### Pop asiàtic

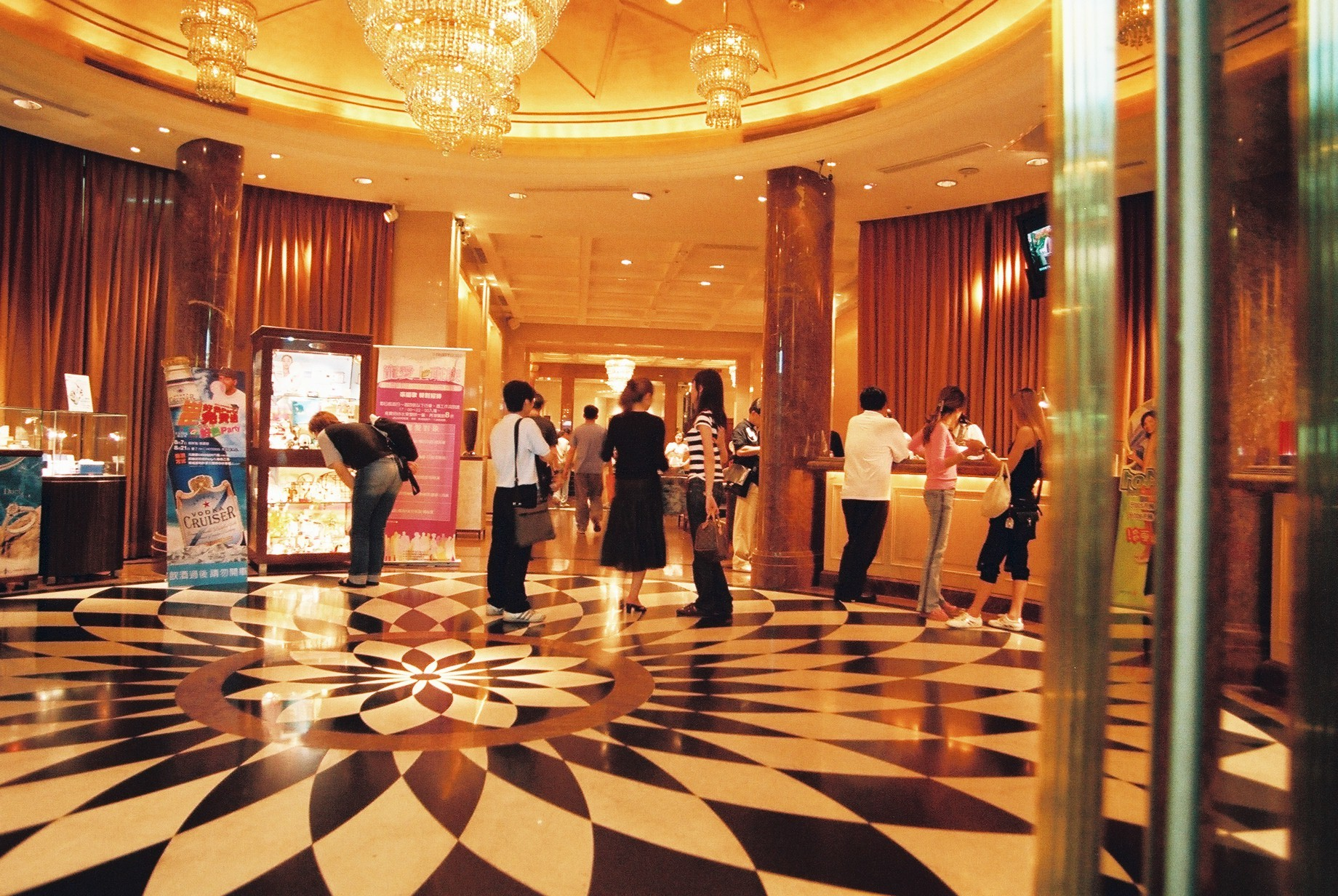
Entrada al hall del Karaoke-box a Taipei, Taiwan

La música pop asiàtica es caracteritza per les balades ensucrades. És un tipus de pop molt pausat amb veus no sempre extraordinàries que canten per acompanyar la melodia. S'hi poden apreciar a voltes algun instrument occidental que es combina sempre amb un fons oriental.
Els exemples més clars d'això és la música que produïx Vietnam o Tailàndia. Al Vietnam hi destaquen artistes com ara Sinh Ra Đã Là Thứ Đối Lập Nhau, Bùi Công Nam, Juky an, JustaTee, Darlene, OSAD, LylY, Mer, Gil, Da LAB & Juky San, T.R.I., etc., mentre que Tailàndia destacaria amb artistes com ara Post Malone, Palmy, ACTART, YOUNGOHM, MEYOU, Bedroom Audio, WanYai, Ink Waruntorn, etc.
Aquest gènere de pop baladesc es torna a trobar a les Filipines, sobretot en llengua tagal. És el cas de Bandang Lapis, Emman, Ben&Ben, Udd, Julie Anne San Jose, Up Dharma Down, This Band o SUD. Però al Vietnam, degut a l'onada coreana, s'hi aprecia durant la dècada dels 2010 el sorgiment de nous artistes com ara Min, AMEE, Erik o Son Tung. És l'anomenat V-Pop.
El pop menys pausat i més contemporani ix d'MTV Àsia i circula entre Malàisia, Taiwan, Singapur o Indonèsia. S'hi poden destacar artistes com ara Peterpan, Radja, Gigi, Padi, Dewa 19, Sheila on 7, D'Masiv, Nidji, JKT48, etc.
A Indonèsia el rock va tenir molta puixança durant la dècada dels noranta del segle xx. Es torna en una eina per reivindicar els valors occidentals en aquest país. Quelcom de similar aparïx a Malàisia o Vietnam mentre que les Filipines ja s'hi han adaptat temps ençà. Si el pop d'Indonèsia rep el nom d'Indo Pop, a les Filipines el rock hi rep el nom de Pinoy Rock i podem parlar d'artistes com ara Autotelic, Bullet Dumas, Ang Bandang Shirley, Flying Ipis, Cheats, BP Valenzuela, She's Only Sixteen, Rusty Machines, Farewell Fair Weather, The Ransom Collective, Drive Me to Julie, etc.
Entre Corea i el Japó, el rock continua seduint, amb artistes com ara Jay Chou, S.H.E., Scandal, Hebe Tien, Yui, etc. A banda, cal remarcar com Indonèsia també va introduir durant els noranta música jazz mitjançant la influència que exercix Taiwan. En aquest país hi ha una bona producció durant la dècada dels 2010 de jazz fusió i altres gèneres del jazz. Paga la pena emfasitzar sobre l'Orchestra of the Music Makers basada a Singapur.
La resta d'indrets i nacions de l'Àsia són força més procliues a escoltar música ritualística o cançons protesta. El Timor de l'Est n'és un exemple. La música pop hi està molt lligada a la seua autodeterminació.

### Rock i pop-rock
La música rock desaparix totalment del panorama musical occidental durant la dècada dels 2010. Cap artista que vulga viure del rock troba micròfons. És un gènere que torna a l'underground. El rock es trasllada a l'Àsia, més concretament a la Xina. És en aquest país on hi troba una segona vida. Es torna en una arma contra els règims totalitaris asiàtics que encara perviuen aleshores.
El periodista Léo De Boisgisson ha resseguit aquest fenomen i diu en un article publicat a Le Monde que el rock hi ha “patit durant tres dècades mutacions fulgurants” [trad.]. En efecte, segons fa saber, la capital xinesa ha estat el bressol de la difusió del rock a l'entrada dels 2010, primerament amb una tendència cap al heavy metal i, després d'això, amb el punk. El rock havia estat censurat durant la dècada dels vuitanta i noranta a la Xina. Només el Japó el difonia una mica per tota Àsia, allà on hi havia règims de capitalisme liberal. El rol ha quedat capgirat. Hui qui el difon és la Xina.
L'arribada de la globalització, explica, ha canviat aquest panorama. La Xina ha hagut de doblegar-se a les exigències del mercat. El públic xinès s'ha posat a escoltar antigues estrelles de la música rock occidental com ara Guns N'Roses, Nirvana, David Bowie o els Beatles. Els CD que no s'havien venut a Occident, que les botigues de música varen retornar, es troben de cop i volta als mercats de la Xina. Això ha donat aires al rock en aquest país i d'ací s'ha anat expandint cap a la resta d'Àsia. S'hi acaben apuntant Tailàndia, Cambodja, Vietnam, Malàisia, Singapur, Taiwan, Mongòlia, Indonèsia, el Japó, Corea del Sud o les Filipines. Alguns d'aquests ja varen introduir el rock durant els anys trenta del segle XX com és Tailàndia, altres com ara Laos, Taiwan o el Japó miraren de fer-ho en eixir de la Segona Guerra Mundial, altres, encara, mai n'havien escoltat.
Però també hi ha altres explicacions. MTV obre la seua filial a l'Àsia per tal de perpetuar un model ja conegut a Europa o Amèrica Llatina. Tal com havia passat a la Primera Guerra Freda, el canal de televisió especialitzat en música, es torna en una eina de propaganda per fer caure els règims dels enemics ideològics dels EUA. MTV passa a difondre-hi música rock i pop produïda al món anglosaxó. Finalment, també cal comptar-hi amb la influència que exercix Hong Kong a la Xina. El territori gaudix d'un règim polític especial amb què s'hi pot difondre amb més facilitat tot tipus de corrent cultural o de pensament occidental.
La música de les antigues llegendes del rock occidental es tornen fins i tot en font d'inspiració per als músics a Pequín, diu el periodista. Diverses discogràfiques els potencien fins que antigues estrelles del rock xinès com ara Cui Jian es tornen novament un fenomen de masses. El cantant és conegut per les seues protestes a la Plaça de Tiananmen. D'aquesta forma comencen a sorgir noves bandes de rock xineses. És el cas dels New Pants, Nova Heart, Queen Sea Big Shark, Chui Wan, Carsick Cars, Hanggai, DaWangGang, etc.
El règim ja mira de censurar-ne les produccions, però el periodista ens explica a Rock Made In China (2020) com a cada nit, clubs nocturns “fan circular pop-rock, punk, noise, folk o metall” [trad.] a la capital xinesa. En aquest sentit, fa notar Boisgisson, internet ha contribuït enormement a fer caure la censura. Els joves asiàtics es comuniquen mitjançant diverses plataformes de videotrucada amb els joves occidentals. Els uns els transmeten les seues cultures i els altres transmeten la seua als primers.
De resultes s'ha començat a apreciar durant la dècada barreja de folk, rock i tradició asiàtica. Hi podem destacar grups com ara els mongols Hanggai, els coreans Vinxen o els xinesos DaWangGang. Alhora alguns grups de rock occidentals s'han vist proposat d'anar a actuar en territoris asiàtics que en altres èpoques eren inaccessibles. És el cas per exemple de Metallica o Public Image Limited. També s'hi acaben obrint festivals de música rock com ara el Modern Sky. Tot i això, convé relativitzar aquest èxit, vist que la censura que promou Pequín obliga molts joves artistes a canviar i suavitzar el punk, traient-hi referències que puguen ser objecte de persecució.

### Hip Hop i Rap
La Xina, Tailàndia, Taiwan, Hong Kong, Malàisia, Mongòlia i les Filipines són els llocs que han començat a provar amb música urbana d'ençà que el capitalisme ha anat substituint el comunisme. És a dir, amb l'entrada a la dècada dels 2010, s'hi aprecia el sorgiment de grups i artistes en música urbana.
Es pot destacar a Mongòlia en Battulga Munkhbayar que ha tret grans èxits a Suècia. També a la resta de nacionalitats caldria posar èmfasi en Rap Against Dictatorship, MCHot Dog, Jae Chong, Machi, Nine One One, Smugglaz, Abra, Dello, Bassilyo, Batas, BLKD, Dajoin, TTONTHEMOVE, ForceParkBois, LawaLah Familia, MC Jin, etc.
La música urbana hi acaba sent una eina per protestar contra els règims totalitaris i això ha portat maldecaps a Tailàndia. A les Filipines s'hi ha acabat muntant una lliga de música urbana com és el FlipTop. De fet, la música dita occidental, com ara els gèneres rock, jazz o música rap s'introduïxen de mica en mica durant les dècades dels vuitanta i noranta del segle passat. Tots queden reglats ben sovint a un ambient underground. La censura hi és encara molt habitual.
Corea incorpora el hip hop a casa seua amb marca pròpia. Si, en efecte, teníem un K-pop per al pop que s'hi produïa, tindrem un K-hip hop per a la música urbana. S'hi pot posar focus en artistes com ara Shigga Shay, Sơn Tùng M-TP, Sơn Tùng M-TP, Lil Cherry, Choo, Yatch out, Dbo, Keith Ape, Malkey, Boy Wonder, YG Family, Leessang, Drunker Tiger, Changmo, Mad Clown, San E, etc. I, com el seu homòleg coreà, el Japó fa exactament la mateixa cosa. Si tenim un K-hip hop, també tindrem un J-Hip Hop amb artistes com ara DJ RYOW, TOFU, SUSHIBOYS, TEN'S UNIQUE, KEN THE 390 o KEIJU.

### Bhangraton
L'edat d'or del reggaetonha exercit influència a l'Índia quan una dècada només enrere l'Índia exercia influència a Occident. Cal remarcar com en plena dècada, Jennifer Lopez s'estrena amb música índia. El seu single El anillo es torna un fenomen als països llatins alhora que el reggaetons'expandix per tot el subcontinent inidi. Dover, a la Península ibèrica, es convertix i tot a l'eletropop indi que fa estralls en aquest país.
La influència que exercix l'electropop al subcontinent porta els productors de Bollywood a incorporar música electrònica al tradicional filmin que Europa i Amèrica havien descobert per pinzellades a les sales de cinema.
Però el toc més original es troba en el Bhangrató. Es tracta d'una fusió entre reggaetoni música bhangra. El bhangra és una música originària de la regió del Panjab a l'Índia. És un tipus de música religiosa que es fa servir a l'Índia per a cerimònies i rituals. L'Índia acaba generant un tipus de música ben particular degut a la influència que exercix al sud-est asiàtic. Així el bhangra és el resultat del folc indonesi i malai que porta el nom de dangdut, però també de l'imaginari tailandès, important de la literatura tai, i, finalment, els instruments illencs amb els seus cants èpics provinents de les Filipines.
Tots aquests sons es combinen per fusionar-se amb el reggaetoni proposar quelcom de ben original. Aquest tipus de fusions són habituals a l'Índia. A la dècada dels 1970 s'hi va barrejar reagge, rock i bhangra. El mateix procediment es pot contemplar entre el bhangra i el jazz —l'anomenat Indo Jazz.

## Oceania

### Pop

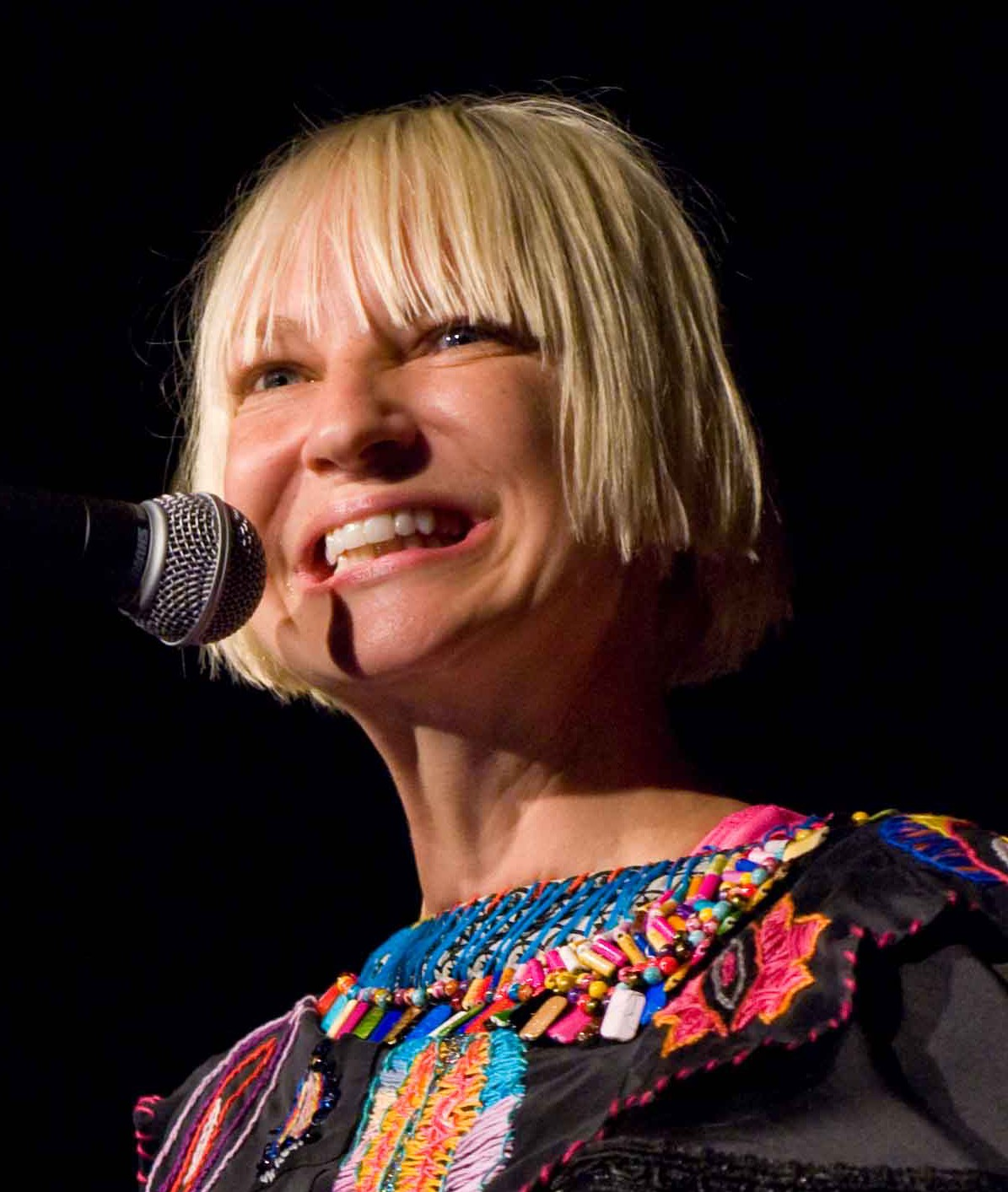
Sia, adepte dels videoclips artístics

Austràlia i Nova Zelanda es troben durant la dècada dels 2010 envaïdes per un sentiment de pausa i balada dins la música pop. La primera marca fins i tot tendència en aquest àmbit. Es pot parlar de Sia, una promesa internacional que esdevé un èxit a tot el planeta amb Titanium. Per exemple, va vendre aproximadament 270 milions còpies, no comptant les escoltes en streaming.
Austràlia produïxen un rock molt suavitzat que frega l'acústic. Per exemple, Birds of Tokyo, Ball Park Music, Boy Bear, Gotye o The Jezabels. Tot això contrasta amb la música que es ven a fora del país. El món sencer s'ha deixat seduir per l'electropop però a Austràlia hi ha lloc per al rock. Es poden posar exemples com ara Pendulum, Little Red, Art vs. Science, etc.
El single australià més destacat durant l'any 2011 i principis del 2012 va ser "Somebody That I Used To Know" de Gotye, que va arribar al número 1 d'11 països, inclosos Austràlia, Nova Zelanda, Alemanya, Àustria, Bèlgica, Canadà, els Estats Units i el Regne Unit. A banda d'aquest ambient suavitzat hi va haver propostes ben originals com les d'Architecture in Helsinki a Austràlia o Kimbra a Nova Zelanda, però en general tothom opta per un acústic, un rock baladesc amb o sense guitarra elèctrica. És el cas d'Aguns & Julia Stone o Gypse & The Cat.
Sempre dins la necessitat de proposar alguna cosa diferent, es pot destacar els rappers Iggy Azalea o 360. Iggy feminitza la música urbana al continent oceànic mentre que 360 entra al número 8 i 2 de la llista de singles d'iTunes.

### R&B conntemporani
L'R&B contemporani a Austràlia no estava tan estès a principis de la dècada dels 2010 com als anys 2000; no obstant això, molts artistes, inclosos Guy Sebastian, Jessica Mauboy i Stan Walker, van continuar produint música que va tenir bona acollida comercial. Durant l'any 2010, el sigle de Sebastian, "Who's That Girl", que comptava amb el raper estatunidenc Eve, va arribar al número 1 de la llista de singles ARIA i es va convertir en el seu cinquè single número 1 a Austràlia. Això el va convertir en l'únic instrumentista australià masculí de la història de la música australiana que assolix els cinc singles número 1. Mauboy, per la seua banda, llançat els millors singles en aquest gènere, com "Saturday Night" amb el raper estatunidenc Ludacris, "What Happened to Us" amb el músic anglès Jay Sean i "Galaxy" amb Walker —tots certificats de platí. A l'agost del 2010, es va publicar el segon àlbum de Walker titulat From the Inside Out; va debutar al número 2 de la llista d'Àlbums ARIA.

### Electrònica

#### Futur garage
El gènere futur garage és un tipus de música electrònica de tall dance que es caracteritza per diversos elements sonors que provenen de l'UK garage i del 2-setp garage.
L'UK garage o UKG és un gènere de música electrònica que va emergir a la dècada dels 1990 al Regne Unit. Pren les seues influències del garage house estatunidenc. És al capdavall una barreja entre disco, funk i música house que neix a Chicago però que va adoptant diversos noms segons on es trobe. En aquest cas l'UK garage incorpora un ritme particular, els anomenats hi-hats barrejats de forma que donen l'efecte de tenir una composició asfixiant.
El gènere futur garage s'expandix a Austràlia cap a l'any 2009 gràcies a artistes com ara Flume, Hayden James, Ta-ku, Chet Faker o Emoh Instead.

#### Hardstyle
Un altre sugère de música electrònica que va tenir força èxit a Oceania, més concretament a Austràlia és el Hardstyle. Es tracta d'un tipus de dance molt més dur que sorgix als Països Baixos a principis del segle XXI.
A Austràlia caldria destacar-hi els festivals Defqon1 o artistes com ara Code Black, Toneshifterz, Audiofreq, Kamikaze, Outbreak o Rebourne.

### Rock

#### Metalcore i Hardcore punk
Després de l'èxit de la banda australiana de metalcore Parkway Drive a finals de la dècada dels 2000 i principis de la dècada dels 2010, es van formar a Austràlia grups com ara Northlane.
A mitjans i finals de la dècada dels 2010, el país va veure el creixement de bandes d'aquest gènere i de hardcore punk, malgrat el desencís mundial que dur a la desaparició dels gèneres a les ràdios. Polaris, Thornhill i Alpha Wolf són alguns exemples de joves australians que varen produir-ne durant la dècada.
Els temes lírics del metalcore australià sovint inclouen assumptes com la justícia social i l'ecosocialisme. El metalcore australià incorpora regularment aspectes del Dubstep. El panorama musical del metalcore d'Austràlia compta amb el suport de l'emissora Triple-J.

## Àfrica

### L'afropop
L'afropop és una barreja de música pop estatunidenca i música africana, però el model inicial prové de Cuba. L'illa fornix uns sons exòtics per al públic africà i per això inicialment, l'afropop es basa en música cubana. Concretament, són els congolesos els qui agafen aquest so i hi treballen per sobre, amb música pròpia. Principalment la salsa. Però, amb el ròssec del temps, aquest so cubà és regirat.
La dècada dels 2010 va plena d'aquest tipus de música. Angélique Kidjo, Manu Dibango, Paul Simon, Youssou N'Dour & Neneh Cherry, Fela Kuti, Ali Farka Touré, William Onyeabor, Tinariwen, King Sunny Ade, Daara J, Baaba Maal, Songhou Blues, Cesária Evora, Bonga, Thomas Mapfumo, Ebo Taylor, Papa Wemba, Super Mazembe, etc, en són l'imprescindible si fem una mirada genèrica.
Fora del continent, artistes d'afropop aconseguixen èxits remarcables. És el cas dels Freshlyground a Oceania o de l'Aya Nakamura als països de parla francòfona, catalana i lusòfona. L'artista malíà es torna una estrella de grans dimensions amb milions de vendes i un so que fa la competència al reggaeton d'Amèrica Llatina. El seu single Djadja és projectat a totes les radiofórmules. Limitant-se únicament als països de parla francòfona, la malí Inna Modja també va rebre molt bones collites del seu single French Cancan. Però, tanmateix, la dècada acaba amb el discjòquei africà Master KG, que ajudant-se de la veu de Nomcebo, es torna tendència amb una barreja de gòspel i house, cantant en zulu (Jerusalema).

#### Afro house
La música electrònica a l'Àfrica ha derivat en una barreja entre sons africans i la música house o techno. L'èxit més destacat és l'anomenat afro house on l'Àfrica del Sud hi produïx els més grans èxits. El gènere sorgix del kuduro angolès cap a la dècada dels 2000. Es pensa que degué d'originar-se vers l'any 2009. L'afro house barreja house amb kuduro, kwaito, soul i deep house. El resultat dona talents que han anat emergint per tota Àfrica del Sud. És el cas de DJ Kent, DJ ganyani, Four7, Dj Clock, Prince Kaybee, DJ Cleo, Black Motion, etc.
Les antigues colònies franceses es tornen tendència en l'àmbit de l'electrònica i del dance a tots els països de parla francòfona mercès a DJ Assad.
Però la nació arc-iris no n'és pas l'única. De mica en mica aquest so pròpiament 2010 es trasllada a altres territoris africans. Artistes com ara Dr. Feel, Siphe Tebeka, Kususa, NTSIGO, Lemon & Herb, DJ Lesh SA, Shiloh Wynberg, Euggy, Afro Brotherz, King Sfiso, SIó, DJ LeSoul, Prince Bulo, etc, encapçalen els imprescindibles.

### Zouk, Kizomba, Kuduro i Zouglou
Els estils més recents produïts per les antigues colònies franceses i portugueses continuen tenint molt bona fama durant aquesta dècada. Els Zona 5, com feien els Buraka Som Sistema, barregen música electrònica amb kizomba mentre Collectif Messité, Dr. Yugo, Mr. Kingsize o Magic System continuen fent ballagar els melucs dels països francòfons amb zouk o zouglou. Hi haurà fins i tot dret a col·laboracions entre antigues membres de les L5 com la Louisy Joseph i la Lynnsha.
En una altra tessitura hi ha Lucenzo que posa a ballar tot Occident amb música kuduro i un seguit d'èxits que li valen la col·laboració amb artistes occidentals. Això mentre El tunisiano i Alex Tony miren d'incorporar alguns tocs de pop sintètic a les seues composicions. Èxits indiscutibles als països francòfons, diversos cantants francesos s'unixen en l'anomenat Collefectif Africa pour l'UNICEF en una còpia ja iniciada durant els 1980 amb USA For Africa. Tot plegat comptant, evidentment, amb altres estrelles de la música africana a Europa com ara Kore o Colonel Reyel.

### Música rock
El heavy metal esdevé popular durant la dècada al nord d'Àfrica degut a la Primavera Àrab. Tal com passava amb el rap i el hip hop, aquest gènere de música rock permet protestar contra els règims totalitaris per bé que l'origen del heavy metal a l'Àfrica es remunta a la dècada dels 1980. Es barreja amb música africana i el primer grup de heavy metal africà conegut se situa a Botswana amb Demogorath Satanum.
El batibull polític ha portat règims com l'egipci a prohibir-ne la difusió. La dictadura egípcia ha arribat a prohibir l'entrada al país de prop de trenta grups de heavy metal. Mateix escenari que es reproduïx al Marroc on la música rock és objecte de prohibicions, censura i penes contra els grups i fans. L'efecte ha tingut la seua crida a l'Àfrica oriental. A Uganda, país que coneix el rock des dels 1990, coneix una gran expansió del rock a partir de la dècada dels 2000 i, sobretot, arran de las Primavera Àrab.
El sud d'Àfrica, en canvi, troba el centre difusor del heavy metal a l'Àfrica del Sud. El país ha fet de la seua capital una varietat de sons on hi conviu l'afro house, l'afropop, el hip hop i el heavymetal.

### Música urbana

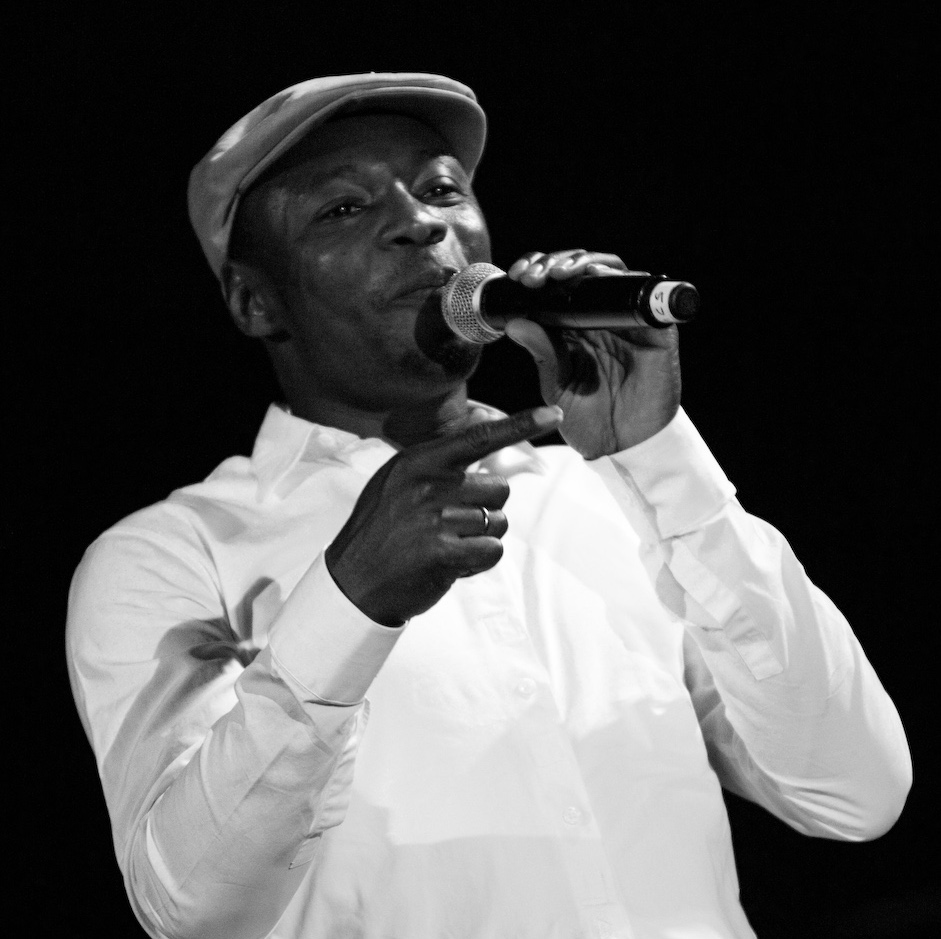
MC Solar, 2009.

La música rap i el hip-hop són gèneres que porten coent-se des de la dècada dels 1990 a l'Àfrica però esclaten per diversos motius durant la dècada dels 2010. El primer país que explota el gènere és el Senegal. En part hi tindrà molt a veure la influència que exercix França a les seues antigues colònies. Molts artistes africans de parla francòfona són èxit als països francòfons com és el cas de l'MC Solaar. Un altre centre difusor és l'Àfrica del Sud, on s'hi barreja el Mbalax, un tipus de música pop de l'oest africà, amb rap i hop hop. En aquest cas, el rap era una manera de protestar contra l'apartheid i es veu influenciat pel Regne Unit.
Però hi ha encara més explicacions per entendre aquest èxit. En primer lloc cal tenir en consideració l'efecte que van tenir la Primavera Àrab a tota Àfrica del Nord. El continent africà fa doncs de les produccions de rap una manera de protestar i, de les antigues colònies franceses i britàniques, el gènere s'expandix. En segon lloc, el rap penetra amb el creixement econòmic d'alguns països clau com ara Nigèria i Àfrica del Sud.
La música urbana africana barreja sons tradicionals ètnics amb rap i hip hop occidentals. Hi ha molt espai per a l'instrument. Vocalment, les lletres es farcixen de protestes contra la pobresa i l'autoritarisme que governa bona part del continent africà. Es tornen en una manera de contestar els règims totalitaris que hi ha a l'Àfrica.
El raper AKA ha tingut un èxit reeixit a l'Àfrica. Originari de l'Àfrica del Sud, combina electrònica, música africana i rap. "All Eyes On Me" és un dels seus singles més exitosos. Però el país ha produït molta música urbana. Figures que ens ho demostren són Pro Kid, Zola, Khuli Chana, Jozi, K.O., Nasty C, Hip Hop Pantusula, etc. Tanmateix, Emtee, com AKA, ha estat dels rapers sud-africans més difosos juntament amb Maraza. Molts rapers ixen de la televisió sud-africana mateixa, com és el cas de Wizkid, Nasty C, Fifi, Cooper, A-Reece i B3nchMArQ. I, finalment, molts són recompensats als South African Music Awards. For d'aquest país, K'Naan triomfa al Malí, Luxemburg, Alemanya, Àustria i Leitchenstein.
Tot plegat no treu la resta de territoris africans. Moçambic, la Costa d'Ivori, Angola, Botswana, Camerun, Gàmbia, Congo, Ghana, Kenya, Madagascar, Nigèria, Ruanda, Zàmbia o Zimbàbue. En aquest darrer país s'hi aprecia durant al dècada dels 2010 una tendència cap al trap que sorgix sobretot arran de l'epidèmia de xarop. A Zàmbia s'hi ha apreciat una barreja entre ragga i hip hop amb Papa Zemus. Tanzània ha acabat creant un gènere hibridat entre l'r&b, música africana i hip hop, anomenat Bongo Flava.
Gana ha estat dels països en què el rap hi ha impactat amb més força. S'hi destaquen un reguitzell important d'artistes en música urbana com ara Reggie Rockstone, Kae Sun, Sway DeSafo, Samini, Okyeame Kwame, Bradez, Buk Bak, D-Black, Sarkodie, Tic Tac, Obrafour, 4x4, Kwaw Kese, Daniel Tudzi, VIP, Ayigbe Edem, Tinny, Castro Destroyer, Asumadu N -Dex, Yaa Pono, Ntelabi, Kursa, Moxkito, Loone, Alex Wondergem, Big Ghun o EL.
El continent en general presenta un paisatge ben divers. Blaqbonez, LADIPOE, M.anifest, Nnena, Suté Iwar, TOBi, Zilla Oaks, Runtown, Rouge, Deejay J Masta, MOJO, Stay Jay, Jaiye, Groovy Jo, etc.
Nota: Gana és dels països que més música ha anat produint d'ençà l'accés a les independències. En efecte, durant la dècada dels 1950 i 1960 el país es veu nodrit pel jazz que combina amb música pròpia, calipso i guitarra, donant lloc a l'anomenat highlife. Aquest gènere de música nou fou motiu per reflexionar sobre la diversitat africana, el panarabisme o la personalitat dels africans, dins l'àmbit intel·lectual. Hui encara el gènere continua despertant passions, sobretot a Sierra Leona. Èxits actualitzats es troben en Mr Drew, Charisma, Kuami Eugene, Herman $uede, Akwasi Reaction, La Même Gang, Akwaboah, Bisa Kdei, Izzy Zick, etc. Tot fent un balanç històric, els imprescindibles en highlife són Ebo Taylor, Orlando Juliius, Bobbu Benson, Sir Victor Uwaifo, T.O. Jazz, Koo Nimo, Marijata, Eric Agyeman, Victor Olaiya, Sweet Talsk, etc.

#### El rap a les Primaveres àrabs
El nínxol de l'explosió de la música rap i el hip-hop de la dècada dels 2010 comença als països àrabs. Concretament a Tunísia. En aquest país les revoltes prenen un aire força revolucionari que es presta a fer caure el règim. El rap hi és censurat de cop i volta. El règim no voldria pas que fora una eina per agitar la joventut, malcontenta amb la coerció a les llibertats. De mica en mica, aquesta música urbana pren altres països, com ara Mauritània, el Marroc, Algèria, Líbia, Egipte o Síria.
El responsable d'aquest èxit és el tunisià Klay BBJ. El periodista Thameur Mekki en resseguix el rastre per a Le Monde l'any 2013. D'ençà que el raper ha anat multiplicant les seues protestes contra el règim. Però, alhora, ixen altres rebels. És el cas de Weld El 15, que aviat col·labora amb Klay BBJ. El hip hop als països àrabs remunta generalment a la dècada dels 1980. El Marroc és un dels grans difusors d'aquest gènere. El país es troba geogràficament en un punt clau que li permet importar cultura occidental amb força facilitat.
Degut a això, neixen diversos artistes en música urbana. A la dècada dels 1990 hi destacarà H-Kayne, però entre els 2000 i 2010 hi tindrem a Zanka Flow, Casa Crew, Masta Flow, de Chaht Man, Jocker, Caprice, Don Bigg, Masta Flow, Fnaïre, L7a9ed, DAM, Dizzy DROS, Shayfeen groupe composé de Small-X et Shobee, ElGrande ToTo, etc. A França el cantant francocongolès Youssoupha Mabiki pren el relleu, tot i que dins un rap i hip hop més abugesat, més comercial.
A Tunísia el rap i el hip hop hi són cantats en cabilenc, francès, àrab o anglès, la qual cosa ja evidenciar el procés d'aculturació. Un altre punt d'entrada de la música occidental, d'altra banda, és el Caucàsic on Dayirman, per exemple, es torna el primer àzeri a cantar hip hop. En aquest punt del planeta, tot fregant ja Síria i el Líban, MTV hi inicia les seues emissions regulars, fet que ha permès, per exemple, al Líban de produir música rap. A banda, el hip hop ha estat molt necessari a Palestina on hi encapçala les protestes contra les violències israelianes.

### Electro-rai
La música rai d'aquesta dècada barreja tot de gèneres diferents com ara l'electrònica, el rock, el pop, pop llatí, dance, etc. Hi ha una gran onada d'artistes femenines, tot plegat amb molt de ressò als països de parla àrab. Podem destacar a Mustafa Ceceli, Gülşen, Emre Aydın, Hande Yener, Sertab Erener, Sıla, Funda Arar, Atiye, MFÖ, Burcu Güneş, Murat Boz, Rafet El Roman, Emir, Haddise, Derya Uluğ, Mabel Matiz, Gökhan Türkmen, etc.
Mabel Matiz, per exemple, pot destacar-se en una barreja de pop nocturn amb rai, Emir en una barreja entre dance i rai, Emre Aydın en una barreja entre rock i rai. I, així gairebé tota la música rai que ix de Turquia.
Aquest país, d'altra banda, resol deixar de participar a Eurovisió després que guanyara Jamala, representant d'Ucraïna. El país per la seua banda continua explorant amb tot de sons occidentals i música rai. Per exemple, Derya Uluğ que proposa en aquesta dècada electrorai.